# 2022
De izquierda a derecha y de arriba hacia abajo: 
- Protestas por la muerte de Mahsa Amini. Masivas manifestaciones contra el régimen iraní buscan mayor libertad a la mujer.
- Rusia invade Ucrania y bombardea la Torre de Kiev. Millones de ucranianos huyen de la guerra.
- Aumento desmesurado de la inflación a nivel mundial, producto de la guerra y la pandemia.
- Síntomas de la viruela símica. Se propagó un brote del virus mundialmente, despertando alarma.
- El exministro japonés Shinzo Abe es asesinado en vivo en público mientras hacía campaña en una carretera.
- Reposo de la reina inglesa, Elizabeth II en el Palacio de Westminster, tras su muerte.
- Abrumadora ola de calor a mediados de año en Europa.
- Celebración de la Copa Mundial de Fútbol en Catar, ganada por el seleccionado de Argentina.

2022 (MMXXII) fue un año común que comenzó en sábado en el calendario gregoriano, el número 2022 anno Domini, además del vigésimo segundo año del siglo XXI y del iii milenio. Fue el tercer año del decenio de los 2020 y el segundo de la 3.ª década del siglo XXI. 
El año comenzó con una nueva ola en la pandemia de COVID-19, con la ómicron propagándose rápidamente y convirtiéndose en la variante dominante del virus SARS-CoV-2 en todo el mundo. En 2022, tras una disminución de los casos y las muertes, se eliminaron la mayoría de las restricciones contra la COVID-19 y se reabrieron las fronteras internacionales en la gran mayoría de los países, al tiempo que continuó el despliegue mundial de las vacunas contra la COVID-19. La recuperación económica mundial de la pandemia continuó, aunque muchos países experimentaron un aumento continuo de la inflación; en respuesta, muchos bancos centrales elevaron sus tasas de interés a niveles históricos. La población mundial alcanzó los ocho mil millones de personas en 2022. El año también fue testigo de numerosos desastres naturales, incluidos dos devastadores huracanes del Atlántico (Fiona e Ian), y la erupción volcánica más poderosa del siglo hasta ahora. La última parte del año también vio el primer lanzamiento público de ChatGPT por parte de OpenAI, lo que inició una carrera armamentista en inteligencia artificial que aumentó en intensidad en 2023, así como el colapso del exchange de criptomonedas FTX. 
El año 2022 también estuvo dominado por las guerras y los conflictos armados. Si bien la escalada del conflicto interno en Myanmar y la Guerra de Tigray dominaron el aumento de las tensiones dentro de sus regiones y causaron cada una más de 10.000 muertes, 2022 fue más notable por la invasión rusa de Ucrania, el mayor conflicto armado en Europa desde la Segunda Guerra Mundial. La invasión provocó el desplazamiento de 15,7 millones de ucranianos (8 millones de desplazados internos y 7,7 millones de refugiados), y provocó condenas y sanciones internacionales y amenazas nucleares, la retirada de cientos de empresas de Rusia y la exclusión de Rusia de los principales eventos deportivos. Dicho conflicto provocó una crisis energética; 2022 también estuvo caracterizado por una crisis alimentaria mundial agudizada por la pandemia y los conflictos bélicos.
El año 2022 fue:
- El Año del Tigre, de acuerdo con el horóscopo chino.
- El Año Internacional del Vidrio, de acuerdo con la ONU.[6]
- El Año Internacional del Desarrollo Sostenible de las Montañas, según la ONU.[7]
- El Año Internacional de las Ciencias Básicas para el Desarrollo Sostenible, de acuerdo con la ONU.[8]
- El Año Internacional de la Pesca y la Acuicultura Artesanales, según la ONU.[9]
- El Año Europeo de la Juventud, según la Unión Europea.
- El Año de Ricardo Flores Magón, de acuerdo con el Gobierno de México.[10]
- El Año del Fortalecimiento de la Soberanía Nacional, de acuerdo con el Gobierno del Perú.[11]

## Acontecimientos

### Enero
- 1 de enero: 
  - En un santuario religioso de Cachemira, India, se produce una estampida que deja una cifra de 12 muertos y 13 heridos.[12]
  - Tras 2 años de interrupciones y luego de ser cancelado en 2021 por la pandemia de COVID-19, se realiza el Desfile de las Rosas en Pasadena, California.[13]
  - El presidente de Estados Unidos, Joe Biden y el presidente de Rusia, Vladímir Putin tienen una conversación telefónica ante la escalada de tensión entre ambos países debido a la presencia militar rusa en la frontera con Ucrania.[14]
  - En la parroquia Saint Charles de Borome en Gonaïves, Haití, sucede un atentado al primer ministro, Ariel Henry, del cual sale ileso, después de salir de una misa en conmemoración del 218 aniversario de la independencia de Haití. El suceso deja un saldo de 1 persona muerta y varias heridas.[15]
  - Israel detecta el primer caso de flurona, la infección simultánea de gripe y COVID-19.[16]
- 2 de enero: 
  - Ocurren manifestaciones en Bagdad, Irak en conmemoración al segundo aniversario de la muerte del general iraní Qasem Soleimani.[17]
  - El grupo terrorista yihadista Estado Islámico realiza una amenaza contra el papa Francisco y a todos los cristianos del mundo.[18]
  - Se registra un incendio en el Parlamento de Sudáfrica, sin víctimas. Es detenido en el lugar un sospechoso de 51 años de edad, probable autor del incendio.[19]
- 3 de enero: 
  - Una ola de nieve y granizo azota Egipto, siendo en 2013 la última vez que ocurría este fenómeno.[20]
  - El régimen talibán vierten 3000 litros de alcohol a un canal de la ciudad de la capital Kabul, en una rigorosa prohibición de la producción y venta de alcohol.[21]
  - El presidente de Brasil, Jair Bolsonaro, es hospitalizado de urgencia debido a una sub-oclusión intestinal.[22]
  - Se detectan los primeros casos de flurona en Brasil, siendo los primeros casos en América Latina.[23]
- 4 de enero: 
  - La empresa inmobiliaria china Evergrande suspende la cotización de sus acciones en la bolsa, generando preocupación entre varios economistas por el riesgo inminente de un efecto dominó que podría generar una crisis financiera en todo el mundo.[24]
  - Científicos franceses confirman la aparición de una nueva variante en la región de Marsella al sur del país, la cual se sugiere que proviene de Camerún, cuenta con 46 mutaciones más a diferencia de la actual variante Ómicron, se denomina B.1.640.2, aunque no entra en la nomenclatura de la OMS al no contar con suficiente información al respecto.[25]

- 5 de enero:

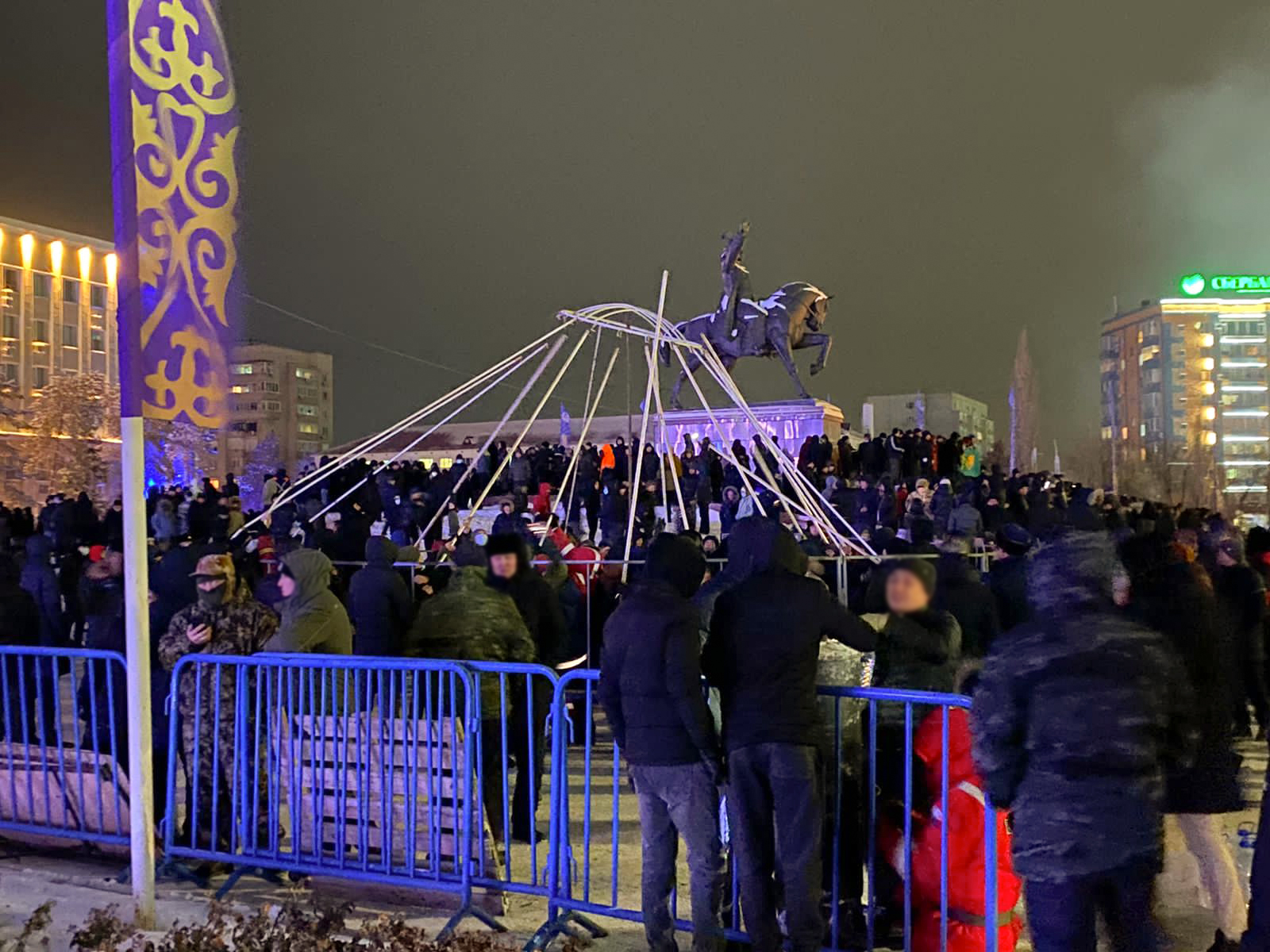
Protestas antigubernamentales en Kazajistán.

  - Israel empieza a aplicar la cuarta dosis de la vacuna contra la COVID-19 sobre su población.[26]
  - El presidente de Kazajistán, Kasim-Yomart Tokaev decreta estado de emergencia debido a las protestas iniciadas el 2 de enero por el aumento de los precios del gas. El presidente autorizó la entrada de tropas de la OTSC para reprimir a los manifestantes.[27]
- 6 de enero:
  - Corea del Norte confirma que no participará en los Juegos Olímpicos de Invierno en Pekín 2022 debido a las "maniobras de fuerzas hostiles" y la pandemia de COVID-19, según enviado por el Comité Olímpico y el Ministerio de Deportes del régimen asiático a los organismos correspondientes de China.[28]
  - Corea del Norte afirmó que realizó con éxito un segundo lanzamiento de prueba de un misil hipersónico, lo que parece indicar que el país seguirá adelante con sus planes de modernizar sus arsenales nucleares y de misiles.[29]
- 7 de enero:
  - En Colombia, un paciente de 60 años llamado Víctor Escobar se convierte en el primer paciente no terminal en Latinoamérica en recibir eutanasia.[30]
  - En Inglaterra se detecta un inusual caso de gripe aviar H5N1 en un humano, esto tras confirmarse que dicha persona mantenía estrecho contacto con aves de corral infectadas con el virus.[31]
- 8 de enero:
  - Mueren 8 personas luego de producirse un desprendimiento rocoso sobre 4 barcos turísticos de un acantilado cercano a un lago en el Municipio de Capitólio en el estado de Minas Gerais, Brasil.[32]
  - Surge una nueva variante del coronavirus SARS-CoV-2, autoridades sanitarias de Chipre informaron que han detectado 25 casos de deltacron, combinación de delta y ómicron, no se encuentra información al respecto ni la Organización Mundial de la Salud se ha pronunciado al respecto.[33] Daniel Ortega, presidente de Nicaragua desde 2007, se mantiene nuevamente en el poder hasta 2027.

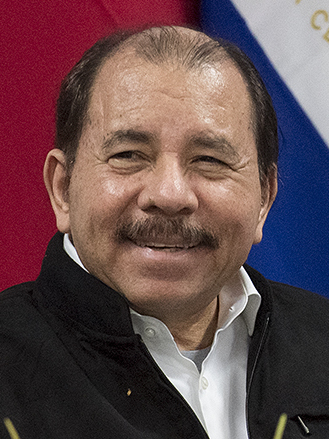
Daniel Ortega, presidente de Nicaragua desde 2007, se mantiene nuevamente en el poder hasta 2027.

  - Una terremoto de 6,6 sacude la provincia de Qinghai, al noroeste de China, dejando varios heridos. Como consecuencia, una sección de dos metros de la Gran Muralla China se desploma.[34]
- 9 de enero: 
  - Se realiza la 79° edición de los Globos de Oro siendo un evento privado, sin invitados especiales y transmisiones en vivo.[35]
  - Se detecta el primer caso de flurona en México.[36]
  - Se registró un incendio en un edificio del distrito de El Bronx, Nueva York dejando 19 muertos y decenas de heridos.[37]
  - Se realizó las elecciones regionales de Barinas de 2022, donde fue elegido Sergio Garrido, el primer gobernador no-chavista del estado desde la revolución bolivariana.
  - Da inicio la Copa Africana de Naciones 2021 en Camerún, la cual duró hasta el 6 de febrero.

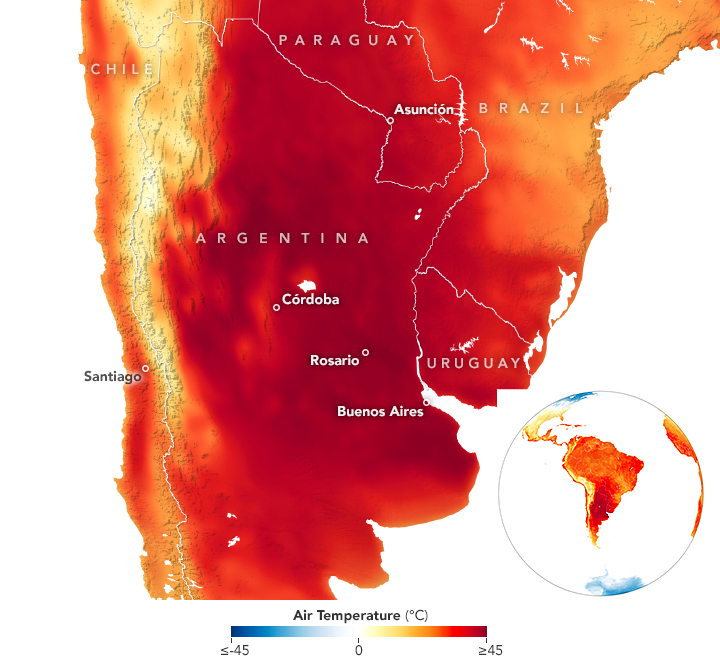
Ola de calor en Cono Sur.

- 10 de enero: Daniel Ortega asumió su cuarto mandato consecutivo como presidente de Nicaragua, para el periodo 2022-2027.
- 11 de enero:
  - En Argentina y Uruguay, producto de las altas presiones y del fenómeno de La Niña, ocurre una ola de calor histórica registrando temperaturas de hasta 45 °C en la región.[38]
  - En Chipre, se registra un terremoto de 6,6 que deja un saldo de 3 muertos y 1 herido.
- 12 de enero: Estados Unidos registra una inflación del 7 %, la inflación más alta en 40 años.[39]
- 13 de enero:
  - Los servidores del videojuego Halo cierran después de 15 años estando activos en la consola Xbox 360. Los videojuegos afectados son: Halo: Reach, Halo: C.E. Anniversary, Halo 3: ODST, Halo 3 y Halo 4.[40]
  - Rusia amenaza con enviar tropas a Cuba y Venezuela si la OTAN no detiene su expansión al este europeo en medio de las tensiones entre Rusia y Ucrania.

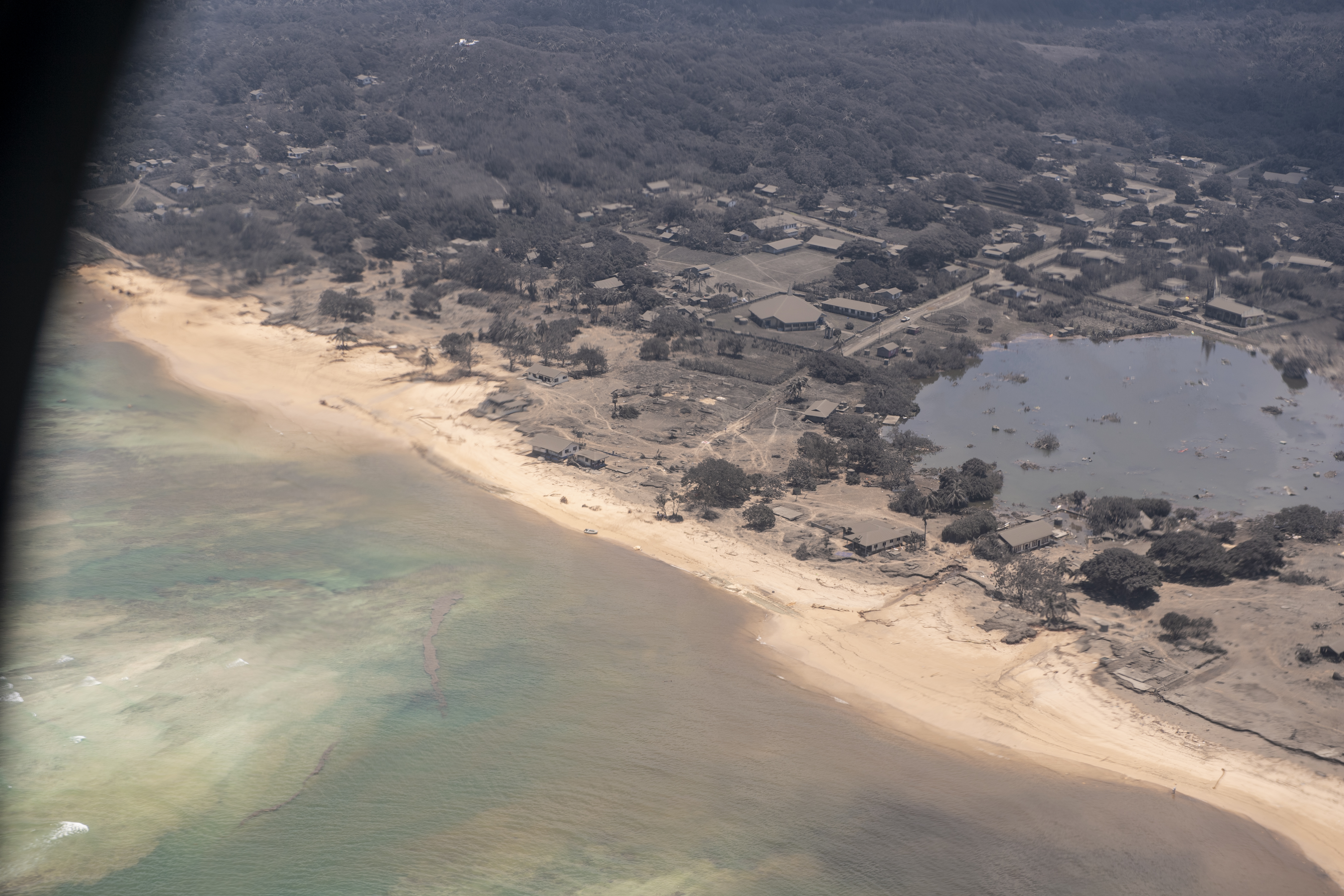
Efectos del volcán en Tonga.

- 14 de enero: Fallece Angelo Gilardino, célebre compositor italiano a sus 80 años.
- 15 de enero: 
  - El volcán marino Hunga Tonga, ubicado en una isla de Tonga, hace erupción y provoca un tsunami en Oceanía.
  - En Ventanilla, Perú; se registra un derrame de petróleo producto de un buque de la empresa española Repsol mientras descargaba el crudo durante el oleaje alto. Es considerado como el mayor desastre ecológico de Lima.
- 16 de enero:
  - Las olas del tsunami de un tamaño de 15 metros provocadas por la erupción del volcán submarino Hunga Tonga llegan a las costas de los países de América del Sur; los principales países afectados fueron Ecuador, Perú y Chile. Sin embargo las olas también llegaron a México y Estados Unidos.
  - El tenista serbio, Novak Djokovic, es deportado por el gobierno de Australia por su negativa a vacunarse para participar en el Abierto de Australia.[41]
- 17 de enero:
  - Se celebra la primera edición de los Premios Esland otorgados a la creación de contenido de España, Latinoamérica y Andorra, por el youtuber y realizador de directos español David Cánovas Martínez «TheGrefg».
  - En Afganistán, se registran dos terremotos de 4,9 y 5,3 que dejan un saldo de 30 muertos y 49 heridos.
  - En Abu Dabi, Emiratos Árabes Unidos, un ataque terrorista contra 3 camiones cisterna de petróleo y una infraestructura de ampliación del aeropuerto en construcción es llevado a cabo por el movimiento hutí utilizando drones y misiles, matando a 3 personas e hiriendo a otras 6.
- 18 de enero: El parlamento de Indonesia aprueba un proyecto de ley para trasladar su capital a la isla de Borneo y anuncia que el nombre de la nueva ciudad será llamada Nusantara, en medio del progresivo hundimiento de la actual capital Yakarta producto del cambio climático.[42]
- 19 de enero: Se convocaron las elecciones generales de Barbados desde la reciente transición republicana, resultando electa la primera ministra Mia Mottley.
- 20 de enero: 
  - En Honduras, 20 diputados electos traicionan la decisión de la presidenta electa Xiomara Castro.[43]
  - Se publica un informe comisionado por la Iglesia católica sobre casos de abuso sexual en la arquidiócesis de Múnich y Frisinga donde se acusa al papa emérito Benedicto XVI de inacción en 4 casos de abuso sexual durante su mandato como arzobispo entre 1977 y 1982.[44]
- 21 de enero: En Chile, en el Museo Nacional de Historia Natural, él presidente electo Gabriel Boric nombró a su gabinete ministerial compuesto por 14 ministras y 10 ministros, siendo el primer gabinete en la historia del país compuesto mayoritariamente por mujeres, el cual asumirá sus funciones el 11 de marzo de 2022.[45]

- 22 de enero: 

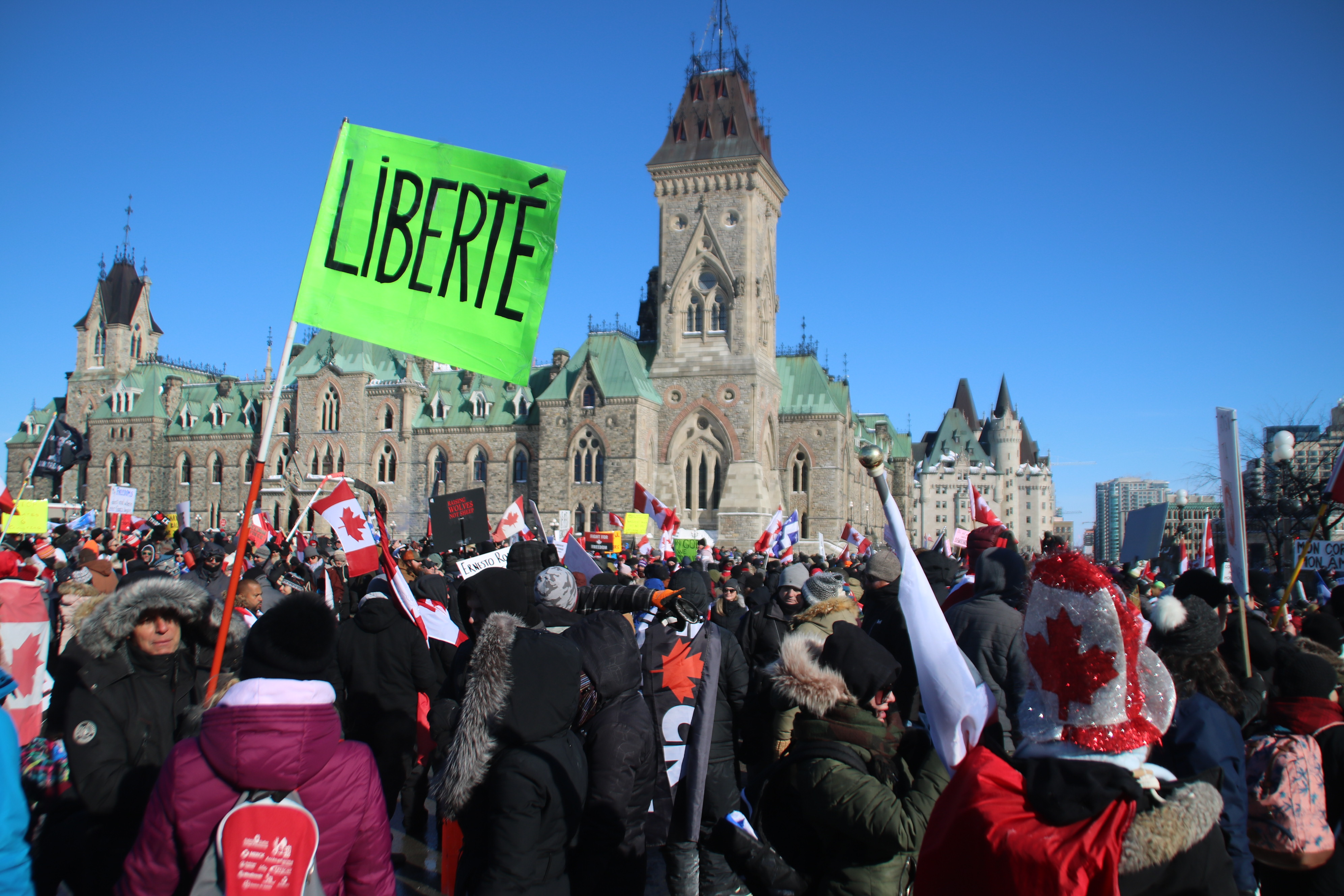
Convoy de la Libertad en Canadá.

  - Ucrania recibe 90 toneladas de armamento de parte de Estados Unidos ante el aumento de tensiones con Rusia.[46]
  - 50 000 camioneros realizan el Convoy de la Libertad de 2022 en Ottawa, Canadá protestando contra las medidas contra la pandemia de Covid-19.[47]
  - En Huế, Vietnam, fallece a los 95 años el monje budista y activista por la paz Thích Nhất Hạnh, principal opositor a la guerra de Vietnam.
- 23 de enero: Estados Unidos ordena evacuar a los diplomáticos no esenciales en la embajada del país en Ucrania.[48]
- 24 de enero: 
  - En Burkina Faso se produce un nuevo golpe de Estado, deponiendo al presidente Roch Marc Christian Kaboré.[49]

Bandera de Honduras con su nuevo color azul turquesa.

- - Después de un mes de su lanzamiento, el telescopio espacial James Webb llega a su destino, el punto de Lagrange L2.[50]
  - Se realizan las elecciones presidenciales de Italia, sin embargo, el parlamento italiano no logra un acuerdo para elegir al sucesor de Sergio Mattarella.[51]
  - El presidente de los Estados Unidos, Joe Biden causó revuelo después de insultar a un periodista de Fox News quien preguntaba sobre la inflación, al día siguiente el presidente manifestó sus disculpas.[52][53]

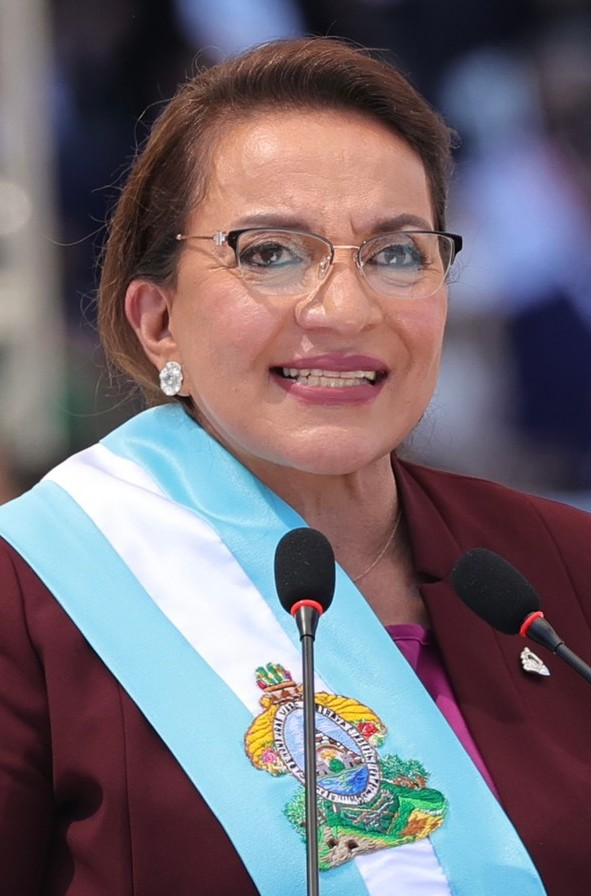
Xiomara Castro en su primer discurso oficial como primera presidenta mujer de Honduras.

- 25 de enero: Australia compra los derechos de autor de la icónica bandera aborigen diseñada por el artista Harold Thomas por 20 millones de dólares australianos.[54]
- 26 de enero: Pfizer comienza el ensayo de la vacuna ómicron.[55]
- 27 de enero:
  - En Tegucigalpa asume la primera mujer presidenta en Honduras, Xiomara Castro, para el periodo 2022-2026. A su vez, la bandera nacional hondureña cambia su color de azul oscuro a azul turquesa. Un decreto de 1949 establecía que la bandera original debía contener color azul turquesa, no obstante, el color se mantuvo azul oscuro durante ocho décadas.[56]
  - Fallece el cantante argentino Diego Verdaguer a los 70 años de edad, debido a fuertes complicaciones por el Covid-19.[57]
- 28 de enero: En Chile el presidente saliente, Sebastián Piñera promulga la ley de la Pensión Garantizada Universal para mayores de 65 años aprobada por la Cámara de Diputadas y Diputados el pasado 3 de enero.[58]
- 29 de enero: En Italia tras 7 rondas de votación en el Parlamento italiano y sin definir a un ganador, el presidente Sergio Mattarella acepta su reelección, convirtiéndose en el segundo presidente de la República en realizarla.[59]
- 30 de enero:
  - Se realizan las elecciones parlamentarias de Portugal, siendo el Partido Socialista el ganador con mayoría parlamentaria.[60]
  - Rafael Nadal vence en la final del Open de Australia consiguiendo su 21er título de Grand Slam individual, récord del tenis profesional masculino.[61]
- 31 de enero: En Latinoamérica, los canales de Star Premium anuncian sus cierres de transmisiones.[62]

### Febrero
- 1 de febrero:

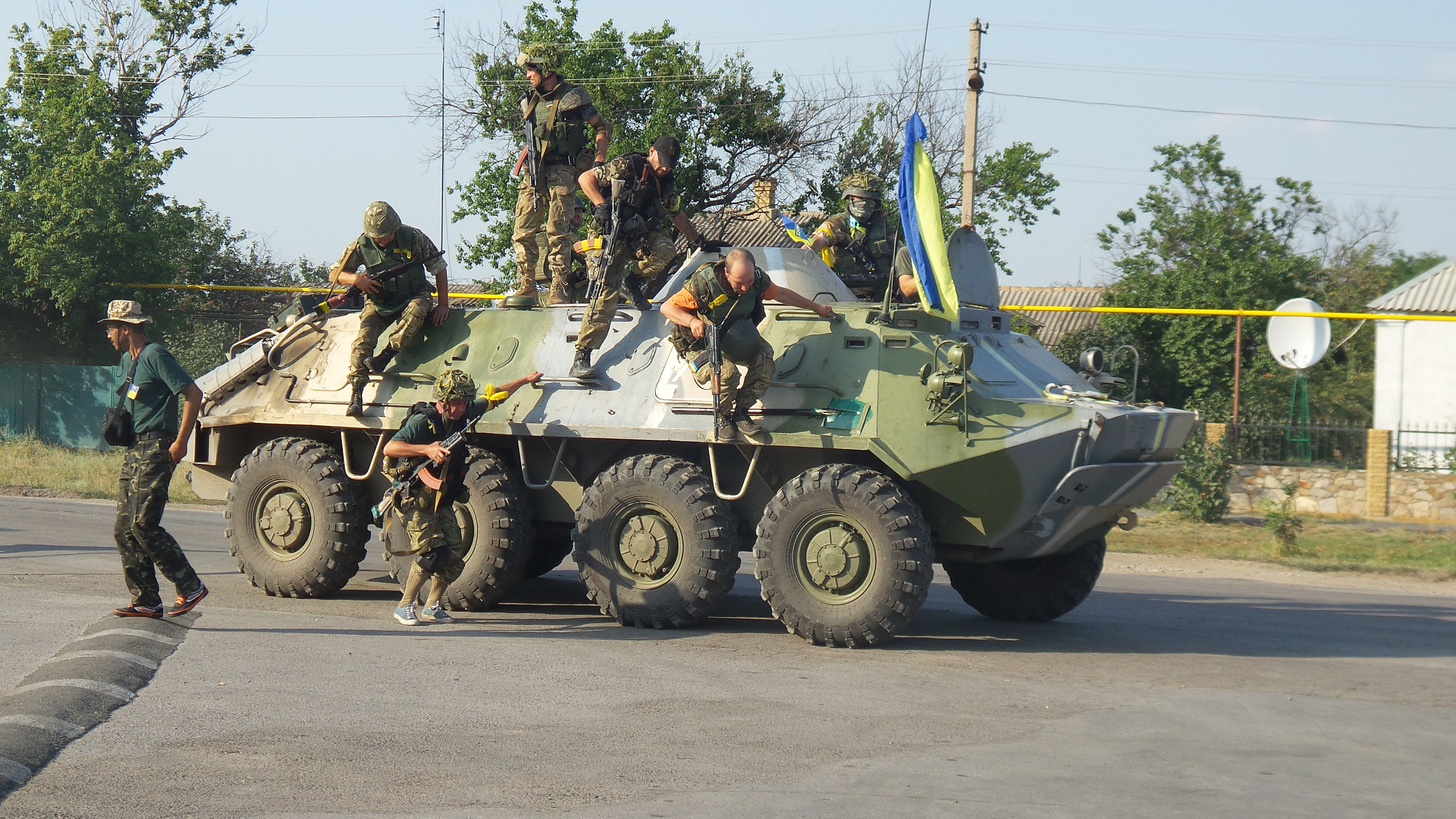
Batallón en la región de Donetsk, Ucrania.

- - 60 personas mueren en un ataque de militantes de milicia cooperativa para el desarrollo del Congo (CODECO) contra un campamento de desplazados en Plaine Savo, un poblado al este de la República Democrática del Congo.[63]
  - Una adulteración de cocaína con componentes derivados del fentanilo produce una seguidilla de intoxicados, donde alrededor de 24 personas mueren tras su consumo en varias villas alrededor del Gran Buenos Aires en Argentina.
  - El grupo de canales de Star Premium cesa sus transmisiones, por lo cual la partir de esta fecha, los canales Star Fun, Star Action, Star Cinema, Star Classics, Star Comedy, Star Hits y Star Series dejan oficialmente de existir y de transmitir. La decisión responde a un intento de promover la plataforma streaming de Star+.[64]
- 2 de febrero: Al menos 24 personas han muerto producto de un aluvión provocada por fuertes lluvias en Quito, Ecuador.[65]
- 3 de febrero: El terrorista y segundo califa de ISIS, Abu Ibrahim al Hashemi al Qurash, se autoexplota al verse acorralado durante un operativo en Siria.[66]

- 4 de febrero:

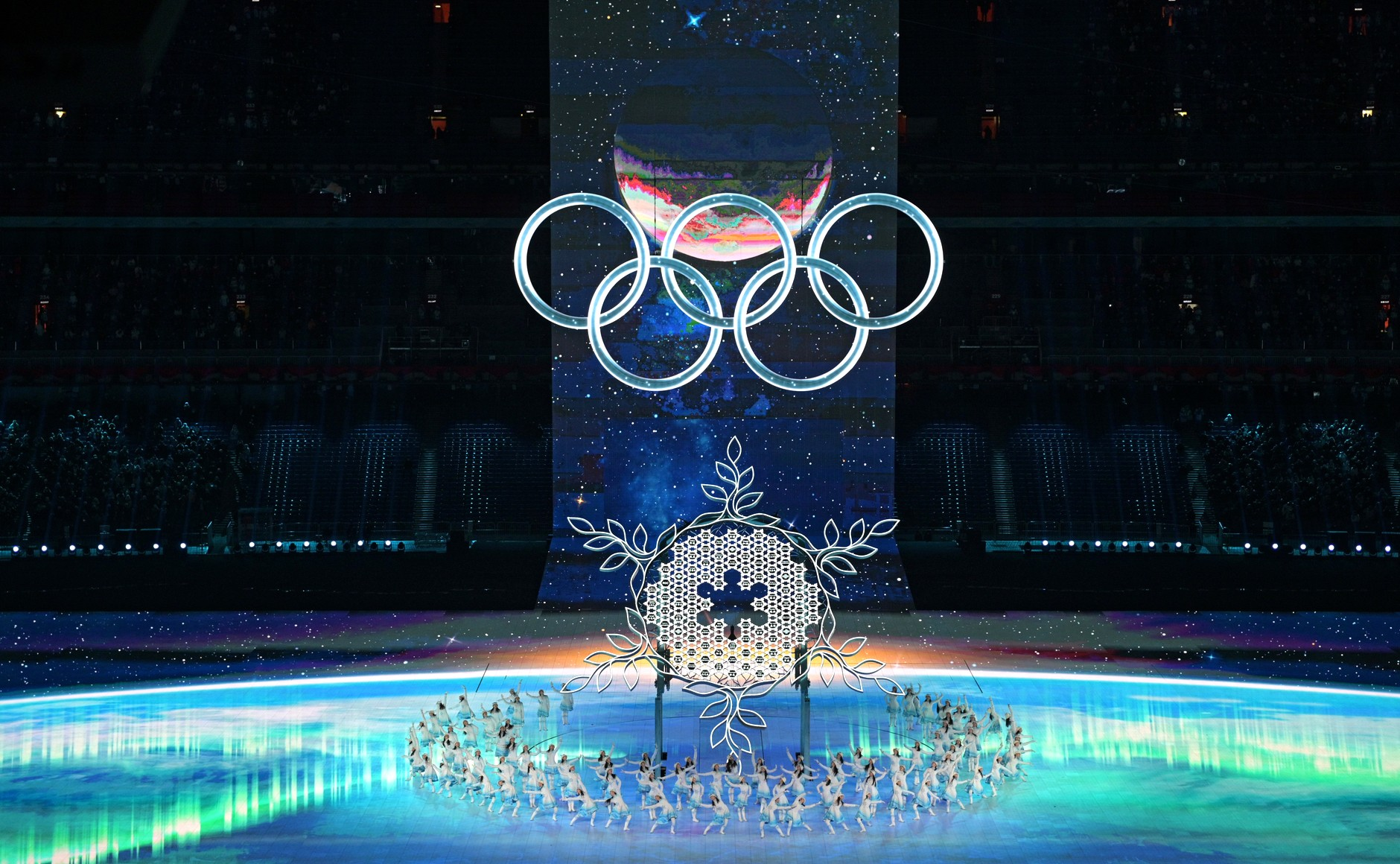
Ceremonia inaugural de los Juegos Olímpicos de Invierno de 2022.

  - Comienzan los Juegos Olímpicos de Invierno en Pekín, China, que se extendió hasta el 20 de febrero.[67]
  - Un avión Cessna 207 se estrelló luego del despegue en Nazca, Perú, matando a 7 personas.[68]
- 5 de febrero: En Marruecos, luego de estar atrapado por cinco días en un pozo de 32 metros de profundidad, es rescatado muerto Ryan Oram, un niño de 5 años de edad.[69]
- 6 de febrero:
  - En Costa Rica se celebraron elecciones generales, pasando a segunda vuelta el expresidente José María Figueres Olsen (PLN) y el exministro de Hacienda Rodrigo Chaves (PPSD).
  - En Reino Unido y la Mancomunidad de Naciones se celebró el jubileo de platino de la reina Isabel II, en conmemoración del 70.º aniversario desde su ascensión al trono inglés.
- 7 de febrero: 
  - El presidente de Francia, Emmanuel Macron se reunió con Vladímir Putin en Moscú buscando solucionar la crisis de Ucrania.[70]
  - En Chile se inició el proceso de vacunación con la cuarta dosis contra el COVID-19, en plena ola de contagios, siendo los más altos desde el inicio de la pandemia en dicho país.[71]
- 8 de febrero:
  - El papa emérito Benedicto XVI pide perdón a las víctimas de abuso sexual al admitir falso testimonio en un informe sobre los abusos en la arquidiócesis de Múnich y Frisinga. Afirma que se trató de un error no intencional y continua negando haber encubierto abusos.[72]
  - El presidente de Perú, Pedro Castillo designa su cuarto gabinete ministerial en solo 6 meses.[73]
- 9 de febrero: La policía islámica destruye casi cuatro millones de botellas de cerveza bajo la aplicación del sharía en el estado de Kano, al norte de Nigeria.[74]
- 10 de febrero: Rusia y Bielorrusia realizan ejercicios militares cerca de la frontera ucraniana. La OTAN repudia la acción, calificando como el mayor despliegue de tropas rusas desde la Guerra Fría.
- 11 de febrero: Canadá declara estado de emergencia en Ontario durante las protestas del Convoy de la Libertad de 2022, que rechazan los requisitos de vacunación del país.
- 12 de febrero: Más de 5000 manifestantes protestan al grito de ¡Gloria a Ucrania! en la capital ucraniana de Kiev para exigir paz en una marcha de unidad nacionalista ante la creciente alarma de una invasión rusa desde Donbás, al este del país y desde la frontera con Bielorrusia.
- 13 de febrero: 
  - En Alemania se realizaron elecciones presidenciales para el periodo 2022-2027, donde el actual presidente Frank-Walter Steinmeier resultó reelegido.
  - En Castilla y León se realizaron elecciones autonómicas donde el partido opositor Partido Popular se impone sobre el PSOE.

- 14 de febrero: 

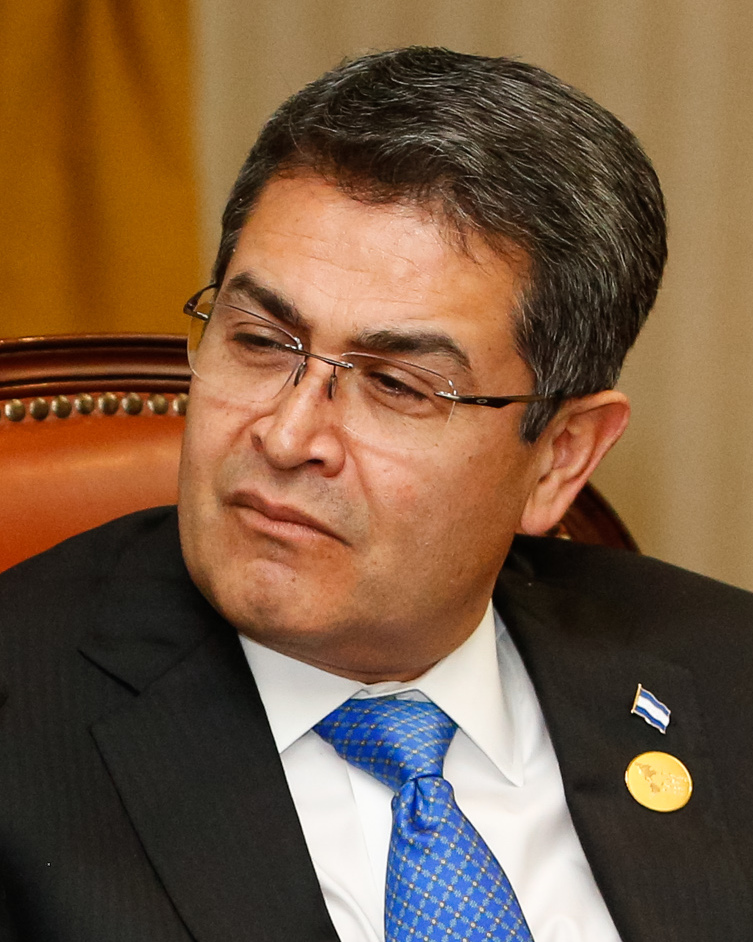
Juan Orlando Hernández.

  - Se revelaron documentos que vincularon al expresidente argentino Mauricio Macri con un plan de invasión a Venezuela durante el gobierno de expresidente estadounidense Donald Trump.[75][76]
  - La presidenta del Congreso de Perú, María del Carmen Alva es acusada de conspirar contra Pedro Castillo, por haberse reunido con figuras de la oposición para discutir una estrategia para cesar al mandatario.[77]
  - La coalición internacional que encabeza Arabia Saudí ha asegurado haber bombardeado un centro de comunicaciones usado por los hutíes en la sede de un ministerio en la capital Saná, en Yemen.[78]
  - Bolsas mundiales se desploman por temor a una inminente invasión rusa de Ucrania.[79]
  - Estados Unidos pide la extradición del expresidente Juan Orlando Hernández por narcotráfico mientras las Fuerzas Armadas de Honduras rodean su casa en la capital Tegucigalpa.[80][81]
- 15 de febrero:
  - En Honduras, el expresidente Juan Orlando Hernández se entrega de manera voluntaria a la Policía Nacional de Honduras.
  - En medio de la crisis ruso-ucraniana, ocurre un ciberataque masivo en Ucrania en medios de comunicaciones.
  - Rusia garantizó el retiro de sus tropas de la zona de Donbás ante la tensión con Ucrania, sin embargo no se especificó cuántos efectivos o hacia dónde partían. Recursos de inteligencia de la OTAN luego alertó de que la declaración fue una distracción, ya que los números de tropas se mantuvieron constantes.[82]
- 16 de febrero:
  - El presidente de Brasil, Jair Bolsonaro realiza una visita a Rusia, donde se reúne con Vladímir Putin.[83]
  - Un terremoto de 6,2 sacude el sur de Guatemala y afecta a partes de México y El Salvador matando a 3 personas.
- 17 de febrero:
  - En Santiago de Chile, se inician oficialmente las obras de construcción de la Línea 7 del Metro de Santiago, la cual contará con 19 estaciones y unirá Renca con Vitacura en aproximadamente 37 minutos. Su inauguración está prevista para el año 2027.[84]
  - En Donetsk, se producen intensos escaramuzas entre soldados ucranianos y separatistas prorrusos.
  - En Petrópolis (Brasil), lluvias y deslizamientos de tierra dejan 195 personas muertas y cientos de damnificados.[85]

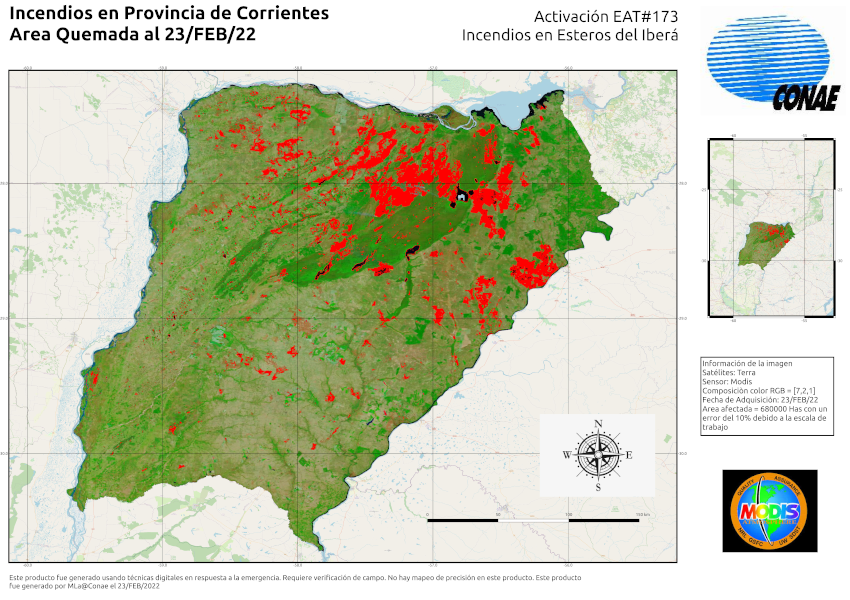
Área quemada de la Provincia de Corrientes.

- 18 de febrero: En la Provincia de Corrientes (Argentina), el gobernador Gustavo Valdés declara a la provincia como "zona de catástrofe ecológica y ambiental" en marco de los incendios forestales sin precedentes que quemaron más del 10 % de la superficie provincial.[86]
- 19 de febrero: El presidente de Brasil, Jair Bolsonaro, envía a la Provincia de Corrientes (Argentina) dotaciones de bomberos en marco de los incendios forestales sin precedentes. Es la primera ayuda bilateral entre ambos países desde la asunción del actual presidente argentino, en 2019.[87]
- 20 de febrero: La reina Isabel II de Reino Unido da positivo de COVID-19.[88]
- 21 de febrero:
  - Rusia reconoce la independencia de la República de Donetsk y la República de Lugansk y comienza a militarizar la región de Donbás, en medio de la crisis ruso-ucraniana. Esta acción es repudiada por Naciones Unidas, produciendo que varios países prepararan sanciones económicas contra Rusia.[89]
  - Colombia despenaliza el aborto, siendo el quinto país de América Latina en hacerlo, luego de Cuba (1965), Guyana (1995), Uruguay (2012) y Argentina (2020).[90]

- 22 de febrero:

Invasión rusa a Ucrania

  - Alemania suspende el curso del gas ruso Nord Stream en el marco de la tensión ruso-ucraniana.
  - El presidente de Estados Unidos, Joe Biden, anuncia nuevas sanciones contra Rusia y dice que sus últimos movimientos en Ucrania equivalen a "el principio de la invasión a Ucrania".[91] Reino Unido anuncia sanciones contra tres individuos y cinco bancos rusos.
  - Son declarados como culpables tras 2 años de juicio los tres hombres blancos asesinos del afroestadounidense Ahmaud Arbery en el estado de Georgia, Estados Unidos.[92]
- 23 de febrero: Tras las sanciones de Reino Unido y Estados Unidos, la Unión Europea aplica sanciones económicas contra Rusia, dificultando al país del comercio en el mercado internacional.

- 24 de febrero: 

Mapa de Ucrania mostrando los ataques rusos

  - Rusia invade Ucrania. En una declaración matutina, el presidente Vladímir Putin alertó a los aliados de Ucrania: "A cualquiera que considera intervenir desde afuera, si lo hacen, enfrentarán consecuencias mayores a la que alguna vez hayan encontrado históricamente. Todas las decisiones relevantes ya fueron tomados. Espero que me puedan oír".
  - Terminado el anuncio, reportan la entrada de fuerzas rusas en las cercanías de las ciudades de Mariúpol y Járkov y se oyen explosiones en numerosas ciudades como en la capital Kiev, Melitópol, Lutsk y Odesa.Civiles refugiándose en el Metro de Kiev durante los bombardeos.Mezquita destruida tras el terremoto de Sumatra.

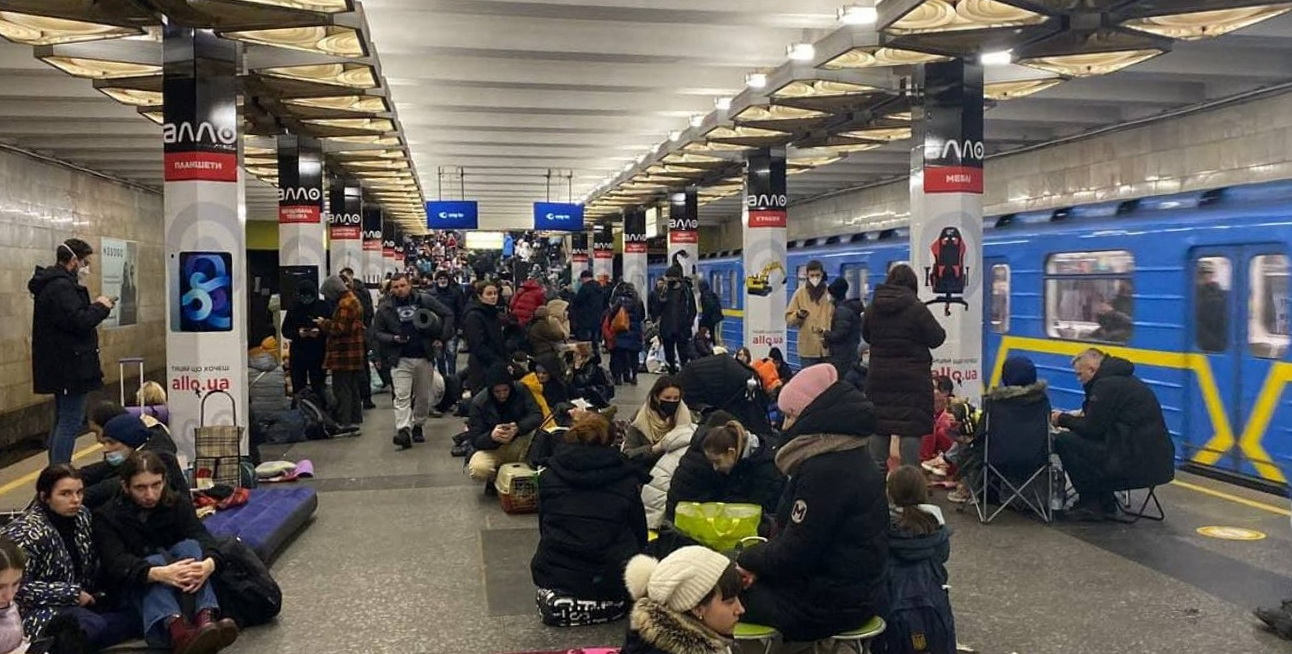
Civiles refugiándose en el Metro de Kiev durante los bombardeos.

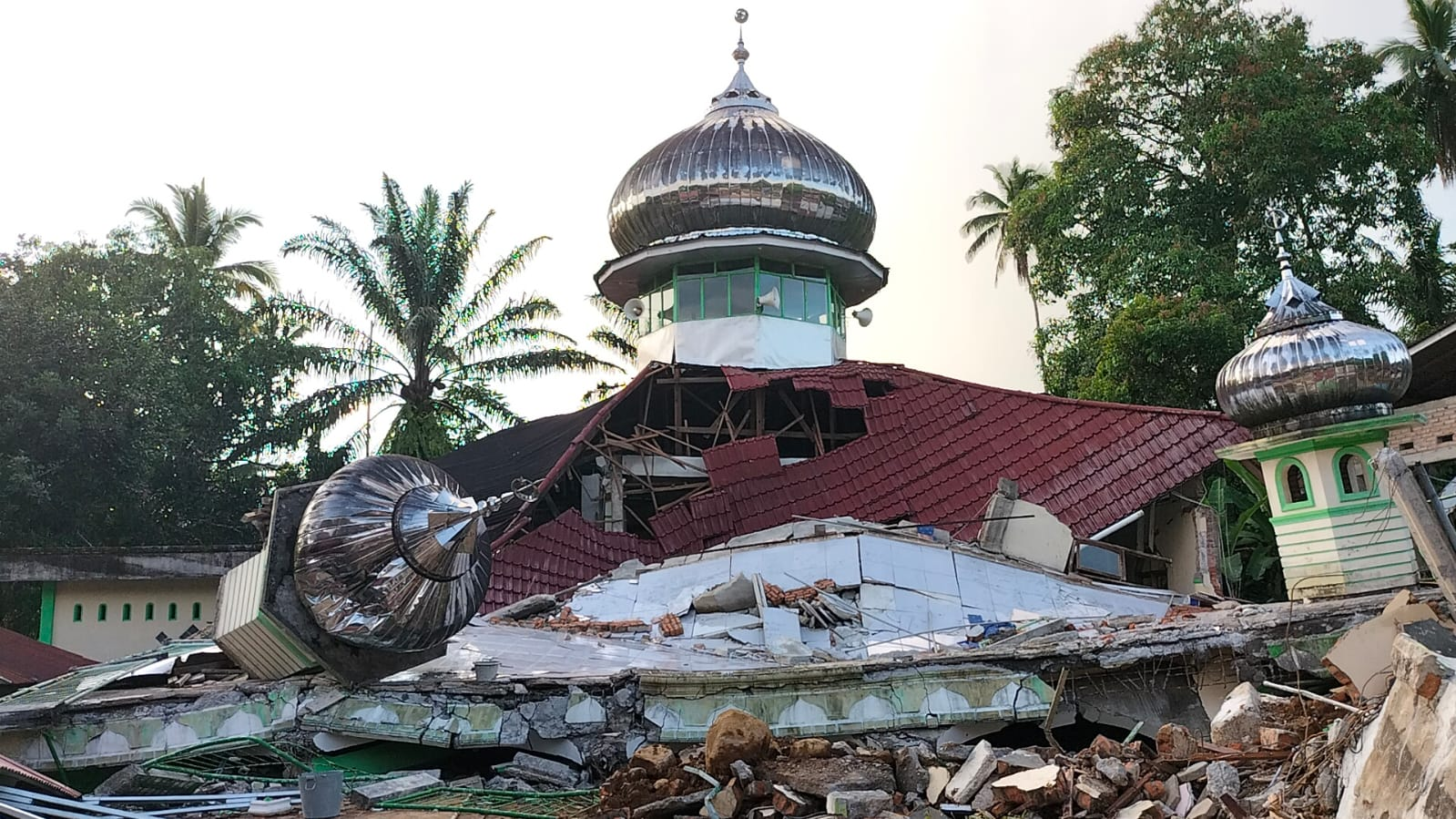
Mezquita destruida tras el terremoto de Sumatra.

  - Enormes caídas económicas en Wall Street. Bolsas internacionales caen en la mayor caída desde el colapso mundial por la pandemia de COVID-19 en 2020. La bolsa rusa se derrumba. El precio de materias primas como la soja, trigo, petróleo y maíz suben considerablemente.
  - Al anochecer en Ucrania, luego de una escaramuza sobre suelo radiactivo, el ejército ruso tomó el control de la central nuclear de Chernóbil, un bastión estratégico hacia la invasión de la capital, luego de haber invadido desde territorio bielorruso.[93][94]
  - Ucrania declara ley marcial, mientras ordena la movilización general de tropas y el cierre de su espacio aéreo comercial. Ordena a sus habitantes a tomar refugio en sus casas o en el subterráneo.
  - Miembros de las fuerzas militares colombianas matan a Jorge Eliécer Martínez, jefe del frente décimo de las disidencias de las FARC en Puerto Rondón, Colombia.
- 25 de febrero: 
  - Continúan los enfrentamientos en Ucrania tras la invasión rusa, mientras las tropas rusas se acercan a Kiev. Fuerzas rusas comienzan el sitio de Mariúpol, donde cortaron la ruta de suministros y medicinas, mientras bombardean la ciudad, es comparado con el sitio de Leningrado, infligido por el Tercer Reich contra la Unión Soviética durante la Segunda Guerra Mundial.
  - Rusia amenazó a Finlandia y Suecia, que prometió consecuencias "políticas y militares" si ambos países ingresaran a la OTAN.
  - Rusia pierde la localía de la final de la Liga de Campeones de la UEFA 2021-22 debido al conflicto militar, es reemplazado por el Stade de France, en París, Francia.Multitudinarias protestas contra la guerra en Vancouver, Canadá.

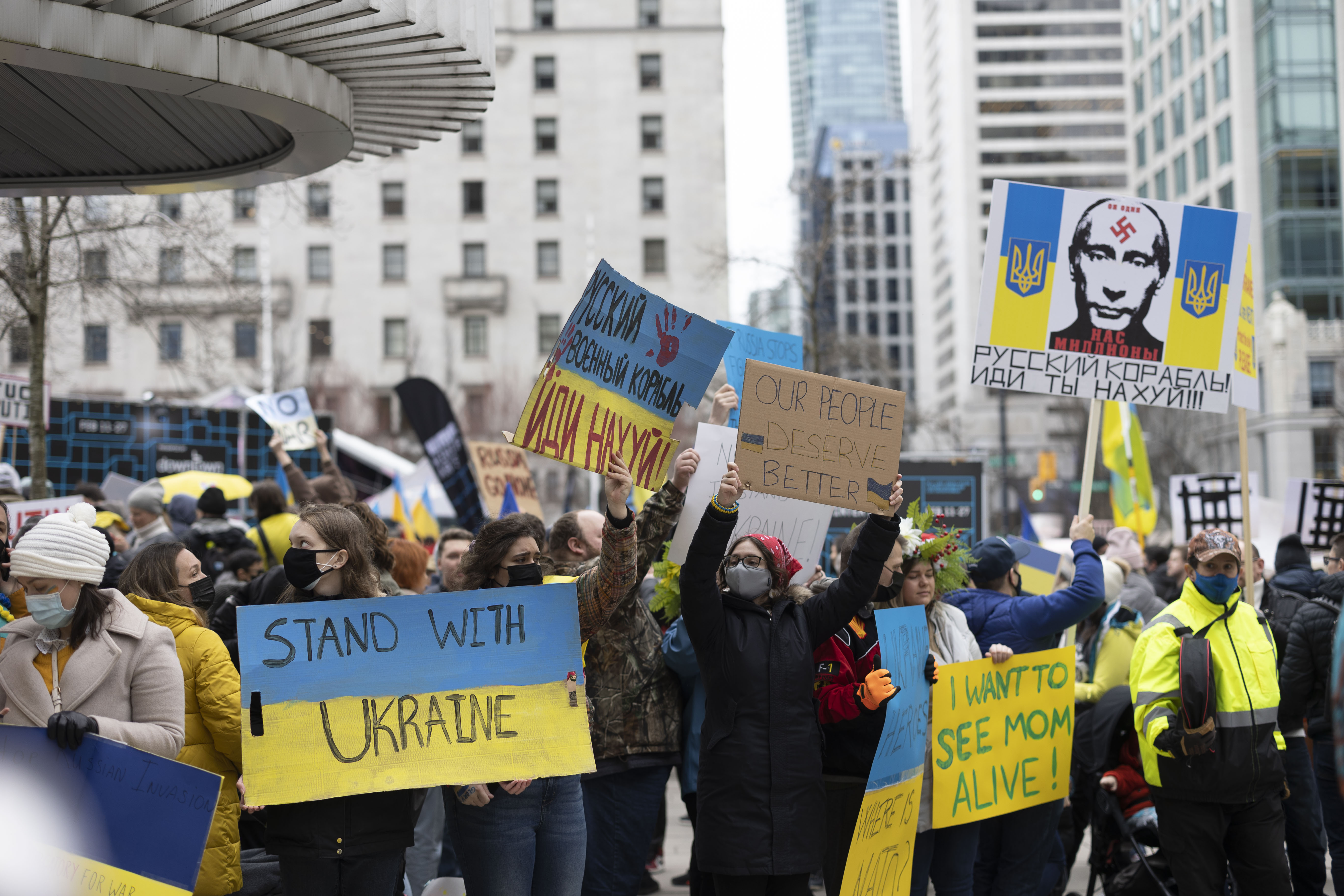
Multitudinarias protestas contra la guerra en Vancouver, Canadá.

  - Se registra un terremoto de 6,2 en la isla de Sumatra en Indonesia que deja 27 muertos, 457 heridos y varios edificios religiosos y gubernamentales destruidos.
- 26 de febrero:
  - La Unión Europea, Estados Unidos y sus aliados acuerdan remover a los bancos rusos del sistema financiero SWIFT, además de imponer restricciones contra el Banco de Rusia, que provoca una devaluación dramática del rublo, desencadenando una crisis financiera en Rusia.
  - Ucrania retoma el control de la ciudad de Sumy, tras días de control ruso.
  - El Ejército Ruso ocupa la ciudad ucraniana de Melitópol, junto con varios poblados.[95]
  - Ocurren multitudinarias protestas en múltiples ciudades mundiales de Europa, Norteamérica, Australia, Corea del Sur, Turquía, Argentina, Japón, Hong Kong, Taiwán, Georgia, Colombia, Nueva Zelanda, India y Chile entre otros, incluidas rusas (Moscú, San Petersburgo), para protestar contra la guerra.Ucranianos en puestos fronterizos huyendo del oeste del país.
- 27 de febrero: 

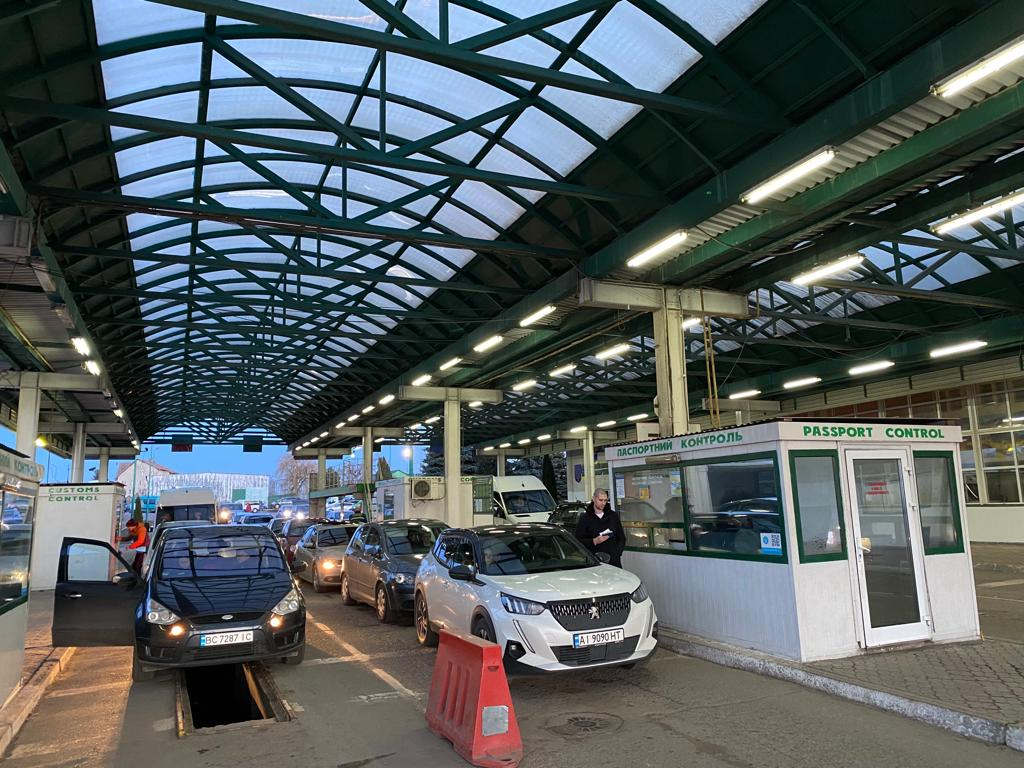
Ucranianos en puestos fronterizos huyendo del oeste del país.

  - Rusia coloca a sus fuerzas nucleares en alerta máxima, en respuesta a lo que llama "declaraciones agresivos" de la OTAN.
  - La aeronave más grande y pesada del mundo, el Antonov An-225, es destruida en la batalla del Aeropuerto Antonov. El gobierno ucraniano lo confirmó en su cuenta de Twitter.[96]
  - El dictador bielorruso Aleksandr Lukashenko realiza un referéndum constitucional, en donde revoca la condición de país no-nuclear y permite a Bielorrusia acoger a fuerzas rusas permanentemente.
- 28 de febrero: 
  - La ONU reporta que más de medio millón de refugiados ya huyeron de Ucrania a países limítrofes (principalmente a Polonia y Hungría) producto de la guerra.
  - La FIFA expulsa a Rusia de la Copa Mundial de Catar 2022 y de la Eurocopa Femenina 2022.[97]
  - En una decisión sin precedentes, Mónaco, Singapur y Corea del Sur implementan sanciones económicas a Rusia mediante control de exportación y congelamiento de divisas; mientras que Suecia y Suiza abandonan su condición de país neutral para apoyar económica y diplomáticamente a Ucrania.

### Marzo
- 1 de marzo:
  - El presidente de Estados Unidos, Joe Biden, pronuncia su segundo discurso del estado de la Unión.[98][99]
  - Bielorrusia se une al ataque contra Ucrania, al reportarse tropas bielorrusas dirigirse hacia la ciudad ucraniana de Chernihiv, al norte del país. Sin embargo, el presidente Aleksandr Lukashenko negó que Bielorrusia se haya unido a la invasión y afirmó que tropas rusas no atacan a Ucrania desde su territorio.
  - Un convoy militar ruso de más de 60 kilómetros de longitud se dirige rumbo a Kiev.[100]
  - Ucrania empieza a utilizar drones fabricados en Turquía contra los convoyes rusos, dejando numerosas bajas en el ejército ruso.[101]
  - La plataforma de animes Funimation y Wakanim Svod fusionan su nombre a Crunchyroll.[102][103]

- 2 de marzo: 
  - Fuerzas rusas empiezan a sitiar la ciudad ucraniana de Zaporiyia, lugar de la central nuclear de Zaporiyia, la más grande de Europa.[104]
  - Airbus y Boeing suspenden el mantenimiento y soporte a las aerolíneas de Rusia, mientras que Apple, Nike, Disney, FedEx, entre otras empresas estadounidenses suspenden sus negocios en Rusia.[105][106]
  - Chile anuncia el retorno de clases presenciales, tras 2 años de clases virtuales, y con el rechazo del Colegio de Profesores.[107]

- 3 de marzo:
  - Las tropas rusas bombardean la central nuclear de Zaporiyia durante la batalla de Zaporiyia, provocando un incendio, consternando mundialmente por el temor de que explote y contamine el país y el continente europeo.
  - El Ejército de Chile promulga un informe condenando ejecuciones y crímenes bajo el período dictatorial de Augusto Pinochet.[108]

- 4 de marzo:
  - Inician los Juegos Paralímpicos de 2022, que se realizaron en Pekín, China hasta el 13 de marzo.
  - Rusia bloquea el acceso a Twitter y Facebook.[109]

- 5 de marzo:
  - El Secretario de Estado de los Estados Unidos, Antony Blinken visita la frontera entre Polonia y Ucrania.[110]
  - En el estadio de La Corregidora de la Ciudad de Querétaro, en México, se registra una trifulca durante un partido entre los clubes Querétaro y Atlas, dejando extraoficialmente 30 aficionados muertos.[111]
  - Investigadores antárticos aseguraron encontrar en el lecho marino los restos del buque Endurance, hundido en las frías aguas del Mar de Weddell en 1915.

- 6 de marzo:
  - El presidente de Chile, Sebastián Piñera, promulga la Ley de Garantías de Derechos de la Niñez la cual llevaba 7 años de tramitación, otorgando de esta forma la creación de un inédito sistema de garantías y protección del ejercicio de los derechos del niño.[112]

- 7 de marzo:
  - El número mundial de muertes por COVID-19 supera los 6 millones según las cifras de Johns Hopkins, con el 57 % de la población mundial completamente vacunada.[113]

- 8 de marzo:
  - Irán amenaza a Israel con "pagar el precio de sus acciones" tras un bombardeo en Siria donde murieron 2 militares iraníes.
  - El Senado de Florida aprueba el controvertido proyecto de ley "Derechos de los padres en la educación", conocido como el proyecto de ley "Don't Say Gay", que restringe a los maestros de discutir la identidad de género.[114]
  - Múltiples empresas multinacionales como McDonald's, Adidas, Coca-Cola, Shell y Starbucks suspenden sus ventas en Rusia, en respuesta a la guerra.
  - Fallece en los Estados Unidos el ciudadano David Bennett, primer paciente que recibió un trasplante de corazón modificado de cerdo exitosamente.[115]

- 9 de marzo: 
  - En Corea del Sur se realizaron elecciones presidenciales para el periodo 2022-2027, resultando electo el conservador Yoon Suk-yeol.[116]
  - Un ataque aéreo ruso destruyó un hospital, junto con la sección de maternidad y sala de niños en Mariúpol, Ucrania. Una mujer es fotografiada en proceso de parto, sin embargo ni ella ni el bebé sobreviven. Este hecho es repudiado internacionalmente, que aviva sospechas de crímenes de guerra por parte de fuerzas rusas tras constantes y repetidos ataques a zonas civiles contra la población ucraniana y las violaciones a los corredores humanitarios establecidos.
  - El Congreso de Guatemala aprueba la ley 5272 en la que se prohíbe el matrimonio homosexual, y a su vez penaliza con 5 años de cárcel el aborto.[117] Dada la oposición generada por el presidente Alejandro Giammattei a promulgar dicha ley, el proyecto fue finalmente archivado el 15 de marzo.[118][119]
  - Investigadores antárticos descubrieron los restos del Endurance, uno de los más importantes barcos hundidos, en el lecho marino de las frías aguas del Mar de Weddell tras haberse hundido en 1915.

- 10 de marzo: La Asamblea Nacional del Ecuador concede amnistías a 268 manifestantes por diversas causas, de las cuales 60 fueron a manifestantes de las manifestaciones en Ecuador de octubre de 2019.[120]
  - Gabriel Boric, Presidente de Chile 2022-2026, siendo el presidente más joven en la historia del país.

- 11 de marzo: 

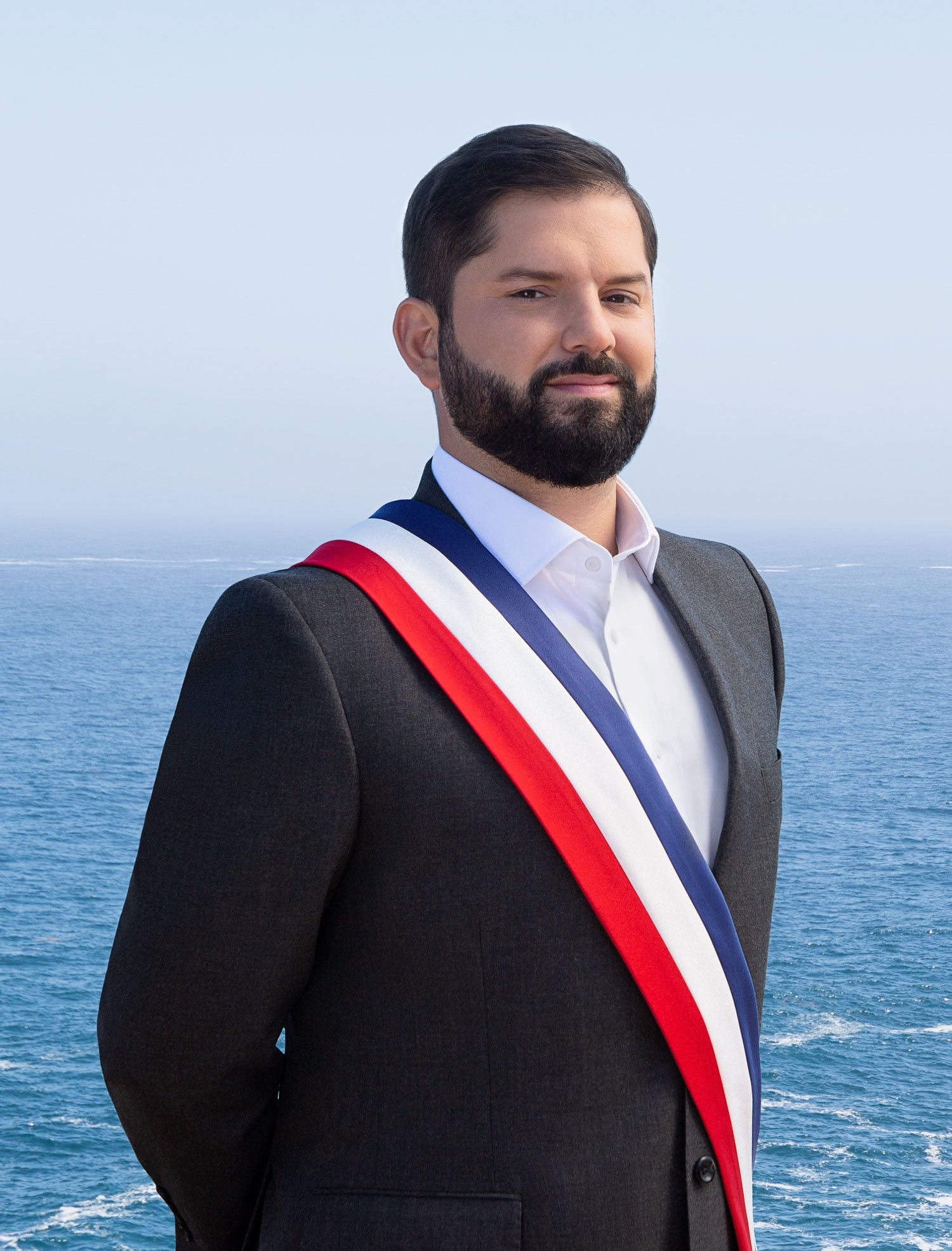
Gabriel Boric, Presidente de Chile 2022-2026, siendo el presidente más joven en la historia del país.

  - En el salón de honor del Congreso Nacional de Chile, asume el 34.º presidente de Chile, Gabriel Boric. El inicio de su mandato marca el término de los 16 años ininterrumpidos en los que gobernaron alternadamente los presidentes Michelle Bachelet y Sebastián Piñera durante 4 gobiernos no consecutivos (entre los años 2006 y 2022). Con 36 años, Boric es el gobernante más joven del mundo en ejercicio,[n 1]el presidente más joven en la historia del país, el primero nacido después del Golpe de Estado en Chile de 1973 y, el primero de la llamada generación milénica y el primer presidente originario de la Región de Magallanes.[122][123]
  - La India dispara accidentalmente un misil a Pakistán.[124]
  - El presidente de Chile, Gabriel Boric anuncia el retiro de 139 querellas por Ley de Seguridad del Estado contra manifestantes del estallido social de 2019.[125]

- 12 de marzo:
  - Irán lanzamisiles contra el consulado de Estados Unidos y una base militar estadounidense en Erbil, Irak.[126]
  - Cornelia Jakobs gana con la canción "Hold Me Closer" la sexagésima segunda edición del Melodifestivalen, convirtiéndola en la representante de Suecia en el Festival de la Canción de Eurovisión 2022 que se llevó a cabo en Turín, Italia.[127]

- 13 de marzo:
  - En Colombia se celebraron elecciones legislativas, en donde el Pacto Histórico obtiene la mayoría de los votos.[128]
  - Múltiples misiles rusos se estrellan contra la base aérea de Yavoriv, usado por la OTAN y a pocos kilómetros de la frontera con Polonia, matando a 35 soldados e hiriendo a 134.

- 14 de marzo:

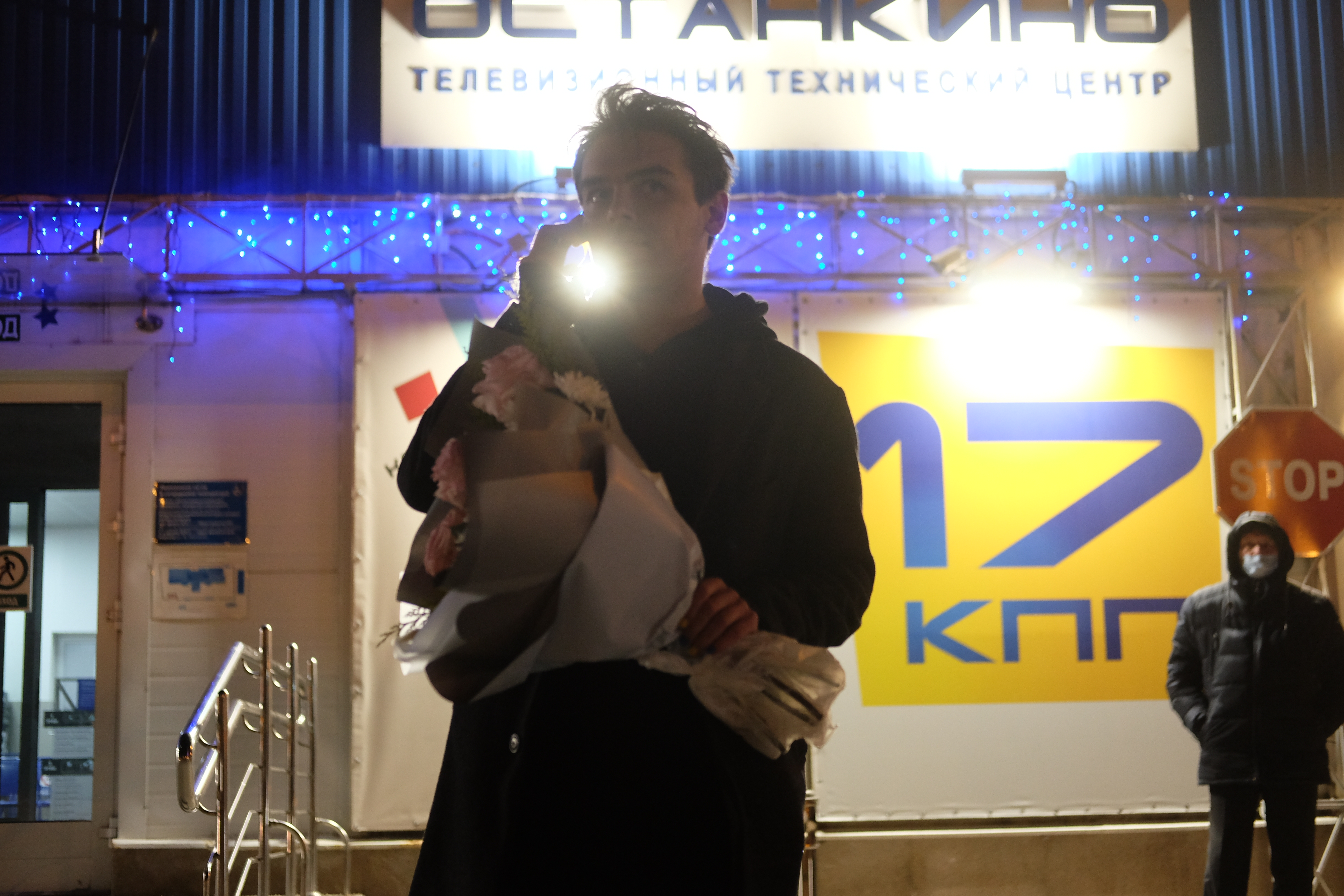
Un activista pacifista esperando la palabra de la detenida Marina con un ramo de flores

  - Ocurre un ciberataque masivo en portales gubernamentales de Israel.[129]
  - La compañía mexicana Bimbo anunció la suspensión de manera indefinida las inversiones, publicidad y venta de sus productos en Rusia. Esto debido a la agresión rusa a territorio ucraniano.[130]
  - Durante una transmisión en vivo del Canal 1 de Rusia, la periodista Marina Ovsiánnikova interrumpió detrás de fondo con una pancarta que leía "Paren la guerra, no crean en la propaganda, aquí les están mintiendo", para luego ser cortado del aire. Tras ser filtrado, hubo preocupación mundial por su paradero, pero luego volvió para comentar que estuvo en arresto domiciliario en un juicio sin defensa, que fue víctima de cuentas suyas falsas y fue multada. Dos días después, renunció a su trabajo y se exilió del país.
  - La ONU reporta que alrededor de 3 millones de ucranianos han huido del país, principalmente hacia el oeste de Europa.

- 15 de marzo:
  - Rusia anuncia su propia paquete de sanciones de funcionarios, prohibiendo al presidente estadounidense Joe Biden, el primer ministro canadiense Justin Trudeau, la exsecretaria estatal Hillary Clinton y otros altos cargos de entrar al país.[131]
  - La Ministra del Interior de Chile, Izkia Siches sufre un intento de asesinato durante una visita comitiva de ministros en la Región de La Araucanía al sur de Chile.[132] El teatro destruido por los misiles

- 16 de marzo:

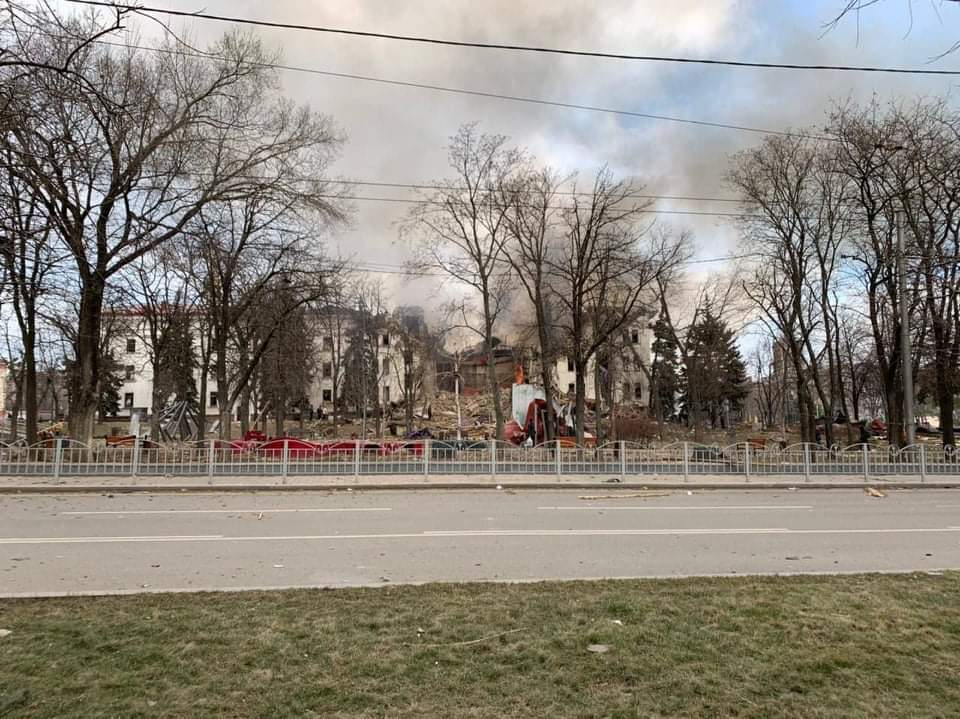
El teatro destruido por los misiles

  - Se registra un terremoto de 7,3 en la costa este de Japón, provocando una alerta de tsunami. Un total de 4 personas mueren y 247 resultan heridas.
  - Luego del ataque a la maternidad en Mariúpol, crecen las agresiones de soldados rusos contra ciudadanos ucranianos, tras filtrarse imágenes de soldados asesinando a un civil ucraniano rendido, en las afueras de Kiev, capital de Ucrania.[133]
  - El Teatro de Mariúpol, que fue usado como refugio civil, fue destruido al ser bombardeado por varios misiles rusos, matando a alrededor de 300 refugiados.

- 17 de marzo: El presidente de Estados Unidos, Joe Biden califica de "criminal de guerra" a Vladímir Putin por los ataques rusos a zonas civiles de Ucrania.[134]

- 18 de marzo: El periodista español, Carlos Herrera durante una entrevista en un programa chileno insulta al presidente Gabriel Boric, tras este acusar al rey Felipe VI del retraso durante el cambio de mando del 11 de marzo.[135]

- 19 de marzo: 
  - El presidente de España, Pedro Sánchez, anunció su apoyo a que la excolonia de Sáhara Occidental se convierta en una región autónoma dentro de Marruecos.[136]
  - El papa Francisco promulga la constitución apostólica Praedicate evangelium, reformadora de la Curia romana, que entrará en vigor el 5 de junio.[137]

- 20 de marzo: Luego de 32 años de carrera, el cantante puertorriqueño Daddy Yankee, anuncia su retiro de los escenarios mediante un vídeo en su canal de YouTube, anunciando su última gira de conciertos, con destino final en la Ciudad de México a principios de diciembre.[138]

- 21 de marzo:

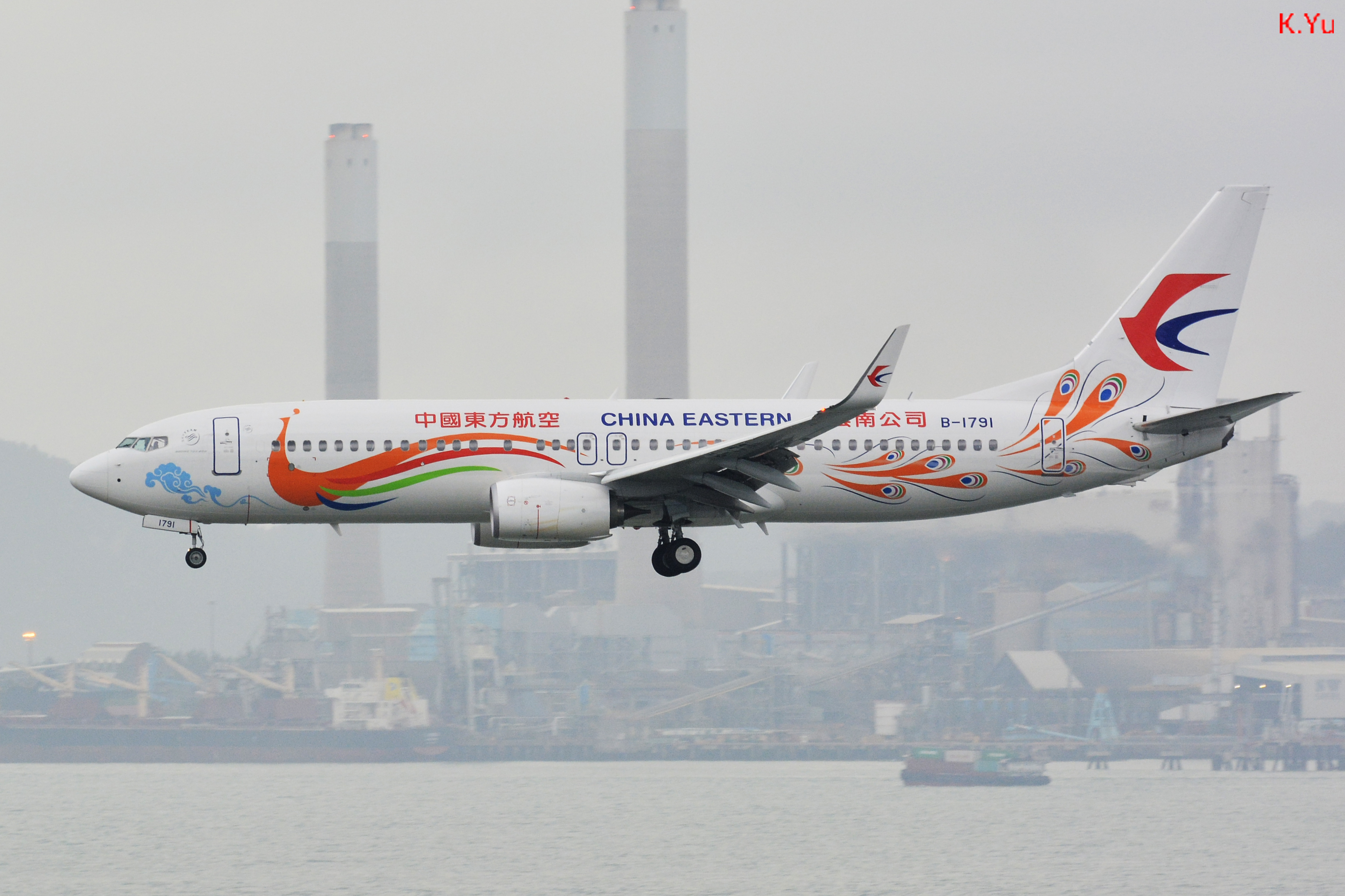
El avión involucrado en el accidente

  - El vuelo 5735 de China Eastern Airlines se estrella contra una cadena montañosa en Guangxi, China, matando a las 133 personas a bordo, por lo que no hay sobrevivientes.[139]
  - Inicia operaciones el Aeropuerto Internacional Felipe Ángeles, en la Ciudad de México.
  - Rusia afirma que las relaciones diplomáticas con Estados Unidos están al borde de la ruptura total.
  - Rusia bloquea la plataforma Instagram por percibida "rusofobia".

- 22 de marzo:
  - Fallece el ex-piloto sueco Reine Wisell.
  - El Partido Liberal del primer ministro canadiense Justin Trudeau llega a un acuerdo con el opositor Nuevo Partido Democrático para mantenerse en el poder hasta 2025.[140]
  - Fallece de sobredosis el baterista estadounidense Taylor Hawkins.

- 23 de marzo:
  - El secretario de Estado de Estados Unidos, Antony Blinken, declara que miembros de las fuerzas armadas de Rusia han cometido crímenes de guerra en Ucrania.[141]
  - En Washington D. C., Estados Unidos, fallece a los 84 años la ex secretaria de Estado de EE. UU. Madeleine Albright.

- 24 de marzo:
  - En una cumbre en Bruselas, la OTAN decidió incrementar la cantidad de efectivos frente a la frontera rusa, un total de 40,000 tropas serán desplegados a países limítrofes de Ucrania. Además se determinó que Estados Unidos proveerá gas licuado a Europa para reducir su dependencia con Rusia.
  - Estados Unidos es el primer país en alcanzar la cifra de más de 1,000,000 millón de muertes por COVID-19. Esto se produce cuando EE. UU. continúa relajando las restricciones de virus a pesar de la propagación de la última variante de ómicron.
  - Sorpresiva eliminación de Italia, vigente campeón de la Eurocopa 2020 y cuatro veces campeón del mundo, de Catar 2022 a manos de Macedonia del Norte por 1-0 con agónico gol de Aleksandar Trajkovski. Es la segunda vez consecutiva, tras Rusia 2018, en fracasar en clasificar a la fase final.

- 25 de marzo:
  - El papa Francisco consagra a Rusia y Ucrania al Inmaculado Corazón de María.[142]
  - El ministro de defensa ruso anunció que la primera fase de la guerra está "generalmente completa", afirmando que las fuerzas rusas se concentrarán en la "liberación" de la región del Donbás.[143]

- 26 de marzo:
  - El presidente estadounidense Joe Biden llamó a un cambio de régimen en Rusia, declarando que el mandatario ruso Vladímir Putin "no puede mantenerse en el poder". La Casa Blanca luego aclaró que Biden se refería a que no se puede permitir a Putin que siga intimidando de los vecinos de la región. En respuesta, el Kremlin aclaró que un cambio de régimen es cuestión del propio voto del pueblo ruso.

- 27 de marzo:
  - El Salvador declara estado de emergencia luego de 62 personas asesinadas el día anterior.
  - Se realizó la entrega de la 94.ª edición de los Premios Óscar en el Dolby Theatre de Los Ángeles siendo el ganador del premio a mejor película del año el filme CODA.[144]
  - Comienza la ofensiva del M23 en Kivu del Norte, República Democrática del Congo.

- 28 de marzo:
  - El dueño del club inglés Chelsea, Román Abramóvich, junto con otros dos negociadores, habrían sido víctimas de envenenamiento con un químico desconocido durante negociaciones para detener la guerra en la frontera con Ucrania y Bielorrusia.Protestas en Lima, la capital peruana

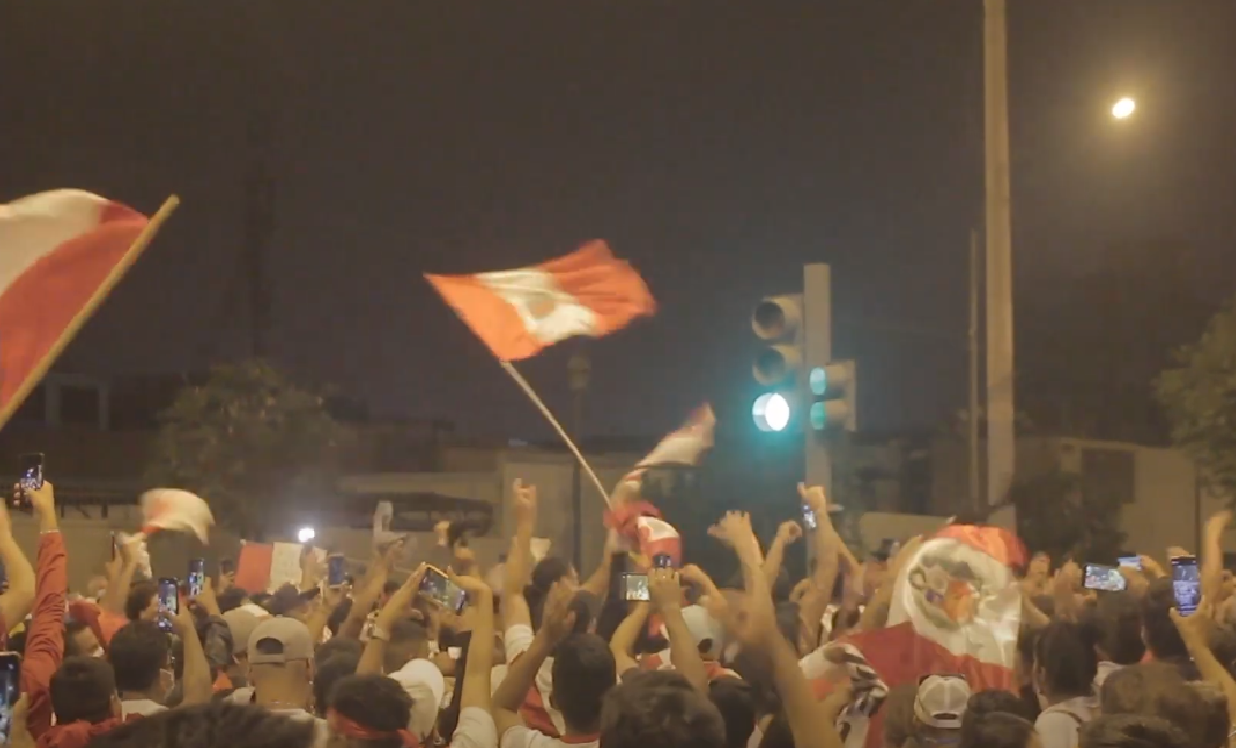
Protestas en Lima, la capital peruana

  - Se inicia en Perú varias protestas, dando paso a un paro indefinido.
  - China anunció un cierre total en la ciudad de Shanghái producto de un alto aumento de casos de COVID-19.Clasificados para la Copa Mundial de Fútbol de 2022

- 29 de marzo:

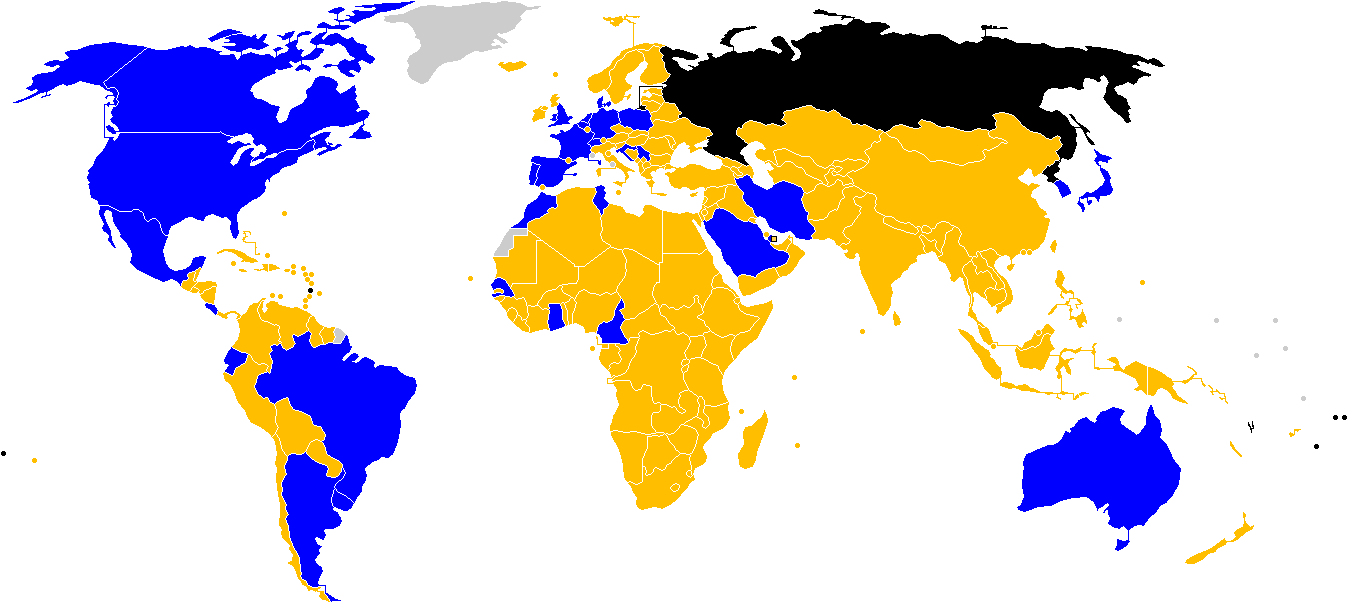
Clasificados para la Copa Mundial de Fútbol de 2022

  - Finalizan las eliminatorias de la UEFA, de la Concacaf, de la CAF y de la Conmebol para la Copa Mundial de Fútbol de 2022. Se destacan las ausencias de Italia, Suecia, Chile, Nigeria, Egipto y Colombia.
  - El ministro de defensa ruso afirmó que Moscú decidió "cortar actividad militar en la dirección de Kiev y Chernihiv" con el objetivo de "incrementar la confianza mutua para comenzar a negociar un acuerdo de paz con Ucrania".
  - El guardacosta ucraniano Roman Hrybov, quien rehúso rendir la Isla de las Serpientes y famosamente desafió a la armada rusa con la frase ¡Barco militar ruso, que te jodan!, fue liberado en un canje de prisioneros. Reportes iniciales habían reportado erróneamente que los trece soldados habían muerto tras el bombardeo.
  - La República Democrática del Congo se unió a la Comunidad Africana Oriental,[145] garantizando la salida al Océano Atlántico de la organización.
- 30 de marzo:
  - Rusia afirma que está en marcha una desescalada alrededor de la capital Kiev y Chernígov para reagrupar sus tropas con el fin de centralizarse en la región del Dombás, sin embargo, el Ministerio de Defensa ucraniana afirma no notar ninguna retirada masiva de tropas.

- 31 de marzo:
  - El Organismo Internacional de Energía Atómica confirma la retirada de fuerzas rusas que asediaban la central nuclear de Chernóbil desde febrero.
  - La Expo 2020 concluye en Dubái después de seis meses de duración; originalmente programada para el 10 de abril de 2021, se retrasó debido a la pandemia de COVID-19.

### Abril
- 1 de abril:

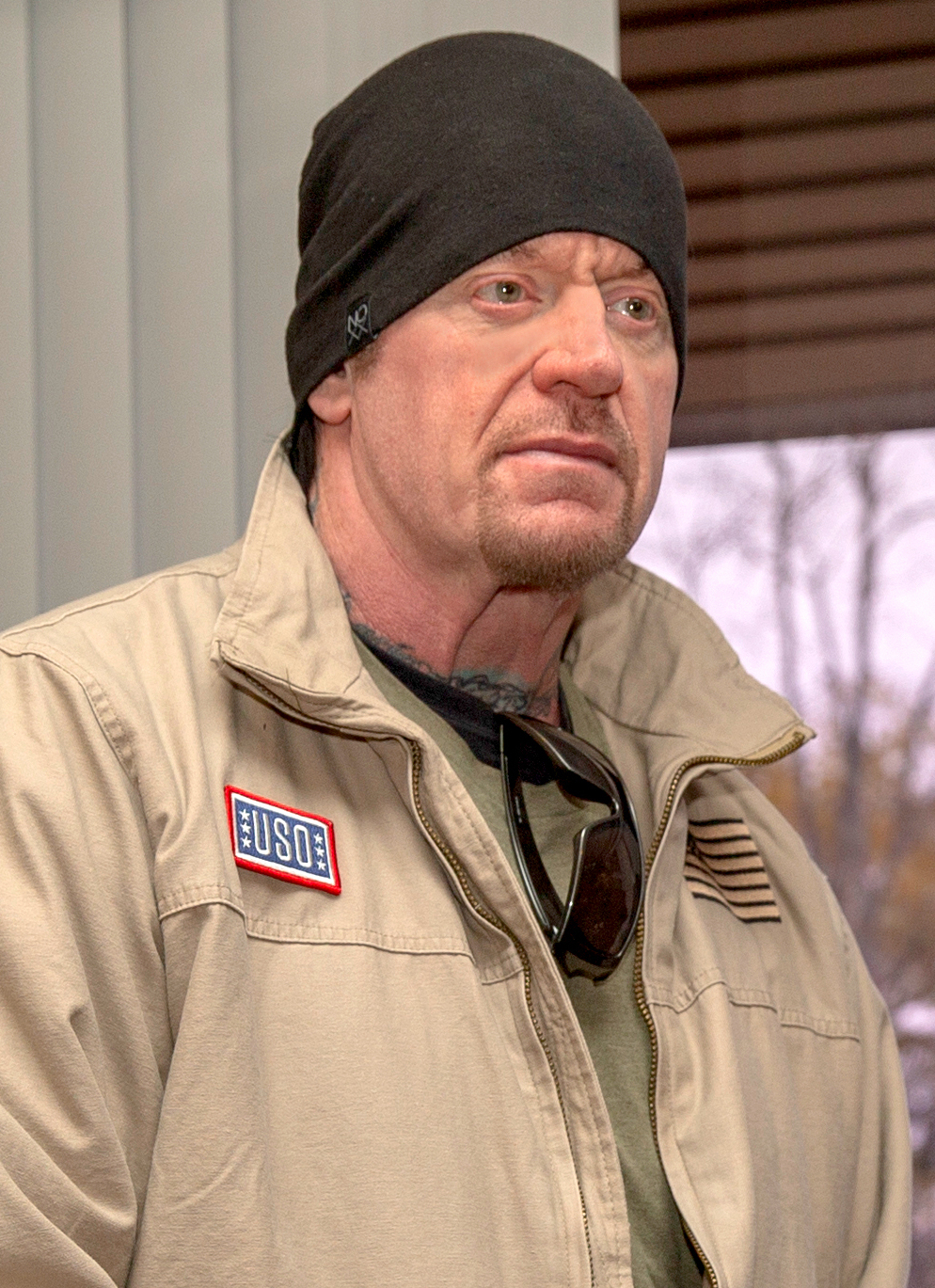
The Undertaker, máxima figura de la lucha libre mundial, fue inducido al Salón de la Fama 2022, siendo vitoreado y agasajado por la mayoría de luchadores del pasado, presente y futuro

- - El legendario luchador The Undertaker fue inducido en la gala de la ceremonia al Salón de la Fama de la WWE.[146][147][148]
  - Se realizó el sorteo de la fase de grupos de la XXII edición de la Copa Mundial de Fútbol de 2022, en Doha, Catar.[149]
  - Los canales Disney XD, Nat Geo Kids, Star Life, Nat Geo Wild y FXM cesaron sus transmisiones en Latinoamérica, la decisión responde a favor de promocionar la plataforma Disney+.[150]
  - El presidente srilankés Gotabaya Rajapaksa declara estado de emergencia por fuertes protestas relacionados con la crisis económica en Sri Lanka.
  - El actor Will Smith presentó su renuncia a la Academia de Hollywood, que otorga los premios Oscar, luego de abofetear al comediante Chris Rock durante la ceremonia del domingo pasado.[151]
  - La empresa conjunta AMITA Health se dividió cuando AdventHealth y Ascension tomaron caminos separados.[152][152]

- 2 de abril:

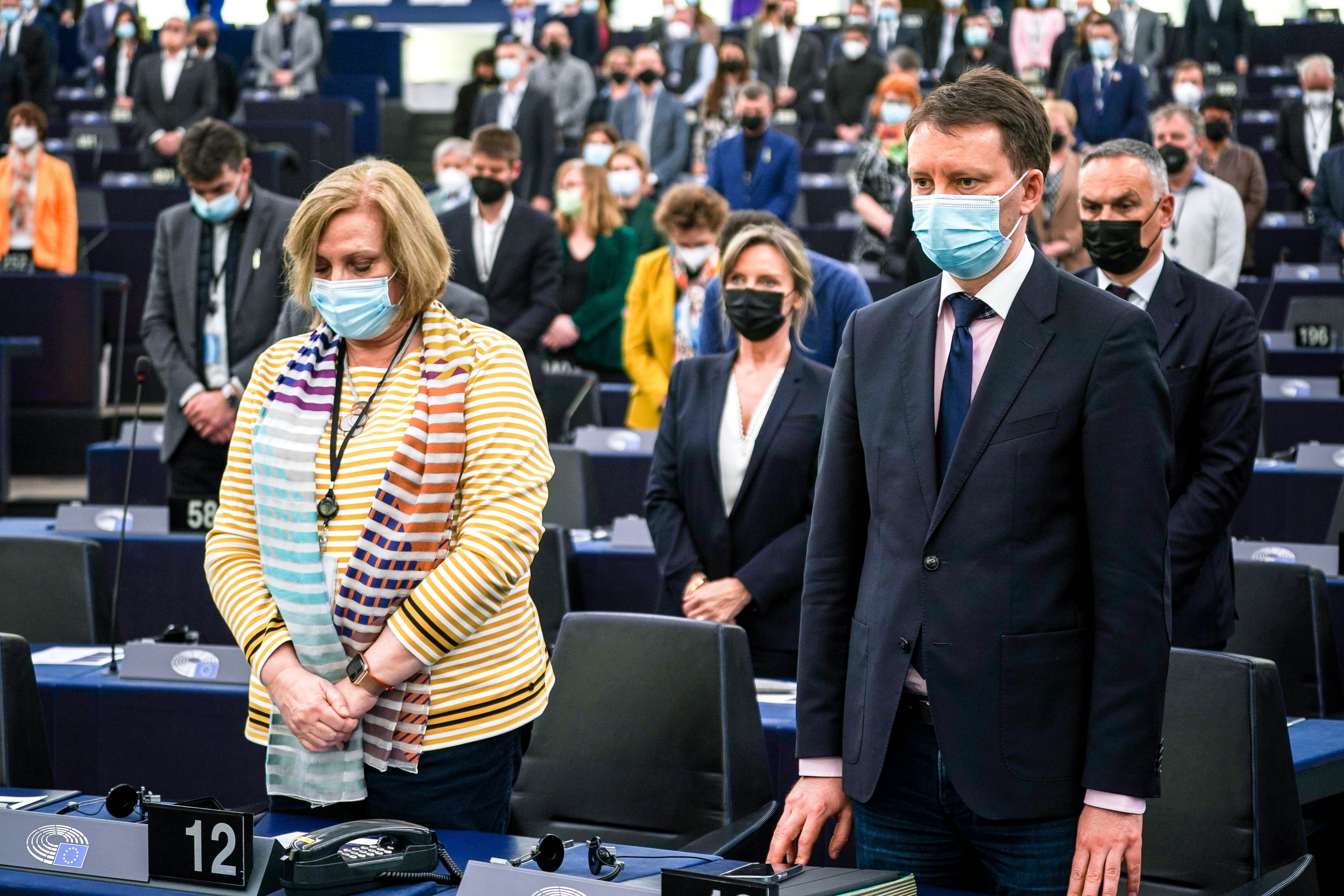
Minuto de silencio en el Parlamento Europeo por la masacre de Bucha.

  - Cientos de civiles ucranianos fueron encontrados muertos en las calles de Bucha luego de que fuerzas ucranianas recuperaran la ciudad. Fuentes periodísticas afirman encontrar evidencia contundente de crímenes de guerra y limpieza étnica por parte de militares rusos, tras múltiples imágenes de cuerpos dispersos a lo largo de las calles de la ciudad.
  - Una extraordinaria aurora boreal fue visible en la mitad de los estados de Estados Unidos, producto de una tormenta geomagnética solar.

- 3 de abril:
  - Human Rights Watch afirmó tener evidencia de fosas comunes perpetuado por fuerzas rusas en Ucrania contra civiles, tras investigaciones que identificaron la masacre como "propia de las guerras chechenas", donde fuerzas leales chechenas habrían participado en la matanza, luego de que civiles reportaran que habían soldados que no hablaban ruso. La OTAN y la Unión Europea repudiaron los hechos y reclamaron mayores sanciones, mientras que Estados Unidos llamó a un enjuiciamiento a Vladímir Putin.
  - Se realizó las elecciones presidenciales de Serbia donde fue reelegido el actual presidente Aleksandar Vučić en medio de irregularidades electorales.
  - Se celebró la segunda vuelta de las elecciones presidenciales de Costa Rica, donde el candidato Rodrigo Chaves es elegido presidente.
  - Catar prohibió símbolos LGBT, a pesar de haber asegurado que durante la Copa Mundial de Fútbol habría mayor libertades para personas homosexuales.
  - El primer ministro pakistaní Imran Khan disolvió el parlamento y llamó a elecciones en tres meses, tras acusar a la oposición de una conspiración golpista.

- 4 de abril:
  - El presidente chileno Gabriel Boric realizó su primer viaje internacional para visitar al presidente argentino Alberto Fernández, y enfatizaron mayor cooperación, comercio y mejorar la "hermandad" entre Chile y Argentina.
  - Según un informe de un observatorio cubano, Cuba registró 232 protestas contra el régimen, un número mayor en relación con el año pasado.
  - El presidente peruano Pedro Castillo declaró estado de emergencia, además de un toque de queda producto de multitudinarias protestas y paros contra la inflación causado por aumento de precios en todo el país que provocaron 8 muertos y más de 30 heridos.
  - Estados Unidos anunció un bloqueo total de todo tipo de inversiones a bancos rusos y Reino Unido dejará de comprarle petróleo y carbón, como parte de un nuevo paquete de sanciones como respuesta a las violaciones de derechos humanos por parte de Rusia.

- 5 de abril: Uruguay pone fin a la declaración de emergencia sanitaria producto del COVID-19, lo que permite abandonar la mayoría de las medidas preventivas.

- 6 de abril:
  - Hackers rusos identificaron al autor de la masacre de Bucha como Azatbek Omurbekov, teniente general ruso del territorio uzbeko de Karakalpakistán.
  - Los paleontólogos informan sobre el primer fósil de dinosaurio conocido vinculado al mismo día del impacto de Chicxulub.[153]

- 7 de abril:
  - La Asamblea General de la ONU votó para determinar la suspensión de Rusia como miembro del Consejo de Derechos Humanos de las Naciones Unidas. La iniciativa se aprobó con más de la mitad de los naciones a favor, oficialmente suspendiendo a Rusia de su membresía.
  - El presidente de Yemen, Abd Rabbuh Mansur al-Hadi, quien combate la guerra civil yemení contra los hutíes, renunció a su cargo. Restos de un misil que atacó la estación de trenes, con un mensaje en ruso, "por los niños".

- 8 de abril:

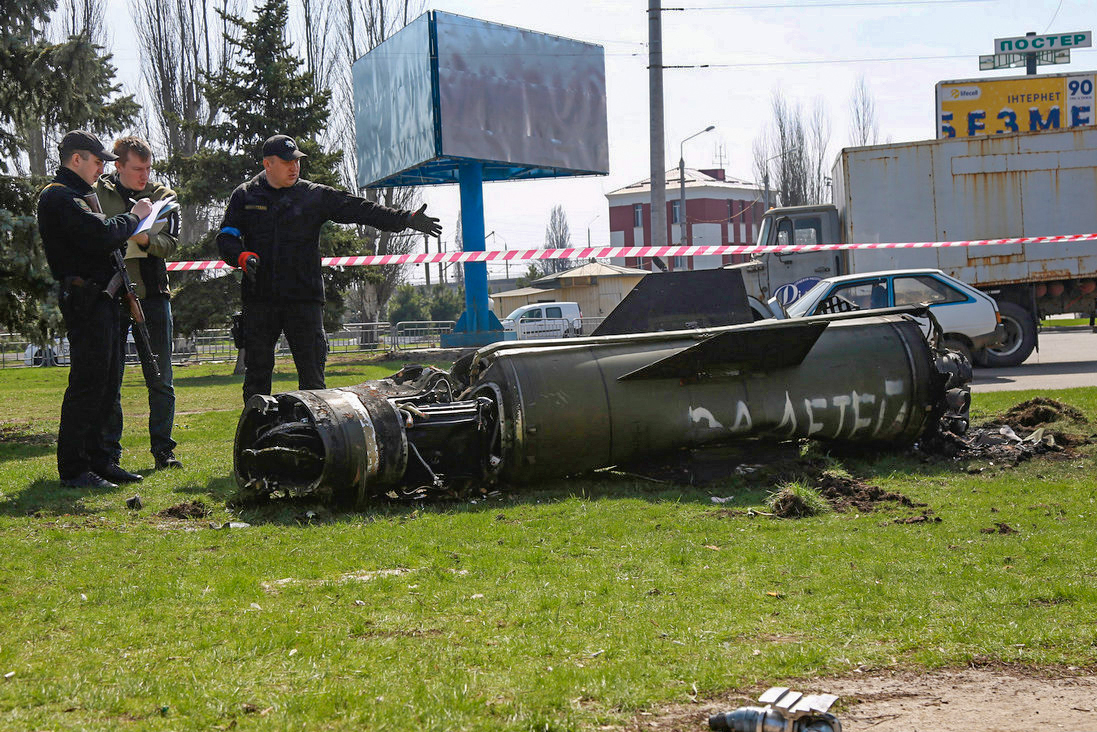
Restos de un misil que atacó la estación de trenes, con un mensaje en ruso, "por los niños".

  - Rusia lanzó un ataque con misiles contra la estación ferroviaria de Kramatorsk, donde refugiados huían de la ciudad, resultando con 57 muertos y 109 heridos. Tras el ataque, la ONU confirmó crímenes de guerra, luego de que, inicialmente, Rusia informara un ataque exitoso contra la estación de trenes, sin embargo, cuando se confirmó que había civiles muertos, negaron su participación y responsabilizaron a las fuerzas ucranianas.
  - Los precios de alimentos aumentaron al nivel más alto desde que la ONU empezó a medirlo, con productos básicos como el trigo a casi 20 % debido al conflicto bélico.
  - El actor Will Smith es suspendido por 10 años por la Academia de Artes y Ciencias Cinematográficas, incluyendo los premios Oscar, pero si podrá estar nominado para cualquier premio a la que este contendiendo.[154]
  - Ocurren inundaciones en la ciudad de Durban, en el estado este de Sudáfrica ocasionando más de 400 muertos.

- 9 de abril:
  - La campaña Levántate por Ucrania recauda 11 000 millones de dólares para los refugiados ucranianos.[155]
  - El primer ministro pakistaní Imran Khan es finalmente removido de su cargo tras una moción de censura. Dos días después, el opositor Shehbaz Sharif fue nombrado como el nuevo primer ministro, lo que gobernará el país con un gobierno de coalición hasta 2023.[156]

- 10 de abril:
  - En México, se realiza por primera vez en su historia elecciones de referéndum revocatorio para remover de su puesto al presidente Andrés Manuel López Obrador, resultando mantenido en su cargo con un 91 % de los votos y solo el 17 % de participación.[157]
  - Se realizan las elecciones presidenciales de Francia pasando a segunda vuelta el actual presidente Emmanuel Macron y la candidata Marine Le Pen.[158]

- 12 de abril:
  - Un atacante armado irrumpe en el metro de Nueva York y ataca a 29 personas, luego es detenido al principal sospechoso.
  - La Convención Constitucional de Chile aprobó definir a Chile como un estado del bienestar, en un cambio de ideología del país.

- 13 de abril:
  - La Convención Constitucional de Chile aprueba la eliminación de su Senado para reemplazarlo por una Cámara de Regiones en el artículo de su Nueva Constitución.[159]
  - El mundo supera los 500 millones de casos de COVID-19, esta cifra es posiblemente igual o menor a los casos que se registraron durante la Pandemia de gripe de 1918.[160]
  - El exfutbolista colombiano Freddy Rincón fallece en un accidente de tránsito.

- 14 de abril: El crucero emblema ruso Moskvá resulta hundido en el Mar Negro. Mientras varias fuentes calculan alrededor de 40 muertos, Rusia solamente reportó uno.[161]

- 15 de abril: Se enfrenta la policía israelí contra manifestantes palestinos en la Mezquita de Al-Aqsa en Jerusalén dejando alrededor de 152 heridos.[162]

- 16 de abril:
  - El presidente salvadoreño Nayib Bukele anunció que arrestaron a más de 12.000 pandilleros desde la persecución anunciada tres semanas antes.
  - Tras prohibir la entrada al presidente Joe Biden al país, Rusia prohibió el paso al primer ministro británico Boris Johnson, entre otros funcionarios británicos.

- 17 de abril:
  - Turquía anuncia la Operación Claw-Lock contra el Partido de los Trabajadores de Kurdistán (PKK), adentrándose en el territorio del Kurdistán iraquí.
  - Un ciberataque atacó a varios portales públicas del gobierno de Costa Rica, donde el grupo prorruso Conti Group se adjudicó el ataque con fines extorsivos.

- 18 de abril:
  - El presidente argentino Alberto Fernández llamó a los países americanos a reanudar relaciones con el gobierno venezolano, lo que provocó críticas de Human Rights Watch, SIP y Amnistía Internacional, entre otros, tras sospechas de alineamiento ideológico con el régimen de Nicolás Maduro y Vladímir Putin.[163]
  - Comienza la llamada "segunda fase" de la invasión rusa de Ucrania, con grandes enfrentamientos y bombardeos a grandes ciudades y en la zona del Donbás.
  - Israel lanza ataques aéreos sobre la Franja de Gaza, en respuesta a un intento de lanzar un misil por parte de Hamás.

- 19 de abril:
  - China firma un acuerdo de seguridad con las Islas Salomón, generando preocupación en los gobiernos occidentales, principalmente a la alianza AUKUS.
  - Estados Unidos es el primer país que prohíbe los testeos de misiles antisatélites.
  - Kane Tanaka, la segunda persona más longeva de la historia registrada, fallece a los 119 años en su hogar en Fukuoka, Japón.

- 20 de abril: Un equipo del Observatorio Europeo Austral anuncia el descubrimiento de un nuevo tipo de supernovas, denominadas micronovas.[164]

- 21 de abril: El expresidente de Honduras, Juan Orlando Hernández es extraditado a Estados Unidos para enfrentar cargos de tráfico de drogas y armas.[165]

- 22 de abril:
  - Un general ruso afirmó que el objetivo de la invasión a Ucrania será anexar el sur ucraniano, ocupando ciudades como Odesa, Jersón y Melitópol, para crear un corredor terrestre desde la península de Crimea hasta el estado no reconocido de Transnistria, amenazando con extender la guerra hacia Moldavia.
  - Un activista ambientalista se inmoló frente al Capitolio de los Estados Unidos para concientizar sobre el cambio climático, similar a la inmolación del monje budista Thích Quảng Đức, cuyo suicidio fue la imagen de la crisis budista vietnamita en 1963.
  - Un terremoto de 5,7 sacude Bosnia y Herzegovina dejando 1 muerto y 14 personas heridas.

- 23 de abril:
  - Trabajadores agropecuarios protestaron contra el presidente argentino Alberto Fernández debido al aumento de restricciones de exportaciones e impositivas, marchando hacia la Plaza de Mayo y Casa Rosada usando tractores para bloquear el tránsito, comparándose con el conflicto agropecuario de 2008.
  - Se celebró el Día Mundial del Libro y del Derecho de Autor.

- 24 de abril:
  - Se realizan la segunda vuelta de las elecciones presidenciales de Francia, donde el actual presidente Emmanuel Macron es reelegido con el 58 % de los votos contra el 41 % de la candidata Marine Le Pen.
  - El presidente nicaragüense Daniel Ortega cierra la oficina de la OEA en la capital Managua y apuró su salida de la organización, tras tensiones con los resultados de la última elecciones generales de Nicaragua, que no fueron reconocidos por la organización por considerarla fraudulenta.

- 25 de abril:
  - Serguéi Lavrov, canciller de relaciones exteriores de Rusia, advierte que existe el riesgo grave y real de una Tercera Guerra Mundial, mientras las tropas rusas tratan de adentrarse en territorio ucraniano y aumenta la escalada de tensión en Moldavia por separatistas prorrusos transnistrios al este del país.
  - Elon Musk llega a un acuerdo para adquirir la red social Twitter (que luego rebautiza como X) por $ 44 mil millones de dólares, que luego se cierra en octubre.[166]

- 26 de abril:
  - Rusia suspende el suministro de gas Gazprom a Polonia y Bulgaria debido a la negativa de ambos países de pagar el suministro del gas en rublos, la suspensión priva al país búlgaro de gas debido a su dependencia casi total del gas ruso.
  - Un tribunal de Moscú impuso una multa a Wikipedia de una cifra de 3 millones de rublos luego de que la agencia de censura rusa Roskomnadzor amenazara a la enciclopedia con una demanda para que eliminara información que contradiga la narrativa oficial del Kremlin sobre la invasión a Ucrania el mes pasado, que establece que la guerra es una "operación militar especial", alegando que tales acusaciones "arroja una sombra a la reputación del Ministro de Defensa ruso".

- 27 de abril: Luego de que El Salvador declarara al bitcoin como moneda legal el septiembre pasado, República Centroafricana aprobó su uso, convirtiéndose en el segundo país del mundo en permitir su uso estatal.

- 28 de abril: Transnistria prohíbe la salida del país a los hombres en edad de combatir, tras una escalada de tensiones en la región.

- 29 de abril: El estado estadounidense de Oklahoma aprueba una ley que restringe el aborto a partir de las seis semanas.[167]

- 30 de abril: Rusia realiza un ataque con misiles, destruyendo la pista de aterrizaje del aeropuerto internacional de Odesa, Ucrania.[168]

### Mayo
- 1 de mayo: En México, dejó de emitirse el semáforo de riesgo epidémico COVID-19.[169]

- 2 de mayo: Nueva Zelanda reabre sus fronteras a turistas de más de 60 países luego de haber estado cerrada dos años por la pandemia de COVID-19.[170]

- 3 de mayo: Fallece el expiloto automovilístico británico Tony Brooks.

- 4 de mayo: La Reserva Federal de Estados Unidos realiza la mayor subida de tipos de interés desde el año 2000 intentando combatir la tasa de inflación.[171]

- 5 de mayo: En Estados Unidos, el presidente Joe Biden nombra como secretaria de prensa de la Casa Blanca a Karine Jean-Pierre, siendo la primera persona negra LGBT en ser elegida.[172]

- 6 de mayo:
  - Una explosión en el lujoso Hotel Saratoga en La Habana, Cuba producto de una fuga de gas deja a 47 personas muertas y más de 50 heridas.[173]
  - Un brote de viruela del mono comienza cuando se reporta el primer caso del virus de la viruela del mono en Londres, Reino Unido.[174]

- 7 de mayo: En Afganistán, el gobierno talibán ordena el uso obligatorio a las mujeres del burka en público.

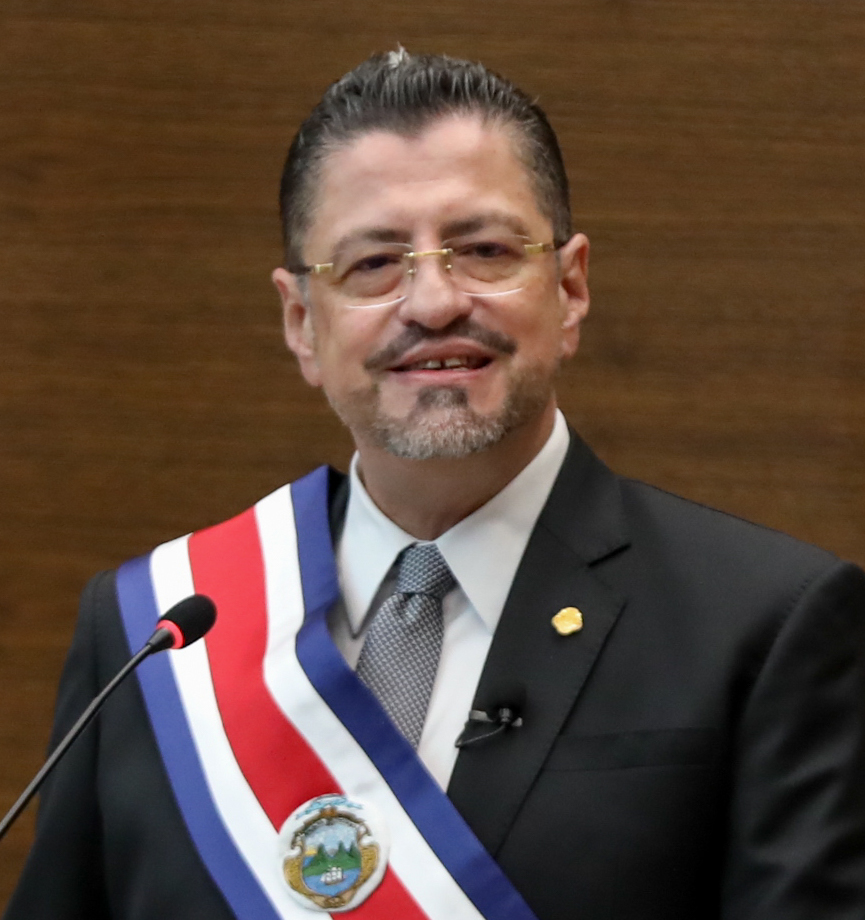
Rodrigo Chaves, presidente de Costa Rica

- Rodrigo Chaves, presidente de Costa Rica8 de mayo: Asume de Rodrigo Chaves como el 49.º presidente de Costa Rica, sucesor de Carlos Alvarado Quesada para el periodo 2022-2026.

- 9 de mayo: En Filipinas se realizó las elecciones presidenciales para el periodo 2022-2028, donde Bongbong Marcos, hijo del exdictador Ferdinand Marcos, es elegido presidente tras derrotar al actual presidente Rodrigo Duterte.

- 10 de mayo:
  - Inició el festival de la canción de Eurovisión, que fue ganado por el grupo ucraniano Kalush con su canción Stefania.

- 11 de mayo:
  - Reino Unido firma acuerdos de asistencia militar a Suecia y Finlandia mientras arreglan entrar a la OTAN.

- 12 de mayo:
  - Tras dos años de incertidumbre, el líder de Corea del Norte, Kim Jong Un confirma que hay un brote de COVID-19 en su territorio, y ordena un confinamiento obligatorio en todas sus ciudades.[175]
  - En el departamento de Lima de Perú se registra un terremoto de 5,4 que causa daños menores y 2 víctimas.

- 13 de mayo:
  - Fallece a los 74 años el presidente de los Emiratos Árabes Unidos, Jalifa bin Zayed Al Nahayan.
  - Rusia suspende el suministro de electricidad a Finlandia, como respuesta a la posible adhesión con la OTAN.

- 14 de mayo:
  - Un joven supremacista blanco de 18 años realiza un tiroteo en un supermercado en la ciudad de Búfalo, Nueva York, Estados Unidos mientras transmitía en vivo por la plataforma de Twitch dejando un saldo de 10 muertos y 3 heridos.[176]

- 15 de mayo:
  - El presidente finlandés Sauli Niinistö decidió que Finlandia aplicará por membresía a la OTAN, tras amenazas del vecino ruso.
  - En Líbano se realizó elecciones generales en medio de la crisis política producida por las protestas en 2019.

- 16 de mayo:
  - La primera ministra sueca Magdalena Andersson anunció que Suecia también se postulará para unirse a la OTAN, siguiendo a su vecino finlandés y abandonando la débil neutralidad sueca, una decisión que Turquía rechaza, alegando que ambos países refugia a "terroristas" del grupo rebelde kurdo PKK.
  - La cadena multinacional de comida rápida McDonald's anunció que cerrará sus operaciones permanentemente a su nombre en Rusia, debido a la "crisis humanitaria" y a un "ambiente operativo impredecible", proyectando un progresivo cierre a todos los locales de la empresa en el país, luego de haber sido uno de los primeros negocios estadounidenses en consolidarse en el mercado ruso durante el proceso de la caída del rival Unión Soviética.
  - El canal de televisión por cable estadounidense para niños Nickelodeon anunció que cerrará sus transmisiones permanentemente a su nombre Rusia
  - La empresa automotriz Renault también anunció un cierre de sus negocios en territorio ruso, vendiendo sus acciones a la empresa rusa Lada.

- 17 de mayo:
  - Rusia anuncia la rendición de 265 soldados ucranianos atrincherados en la planta siderúrgica de Azovstal en el marco del sitio de Mariúpol en Ucrania.[177]

- 18 de mayo:
  - El presidente estadounidense Joe Biden invoca la Ley de Producción de Defensa, la cual fue últimamente invocada en 2020, para abordar la escasez de leche de fórmula para bebés en todo el país.[178]

- 19 de mayo:
  - Oklahoma aprueba un proyecto de ley que prohíbe todo tipo de aborto, convirtiéndolo en el estado más restrictivo de Estados Unidos.[179]

- 20 de mayo:
  - La Organización Mundial de la Salud (OMS) realiza una reunión de emergencia para discutir la propagación de la viruela del mono en casi una docena de países, llegando haber 100 contagiados en todo el mundo.[180]

- 21 de mayo:
  - En Australia se realizarán elecciones federales resultando electo el laborista Anthony Albanese como primer ministro.

- 22 de mayo:
  - Una empresa investigadora publica un informe hasta 700 casos de denuncias de abuso sexual en iglesias de la Convención Bautista del Sur entre los años 2000 y 2019 en Estados Unidos.[181]

- 23 de mayo:
  - Estados Unidos, India, Corea del Sur y Japón, junto con otros 11 países crean el Marco Económico del Indo-Pacífico en Tokio, para buscar contrarrestar la influencia de China.[182]

- 24 de mayo:
  - En Uvalde, Texas, Estados Unidos, ocurre la masacre de la Escuela Primaria Robb de Uvalde donde mueren 22 personas, entre ellas Salvador Rolando Ramos, el perpetrador del ataque.
  - En la frontera entre Colombia y Venezuela muere en emboscada el guerrillero colombiano Gentil Duarte.

- 25 de mayo:
  - Se celebró la primera final de la Conference League en Tirana donde el AS Roma de Italia venció 1-0 al Feyenoord de Países Bajos con un gol de Nicolò Zaniolo a los 32 minutos del primer tiempo, siendo así el primer club en ganar dicha competición.
- 26 de mayo: 
  - El grupo sueco de música pop ABBA se reúnen tras 40 años realizando un concierto virtual con imágenes generadas por computadora de la banda pop sueca y músicos en vivo en el Abba Arena especialmente construido para 3000 personas en Londres, en el Reino Unido asistiendo al evento los reyes de Suecia, Carlos XVI Gustavo y Silvia de Suecia, así como la supermodelo inglesa, Kate Moss, la actriz inglesa Keira Knightley y la cantante australiana Kylie Minogue.[183]

- 27 de mayo:
  - Rusia lanza un conjunto de bombardeos en las ciudades ucranianas de Járkov, Donetsk y Dnipropetrovsk, matando a 10 personas y dejando 35 heridos.[184]
- 28 de mayo: 
  - El Real Madrid gana su 14.ª Liga de Campeones venciendo 1-0 al Liverpool FC en el Stade de France con gol del futbolista brasileño  Vinicius Jr.
  - Al menos 31 personas, en su mayoría niños, mueren en una estampida durante un evento de donación en una iglesia en Port Harcourt, en el sur de Nigeria.[185]

- 29 de mayo:
  - El piloto de automovilismo mexicano de Fórmula 1 Checo Pérez gana el Gran Premio de Mónaco consiguiendo su tercera victoria en la máxima categoría y la segunda con Red Bull Racing
  - El equipo de fútbol Atlas se corona campeón del fútbol mexicano Grita México 2022, tras vencer al Pachuca 2-3, siendo su primer bicampeonato y es el primer equipo en conseguir de manera automática el Campeón de Campeones en torneos cortos y el primero tras 60 años de su último título de campeón.[186]
  - En Colombia se celebró la primera vuelta de las elecciones presidenciales pasando a balotaje el izquierdista Gustavo Petro y el centroderechista Rodolfo Hernández Suárez.

- 30 de mayo:
  - La Unión Europea acuerda un plan para bloquear dos tercios del petróleo ruso.[187]
- 31 de mayo: 
  - Es descubierto una ciudad perdida, datada de alrededor 3400 años, por un grupo de arqueólogos producto de la sequía en el Río Tigris, al norte de Irak, además de 100 tablillas cuneiforme, se cree que podría ser la ciudad perdida de Zakhiku.[188]
- En una cárcel de Butner, (Estados Unidos) fallece el narcotraficante colombiano Gilberto Rodríguez Orejuela.

### Junio
- 1 de junio:
  - Argentina se consagra campeón de la Finalíssima ante Italia por 3 goles a 0.
  - Un tiroteo en el Hospital St. Francis en Tulsa, Oklahoma (Estados Unidos) provoca cuatro muertos y varios heridos.
  - Un terremoto de 5,8 sacude la ciudad china de Ya'an en el condado de Lushan, dejando un saldo de 4 muertos y 42 heridos.

- 2 de junio:
  - La ONU reconoce formalmente el nuevo nombre oficial de Turquía como Türkiye, luego de que Turquía pidiera el cambio para que, según la cadena de televisión turca TRT, se evite la asociación con la palabra Turkey, palabra traducida literalmente en inglés que significa tanto Turquía como el pavo doméstico.

- 3 de junio:
  - Amnistía Internacional documenta violaciones a los derechos humanos contra el gobierno de Nayib Bukele a causa del programa de represión de pandillas en El Salvador.[189]

- 4 de junio:
  - La Organización Mundial de la Salud reporta 780 casos de viruela símica en 27 países.[190]

- 5 de junio:
  - Mueren alrededor de 50 feligreses durante un atentado en una Iglesia católica en Owo, Nigeria.
  - Se realizan elecciones en 6 estados en México.
  - Entra en vigor la constitución apostólica Praedicate evangelium, reformadora de la Curia romana, promulgada por el papa Francisco el 19 de marzo.[137] Foto oficial de la Cumbre de las Américas

- 6 de junio:

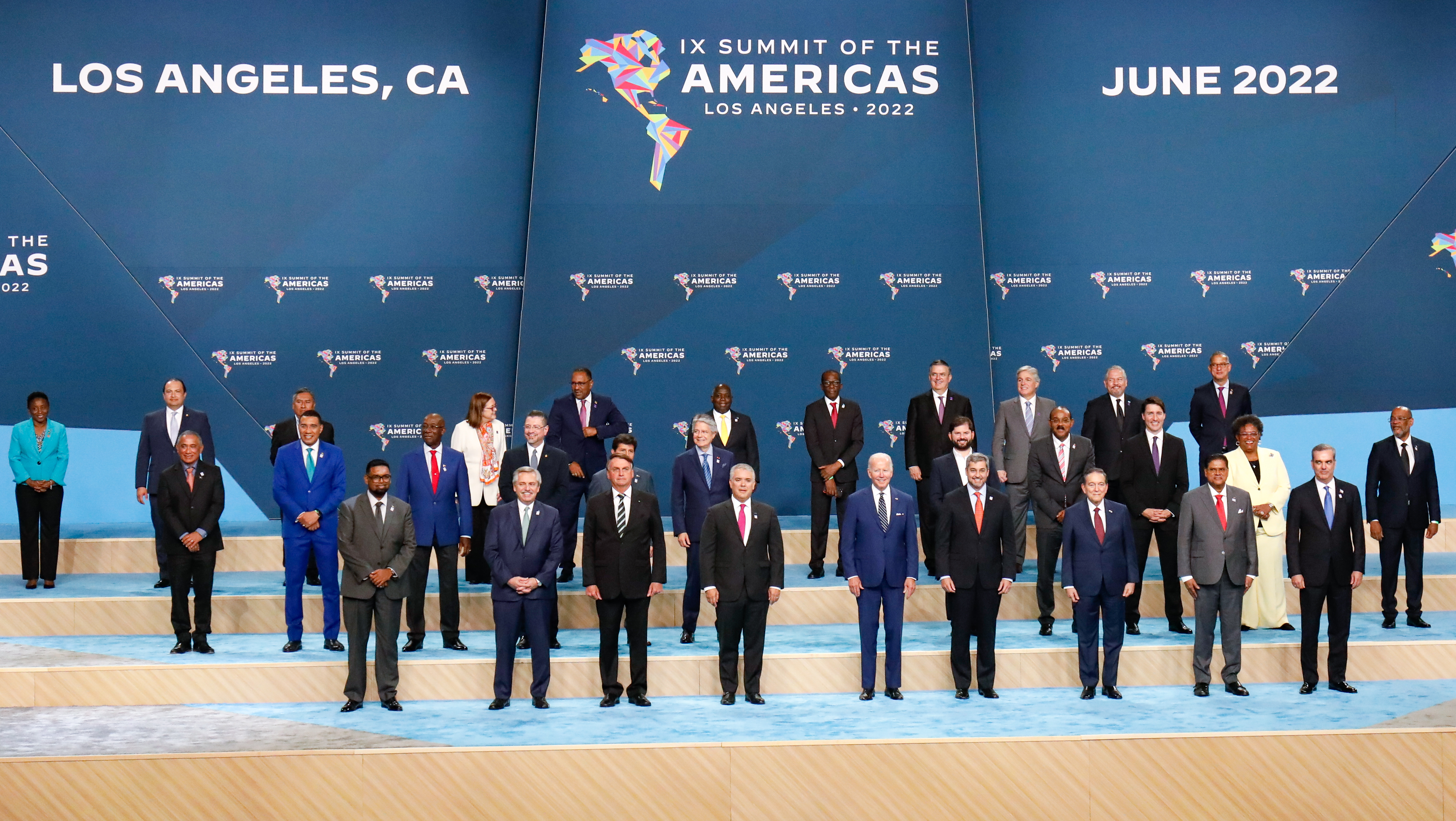
Foto oficial de la Cumbre de las Américas

  - Comienza la IX Cumbre de las Américas, donde el presidente Joe Biden impidió la asistencia de Cuba, Nicaragua y Venezuela, aludiendo regímenes antidemocráticos; provocando que México, Guatemala, El Salvador y Honduras se abstuvieran de asistir mientras que Argentina y Bolivia repudiaron la decisión.
  - El ministro de ambiente dominicano Orlando Jorge Mera es asesinado en su despacho en la capital.
- 7 de junio:
  - Un nuevo estudio revela que la hierba marina de la Bahía Shark, frente a las costas de Australia Occidental, puede ser la planta más grande del mundo, cubriendo 180 km de fondo marino, habiéndose clonado a sí misma durante 4.500 años.[191]

- 8 de junio:
  - Argelia suspende relaciones amistosas con España y prohíbe importaciones, tras desacuerdos entre la posición española con el Sahara Occidental.
  - El rey Felipe de Bélgica se disculpó por las atrocidades cometidas en República Democrática del Congo de la mano del rey Leopoldo II de Bélgica, del cual era su territorio privado, denunciando la explotación y discriminación que sufrieron los congoleses por parte de las fuerzas coloniales belgas durante ese período.

- 9 de junio:
  - Tailandia se convierte en el primer país del sudeste asiático en legalizar el cultivo y la venta de cannabis.

- 10 de junio:
  - La FIFA descarta la acusación de la federación chilena contra la federación ecuatoriana para descalificar a Ecuador de la Copa Mundial de Fútbol de 2022, aludiendo que uno de sus jugadores, Bryan Castillo, no era elegible por su nacionalidad.Modelo del avión embargado por las autoridades argentinas
- 11 de junio: 

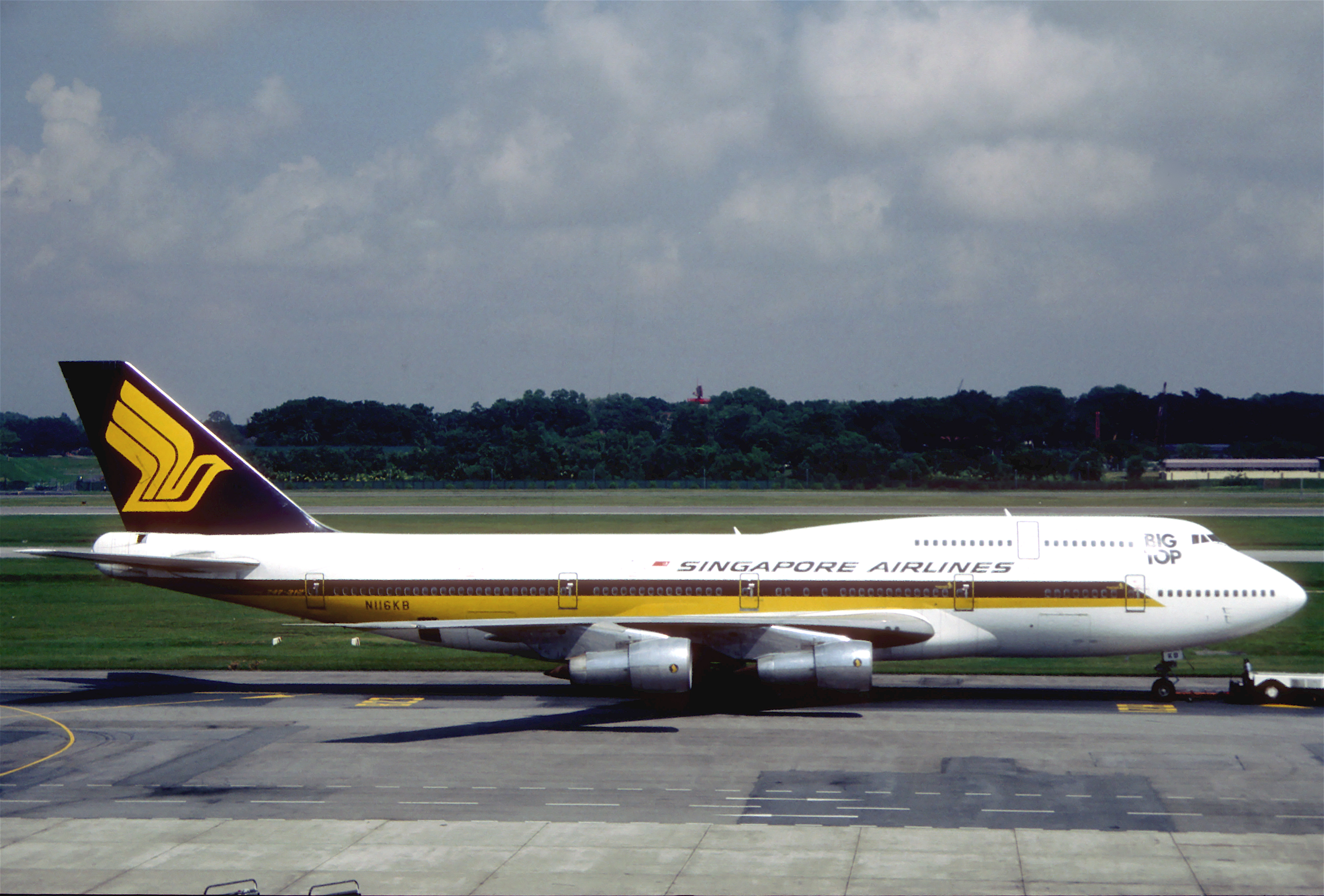
Modelo del avión embargado por las autoridades argentinas

  - En Londres, Reino Unido se realiza la 1° edición del LIV Golf resultando ganador del primer encuentro el sudafricano Charl Schwartzel ganando 4,75 millones de dólares por la victoria frente a su compatriota Hennie Du Plessis.

- 12 de junio:
  - Argentina embarga un avión iraní Boeing 747 transferido el año pasado a Venezuela, luego de que autoridades paraguayas alertaran de que pasajeros tuvieran presuntas conexiones relacionados con el grupo terrorista Hezbolá, la Triple Frontera y el régimen de Irán.Menú del Vkusno & tochka, el subsidiario ruso de McDonald's.

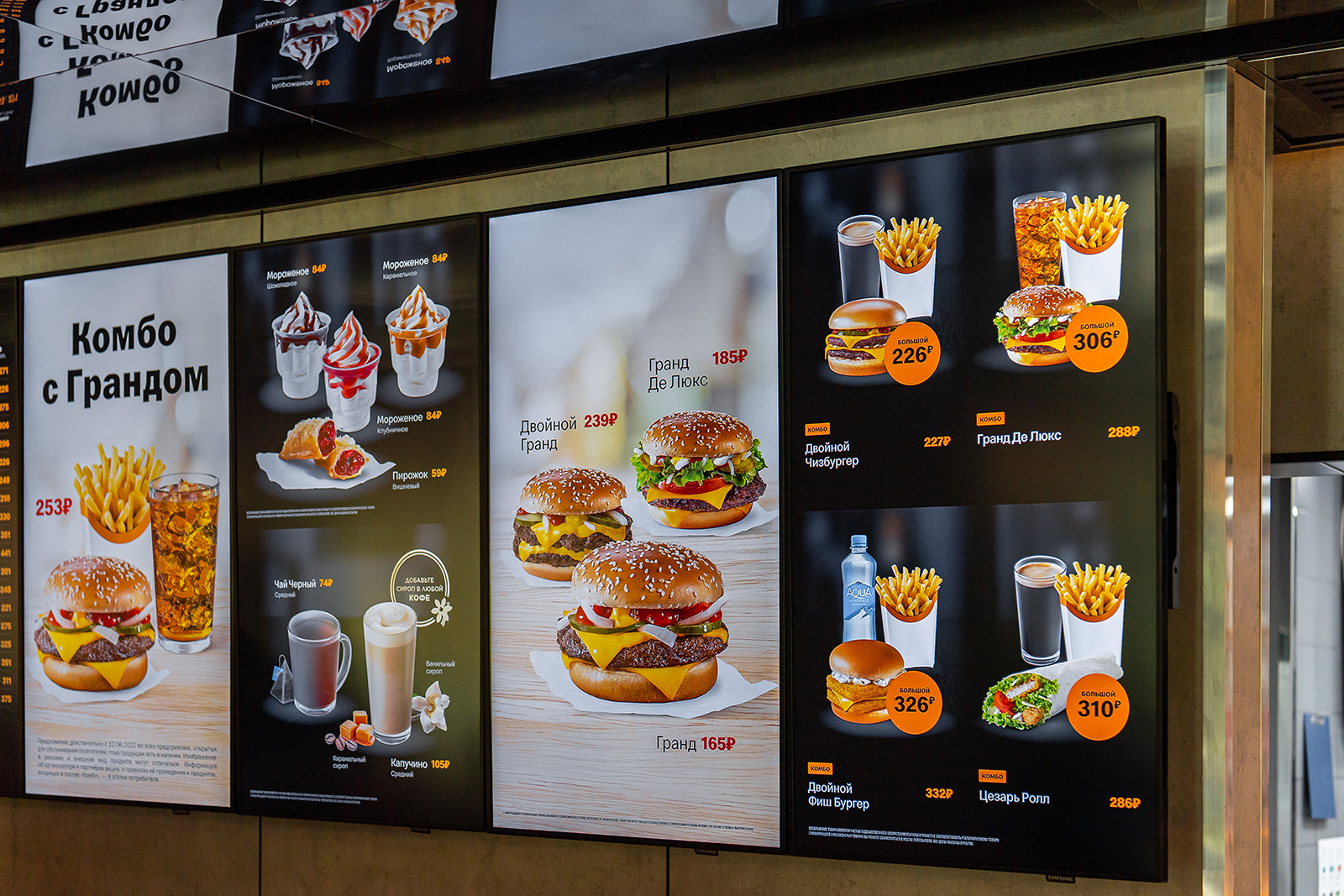
Menú del Vkusno & tochka, el subsidiario ruso de McDonald's.

  - Tres meses luego de que McDonald's cesara sus operaciones en Rusia, los restaurantes abandonados cambian de nombre a Vkusno & Tochka, que en ruso literal significa "sabroso y punto".
  - Nickelodeon cierra transmisiones en Rusia como de su canal de televisión infantil cambia de nombre a Kizmom.

- 13 de junio:
  - Estallan grandes manifestaciones indígenas en la capital Quito, Ecuador; también conocidas como el Paro Nacional de Ecuador.

- 14 de junio:
  - La Asamblea Nacional de Nicaragua autoriza el ingreso de las Fuerzas Armadas rusas al país.[192]
  - Canadá y Dinamarca acordaron un tratado para dividir la Isla Hans, acabando con la Guerra del Whisky, un pseudo-enfrentamiento de 49 años donde cada bando dejaba un botella de licor en la isla cada vez que arribaban para afirmar su soberanía.

- 15 de junio:
  - La Reserva Federal de Estados Unidos aumenta las tasas de interés en 0,75, el mayor aumento desde 1994 en un intento por controlar la inflación creciente
  - Microsoft decide retirar del mercado a Internet Explorar y Microsoft Edge, para enfocarse en nuevos proyectos, también porque había navegadores que usaban HTML5 o Chromium.

- 16 de junio:
  - El presidente francés Emmanuel Macron, el canciller alemán Olaf Scholz, el primer ministro italiano Mario Draghi y el presidente rumano Klaus Iohannis realizan una visita como apoyo de parte de la Unión Europea al presidente ucraniano Volodímir Zelenski en Kiev.[193]
- 17 de junio: 
  - En Chile el presidente Gabriel Boric anuncia el cierre de la Fundición Ventanas de Codelco debido a los problemas de contaminación causadas por las termoeléctricas en las localidades costeras de Quintero y Puchuncaví.[194]

- 18 de junio:
  - Lituania establece un bloqueo de mercancías sancionadas por la UE a través de su territorio y hacia el enclave ruso de Kaliningrado.[195]

- 19 de junio:
  - En Colombia se celebra la segunda vuelta de las elecciones presidenciales, donde resulta elegido el candidato izquierdista Gustavo Petro.

- 20 de junio:
  - Tras la prohibición de bienes sobre territorio lituano, el ministro ruso Serguéi Lavrov amenazó a Lituania de posibles represalias militares, exigiendo la anulación de la decisión considerado como ilegal, provocando que, ante la crisis, los habitantes de Kaliningrado compraran desesperadamente.Una casa destruida como resultado del terremoto de Afganistán de junio de 2022

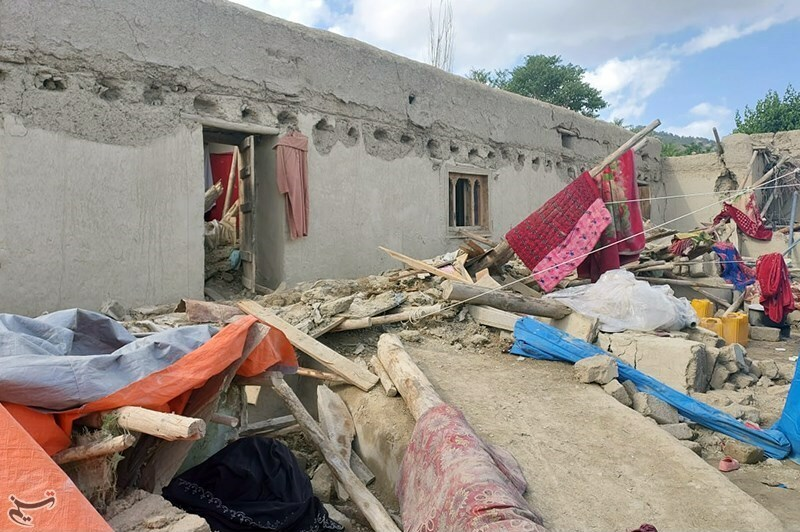
Una casa destruida como resultado del terremoto de Afganistán de junio de 2022

  - Ucrania ratifica la Convención de Estambul, que combate la violencia de género y la violencia doméstica.

- 21 de junio:
  - Graves inundaciones afectan el sur de China, incluidas las provincias de Guangdong y Jiangxi, con áreas que experimentan las precipitaciones más altas desde 1961, lo que obliga a las autoridades a evacuar a decenas de miles.

- 22 de junio:
  - Un terremoto de 6,2 sacude Afganistán, dejando un saldo de 1.163 muertos y 2.976 heridos.[196]

- 23 de junio:

Leyes de aborto de cada estado previo al fallo Roe vs Wade. La mayoría eran estados rojos que aplicaban en casos de riesgo vital, el único en negro, Pensilvania, prohibía todo tipo.

  - Ucrania y Moldavia reciben el estatus de candidatos a la Unión Europea.

- 24 de junio:
  - La Corte Suprema de los Estados Unidos anula el dictamen Roe vs Wade, que garantizaba la decisión de que la mujer pudiera abortar sin restricciones, en donde, tras los anuncios, varios estados como Arkansas, Alabama, Dakota del Sur, Idaho, Kentucky, Luisiana, Misuri, Misisipi, Texas, entre otros, prohibieron el aborto.

- 25 de junio:
  - Dos personas fueron asesinadas y otros 21 fueron heridos durante tiroteos separados en la zona céntrica de Oslo, Noruega, uno de los tiroteos ocurrió en un bar gay ícono de la colectividad LGBT noruega.Leyes del aborto de cada estado posterior al fallo. Nótese la abundancia de estados en negro, que prohíben todo tipo de aborto, anteriormente, el único con una ley prohibitiva era Pensilvania.

Leyes del aborto de cada estado posterior al fallo. Nótese la abundancia de estados en negro, que prohíben todo tipo de aborto, anteriormente, el único con una ley prohibitiva era Pensilvania.

  - Gabón y Togo se unen a la Mancomunidad de Naciones.[197]

- 26 de junio:
  - Los líderes del G7 se reúnen en una cumbre en Alemania para discutir la situación en Ucrania, donde prometen mayor inversión militar, económica y humanitaria al país. Se anuncia en la reunión la prohibición de las importaciones de oro ruso.

- 27 de junio:
  - Misiles rusos bombardean un centro comercial en la ciudad de Kremenchuk, Ucrania; matando alrededor de 13 personas. El presidente ucraniano reportó que miles de habitantes se encontraban en el edificio al momento del bombardeo.
  - Irán solicita oficialmente unirse al BRICS.
  - Incidente migratorio en San Antonio de 2022.

- 28 de junio:
  - Nicola Sturgeon, primera ministra de Escocia, anuncia un referéndum de independencia para el 19 de octubre de 2023.

- 29 de junio:
  - Se realiza la Cumbre de la OTAN en Madrid, donde se trata el tema de la invasión rusa a Ucrania, y sobre la posible adhesión a la alianza por parte de Finlandia y Suecia, además de la relación con China.

- 30 de junio:
  - Ketanji Brown Jackson se convierte en la primera mujer negra en ejercer como juez asociada de la Corte Suprema de los Estados Unidos.

### Julio
- 1 de julio:
  - Varios países declaran récords de períodos climáticos anormales, donde naciones como Eslovaquia, Francia, España y Reino Unido, entre otros, experimentan episodios de olas de calor desde finales de junio, con temperaturas cercanas a los 45°, mientras que naciones como Argentina, Chile, Brasil y Uruguay experimentan un invierno anómalo, con récords de períodos extensos de olas polares desde fines de mayo.
  - El matrimonio homosexual entra en vigor en Suiza luego de haber sido aprobado por un referéndum y por el parlamento suizo en diciembre de 2020, convirtiendo a dicho país en el trigésimo que aprueba esta ley.

- 2 de julio:
  - Estallan manifestaciones en la región de Karakalpakistán, Uzbekistán, luego de que el gobierno uzbeko propusiera una reforma constitucional que, entre otras cosas, imposibilita la secesión de la provincia, dado un referéndum positivo.
  - El ministro de Hacienda argentino Martín Guzmán renuncia a su cargo, agravando la crisis económica y política y abriendo las puertas a una nueva corrida bancaria con una rápida devaluación del peso argentino.
  - Dos terremotos de 6,0 sacuden la provincia de Hormozgan en Irán dejando un saldo de 7 muertos y 111 heridos.

- 3 de julio: 
  - Tres personas fueron asesinadas y otras cuatro fueron heridas tras un tiroteo en un centro comercial en Copenhague, en la capital de Dinamarca.

- 4 de julio:
  - Ocurre un masivo tiroteo en Highland Park en la ciudad de Chicago durante un desfile en conmemoración al Día de la Independencia de los Estados Unidos, matando a siete transeúntes e hiriendo a otros 46 personas. En el mismo día, en la ciudad de Filadelfia ocurre otro tiroteo, pero no hubo víctimas.

- 5 de julio:
  - La Corte Suprema del Caribe Oriental legaliza la homosexualidad en Antigua y Barbuda.

- 6 de julio:

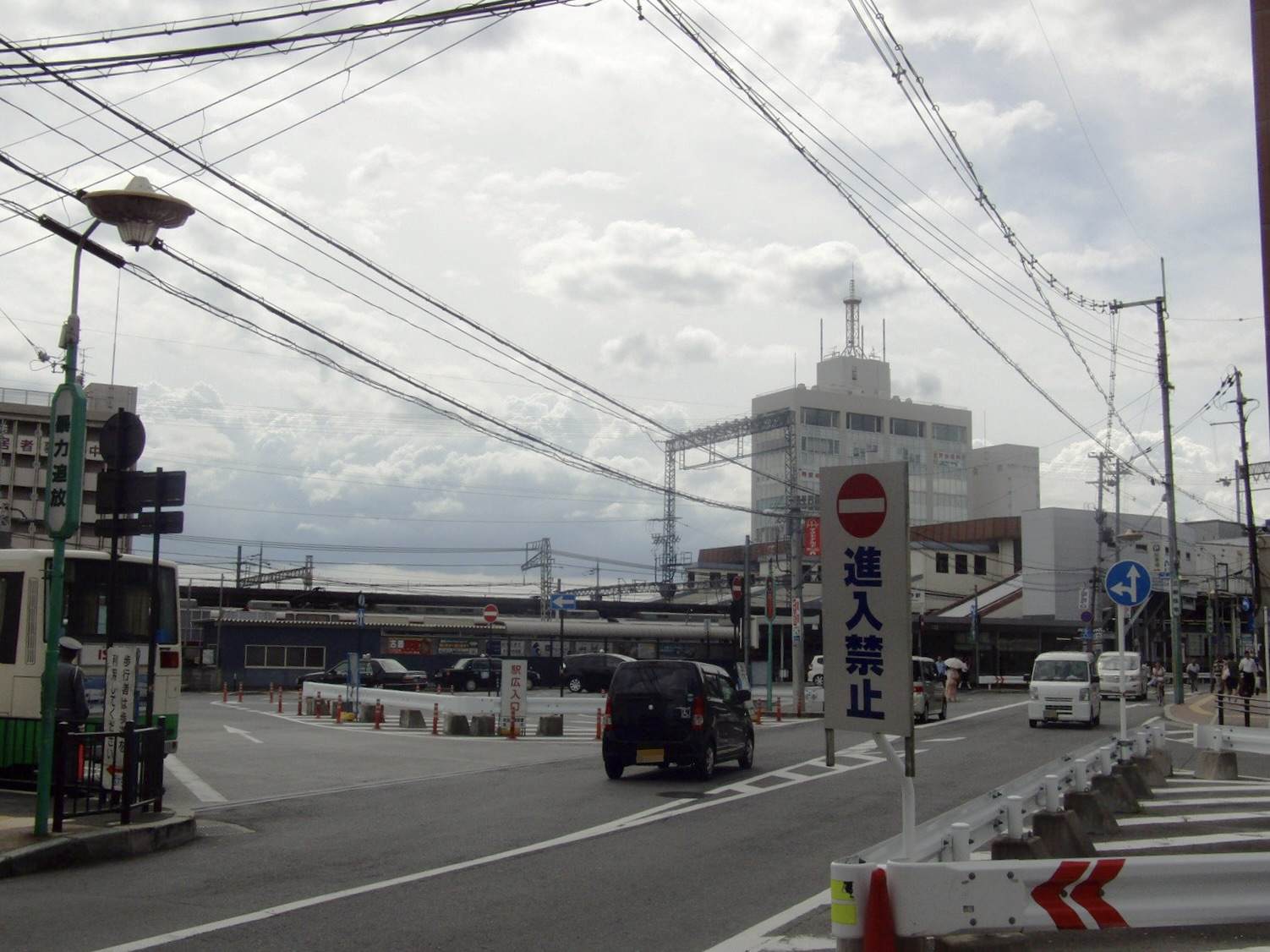
Shinzo Abe recibió un disparo cerca de la estación Yamato-Saidaiji, donde perdió la vida.

  - Inició la Eurocopa Femenina en el Reino Unido, hasta el 31 de julio, donde ganó la selección inglesa.

- 7 de julio:
  - El primer ministro británico Boris Johnson renuncia a su puesto como líder del Partido Conservador, luego de una seguidilla de renuncias de ministros del gabinete, como respuesta a la asignación de Christopher Pincher, a pesar de varias acusaciones de acoso sexual en su contra.
  - Inició los Juegos Mundiales, en la ciudad de Birmingham, Alabama, Estados Unidos; hasta el 17 de julio.

- 8 de julio: 
  - El ex primer ministro japonés Shinzō Abe fue asesinado de un disparo a su espalda mientras daba un discurso en un acto de campaña para las elecciones legislativas en la ciudad de Nara a manos de un exmiembro de la armada japonesa. Fue llevado de urgencia sin signos vitales, donde muere de un paro cardiorrespiratorio.
  - En Cuernavaca, México, fallece Luis Echeverría a los 100 años de edad. Fue presidente de México de 1970 a 1976 y estuvo involucrado en la Masacre de Tlatelolco en 1968 y del Halconazo en 1971.[198] Durante la década del 2000 fue acusado de represión y genocidio en su gobierno, pero fue absuelto de todos los cargos en 2009.
  - En Barcelona, España, fallece José Eduardo dos Santos, segundo presidente de Angola de 1992 a 2017, en donde estuvo involucrado en la guerra civil angoleña (1975-2002) y la primera guerra del Congo (1996-1997).
  - Eslovenia legaliza el matrimonio homosexual y la adopción de niños a tales parejas.
  - Costa Rica solicita unirse a la Alianza del Pacífico.

- 9 de julio:
  - El presidente ceilandés Gotabaya Rajapaksa huye de la residencia presidencial de Colombo, Sri Lanka; luego de que manifestantes se enfrentaran con la policía y lograran irrumpir en el palacio, donde fueron fotografiados nadando en la piscina del palacio. También fue ocupada la casa del primer ministro Ranil Wickremesinghe, donde fue incendiada.La Línea 1 del Metro de la Ciudad de México, es la línea de metro más antigua de México y es la segunda más antigua de América Latina, iniciando obras en 1967 e inaugurándose en septiembre de 1969.

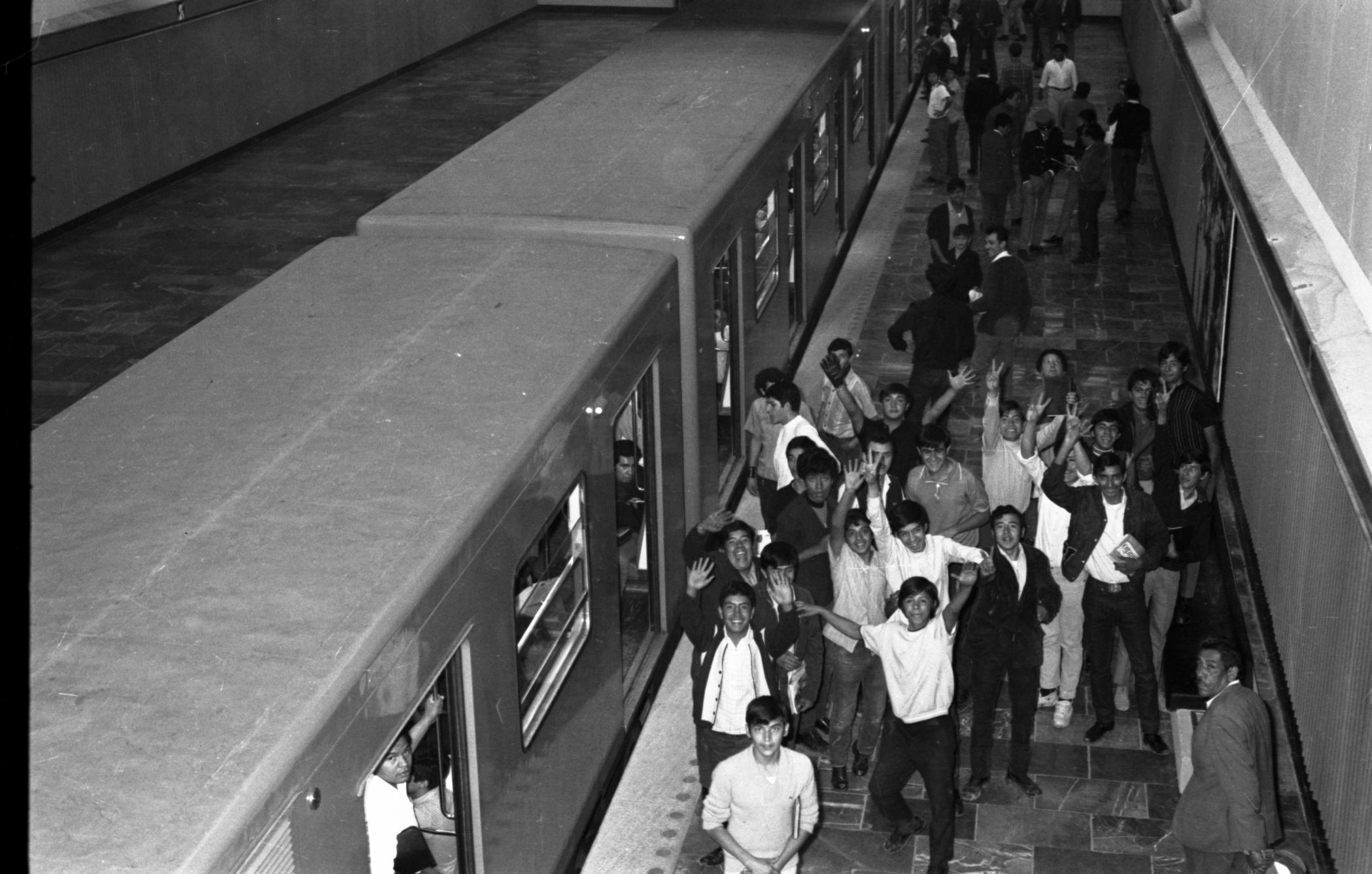
La Línea 1 del Metro de la Ciudad de México, es la línea de metro más antigua de México y es la segunda más antigua de América Latina, iniciando obras en 1967 e inaugurándose en septiembre de 1969.

- 10 de julio:
  - Alrededor de 124 000 documentos de la empresa Uber fueron filtrado al diario The Guardian, donde revela que la empresa complotó con varios gobiernos internacionales, como el de Estados Unidos, Argentina, Alemania, Francia, entre otros, para obtener tratamiento preferencial para evadir leyes locales sobre los taxis públicos.
  - Se realizó las elecciones de la cámara de consejeros de Japón, donde el partido gobernante es reelegido.

- 11 de julio:
  - La NASA publica la primera imagen a color sacado por el telescopio James Webb, donde muestra un segmento de una galaxia 4.6 billones de años luz de la Tierra.
  - Rusia expedirá la ciudadanía rusa a todos los ucranianos, antes sólo se aplicaba para los habitantes de las repúblicas populares de Donetsk y Lugansk.
  - Luego de casi 53 años de funcionamiento total, comienzan las obras de renovación de la Línea 1 del Metro de la Ciudad de México, cerrando el tramo Salto del Agua-Pantitlán en la primera fase para su total rehabilitación. Se espera que se concluya la renovación de la primera etapa para marzo de 2023.[199]

- 12 de julio:
  - La Unión Europea acepta formalmente a Croacia como el vigésimo miembro de la eurozona. Croacia aceptará el euro en 2023.
  - La empresa danesa Lego anunció su salida del mercado ruso por la guerra contra Ucrania.
  - Argentina emite una protesta diplomática contra Bolivia por la muerte de un argentino tras un accidente de tránsito en Cochabamba, quien fue negado atención médica, violando un acuerdo de tratado de asistencia médica entre ambos países.[200]
  - México declara estado de emergencia por olas de calor en todo el país.[201]

- 13 de julio:
  - El euro y el dólar alcanzan el valor de paridad histórico por primera vez en 20 años; ocurre durante la incertidumbre de la continuidad del gas ruso y la decisión del Banco Central Europeo de mantener la tasa de interés, dejando a Europa a las puertas de una posible recesión económica.[202]

- 14 de julio:
  - Luego de haber sido exiliado de Sri Lanka tras multitudinarias protestas contra su gobierno, el presidente Gotabaya Rajapaksa renuncia a su cargo.
  - Estados Unidos y Israel firman un acuerdo militar en Jerusalén, donde se garantiza que de cualquier medio se evite que Irán tenga armas nucleares.
  - Un terremoto de 6.1 grados sacude la provincia del Guayas, en Ecuador.[203]

- 15 de julio:
  - El narcotraficante mexicano Rafael Caro Quintero fue recapturado luego de casi 9 años de libertad en Sinaloa, México. Es uno de los más buscados por las autoridades mexicanas y por el FBI, además de ser la captura más importante desde la captura de Joaquín "El Chapo" Guzmán, en 2016.[204]
  - Un accidente aéreo de un helicóptero de la marina mexicana mata a 14 personas en el estado de Sinaloa. En su interior se encontraban refuerzos para la captura del narcotraficante, sin embargo, las autoridades mexicanas negaron que este hecho tenga relación con el fugitivo.
  - El presidente italiano Sergio Mattarella rechaza el pedido de renuncia del primer ministro Mario Draghi.
  - España anuncia que los pasajes a media distancia de la empresa estatal Renfe serán gratuitos desde septiembre hasta fin de año, como una medida para paliar el aumento del costo de vida.Las temperaturas del continente europeo del 10 al 17 de julio.

- 16 de julio:

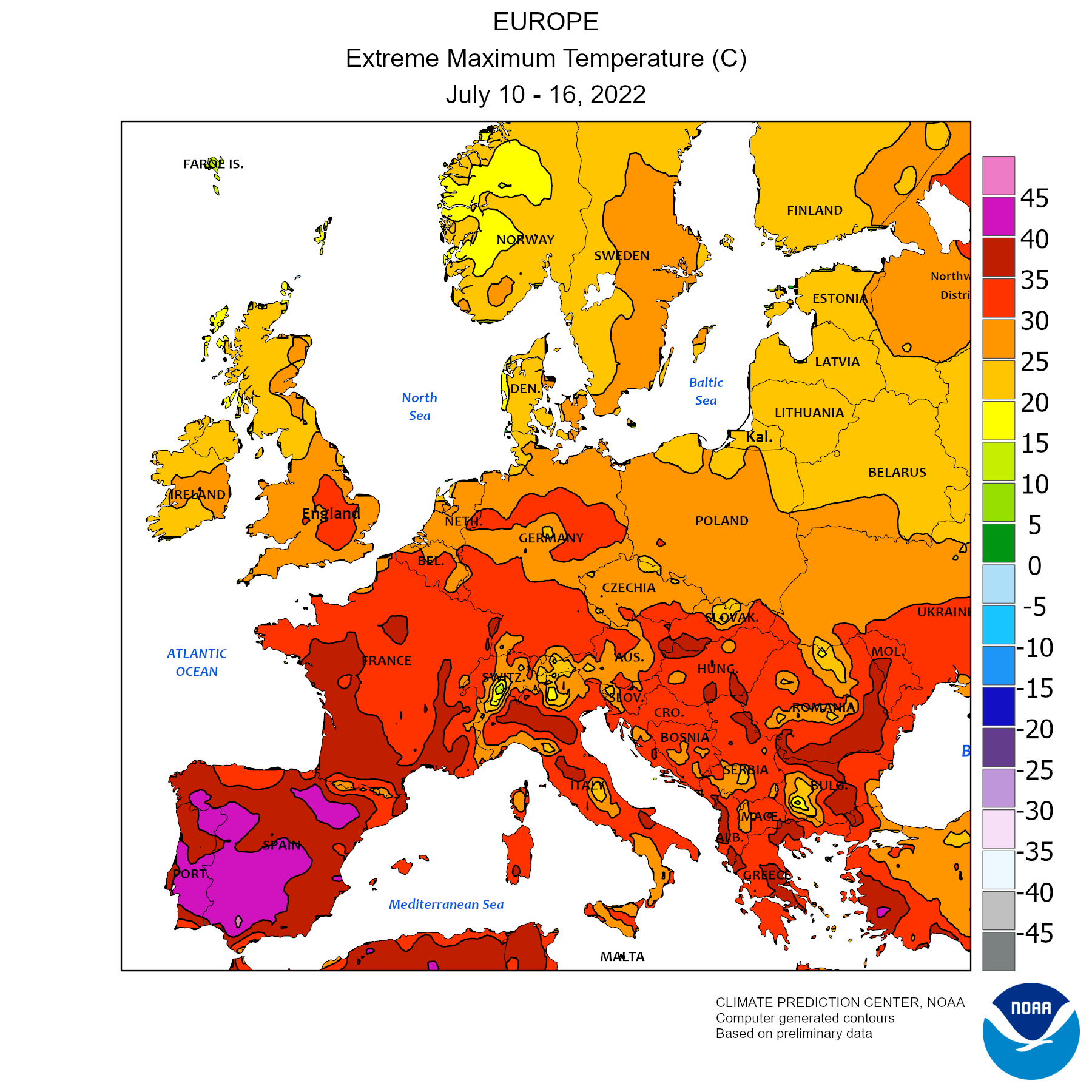
Las temperaturas del continente europeo del 10 al 17 de julio.

  - Ocurren múltiples manifestaciones en Panamá debido al alto costo de vida y desabastecimiento, protestando mediante corte de ruta y ferrocarriles.[205]
  - Macedonia del Norte reconoce la minoría búlgara al este del país, como paso esencial para una eventual adhesión a la Unión Europea.

- 17 de julio:
  - Irán anuncia que ya tiene capacidades para desarrollar y construir un arma nuclear pero que aún no tienen planeado crear uno. También afirmó que el país responderá directamente si Israel lo atacara, como respuesta al acuerdo con Estados Unidos tres días antes.

- 18 de julio:
  - En la India se realizaron elecciones presidenciales para el período 2022-2027, quien resultó ganadora la candidata Draupadi Murmu, la segunda mujer presidenta.

- 19 de julio:
  - Escocia registra la mayor temperatura registrada de su historia, con 35 °C; al igual que Inglaterra, con 40 °C, que provocó varios incendios en Londres.

- 20 de julio:
  - El vicepresidente Ranil Wickremesinghe es elegido como el nuevo presidente de Sri Lanka, luego de la renuncia de su predecesor por masivas protestas en su contra.

- 21 de julio:
  - Mario Draghi finalmente renuncia como primer ministro de Italia, mientras que Sergio Mattarella disuelve el parlamento, llamando a elecciones extraordinarias.
  - Se extingue el pez espátula del Yangtsé, había sido considerado como extinto en 2020 por científicos chinos.
  - Joe Biden da nuevamente positivo de COVID-19, ocho días después, por el "efecto rebote".

- 22 de julio:
  - Continúa la ola de calor en Europa en varias naciones europeas, dejando un aproximado de 4 mil muertos, la mayoría de Alemania, España y Portugal.
  - Corea del Sur anuncia que permitirá el acceso público a los medios de comunicación estatales de Corea del Norte, levantando una prohibición de décadas.
  - Estados Unidos sancionó al expresidente paraguayo Horacio Cartes por corrupción.

- 23 de julio:

Casos confirmados de viruela del mono.

  - La Organización Mundial de la Salud declara la emergencia sanitaria internacional por un aumento de casos mundiales de la viruela símica.

- 24 de julio:
  - Erupciona el volcán activo Sakurajima, que se encuentra en la isla de Kyūshū, Japón.

- 25 de julio:
  - El papa Francisco viaja a Canadá para disculparse por el adoctrinamiento católico contra los aborígenes canadienses el siglo pasado.

- 26 de julio:
  - Muere el cantante colombiano Darío Gómez a causa de un infarto.

- 27 de julio:
  - Es descubierto en Angola el diamante rosa de 170 quilates denominado Lulo Rose, que se cree que es el más grande descubierto en 300 años.
  - Un terremoto de 7,0 sacude la isla filipina de Luzón dejando un saldo de 11 muertos y más de 600 heridos.

- 28 de julio:
  - Inician protestas multisectoriales en Bolivia, en rechazo a políticas del gobierno y el arresto de activistas políticos y la expresidenta Jeanine Áñez.
  - El piloto alemán de Fórmula 1, Sebastian Vettel anuncia su retirada deportiva luego de terminar dicha campaña.
  - Se realiza los Juegos de la Mancomunidad en Birmingham, Inglaterra; que durarán hasta el 8 de agosto.

- 29 de julio:
  - China amenazó con derribar el avión de Nancy Pelosi, presidenta de la Cámara de Representantes de EE.UU si ella viajara a Taipéi, capital de Taiwán.

- 30 de julio:
  - El presidente de Guatemala, Alejandro Giammattei sufre un intento de asesinato durante una visita en la ciudad de Huehuetenango al este del país.

- 31 de julio:
  - El piloto de automovilismo alemán Sebastian Vettel anuncia su retiro de la Fórmula 1
  - El ejército estadounidense mata a Aymán az Zawahirí, líder del grupo terrorista Al Qaeda, en un ataque con drones en la capital Kabul, en Afganistán.

### Agosto
- 1 de agosto:
  - Zarpa el primer barco con trigo ucraniano desde el comienzo de la guerra, saliendo del puerto de Odesa rumbo a Líbano.
  - Grandes ganancias obtienen las empresas petrolera frente a las empresas tecnológicas debido al aumento de los precios del petróleo durante el primer semestre del año.[206]

- 2 de agosto:

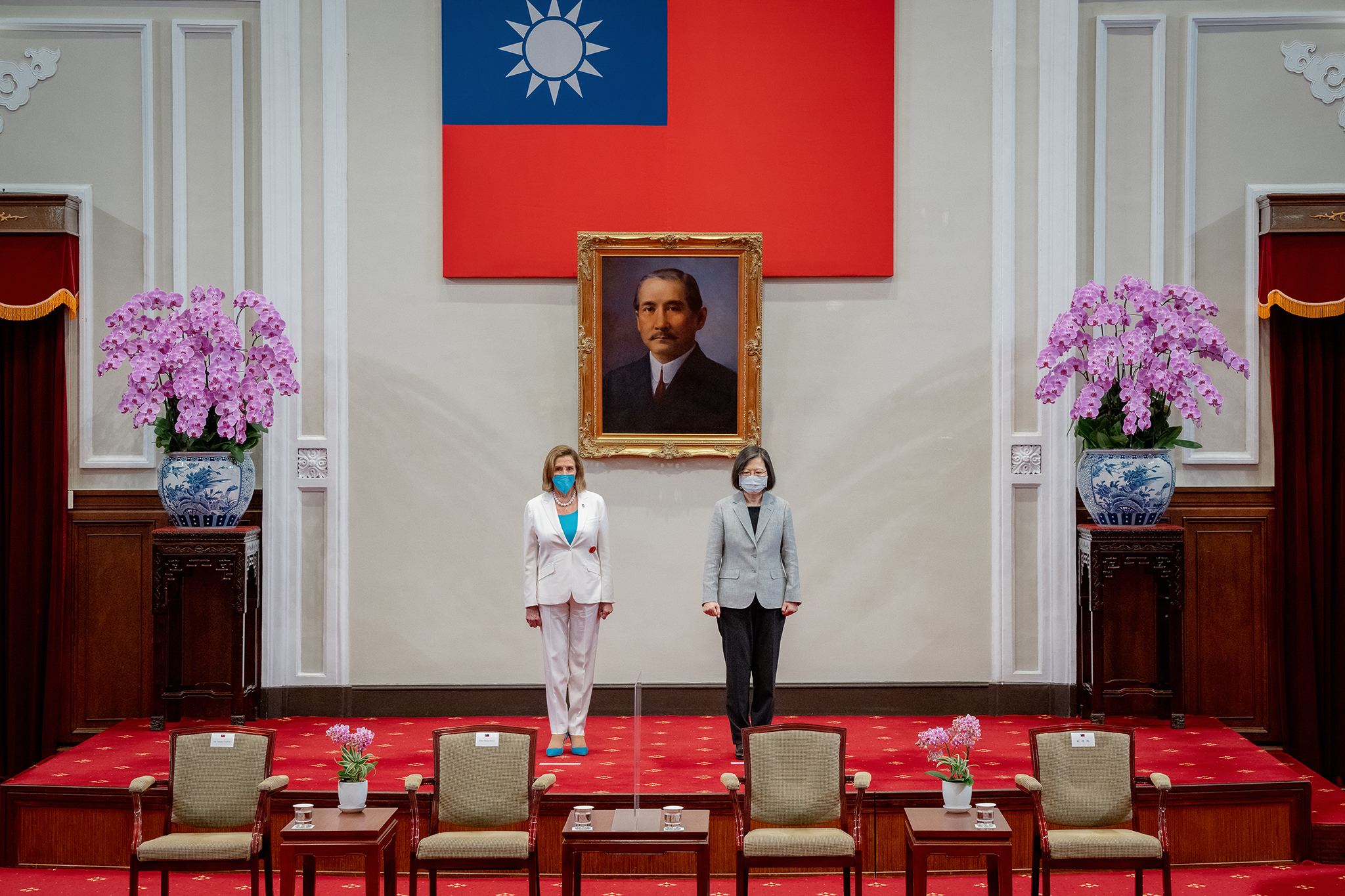
La presidenta Tsai Ing-wen con la congresista Pelosi durante su viaje a Taiwán.

  - Nancy Pelosi llega a Taipéi a pesar de las amenazas, lo que el ejército chino anuncia que realizará ejercicios militares, bloqueando a la isla.
  - El expresidente ruso Dmitri Medvédev comentó por la red social VK su intención de anexar Georgia y Kazajistán, considerándolos "creaciones artificiales".

- 3 de agosto:
  - Renuncia el primer ministro peruano Aníbal Torres, durante múltiples investigaciones criminales contra el presidente Pedro Castillo.
  - China alerta a aerolíneas que eviten volar cerca de Taiwán, en el marco del bloqueo militar chino sobre Taiwán por la visita de Nancy Pelosi.

- 4 de agosto:
  - China realiza su ejercicio militar más grande de su historia en torno a Taiwán en respuesta a la controvertida visita de la congresista Nancy Pelosi.

- 5 de agosto:
  - Israel lanza la Operación Amanecer en la Franja de Gaza. Ambos combatientes declararon un alto al fuego dos días después.
  - Fallece el famoso actor y cantante peruano Diego Bertie a los 54 años en Lima, Distrito de Miraflores.

- 6 de agosto:
  - Explota un depósito de petróleo en la ciudad de Matanzas, Cuba, destruyendo casi la mitad del almacenamiento de petróleo del  país comunista.

- 7 de agosto: Gustavo Petro asume como 61.º presidente de Colombia, sucesor de Iván Duque para el período 2022-2026.

- 8 de agosto:
  - La cantante y actriz australiana Olivia Newton John fallece de cáncer de mama a los 73 años.
  - El fiscal general de los Estados Unidos, Merrick Garland autoriza la redada del FBI en la residencia del expresidente Donald Trump en Mar-A-Lago en Florida.

- 9 de agosto:
  - En Kenia se realizaron las elecciones presidenciales, en las cual resultó electo el conservador William Ruto, derrotando al centroizquierdista Raila Odinga. Los resultados fueron publicados 6 días después, con Ruto ganando con 50,5 % de los votos, finalizando la violencia de los seguidores de Odinga.

- 10 de agosto:
  - La corporación multinacional sueca IKEA inaugura su primera tienda en Sudamérica, en la ciudad de Santiago de Chile.

- 11 de agosto:
  - Letonia declara a Rusia como un estado patrocinador de terrorismo por su participación en la guerra contra Ucrania y en la guerra civil siria.

- 12 de agosto:
  - El escritor anglo-indio Salman Rushdie es apuñalado en una lectura pública, él tiene un fatwa proclamado por el ayatolá Ruhollah Jomeiní desde 1989, luego de la publicación de su novela Los versos satánicos, que fue universalmente condenado por el mundo islámico y del que llaman por su muerte.
  - Fallece el director de cine alemán Wolfgang Petersen, director de famosas películas, como Poseidón, Troya y La tormenta perfecta.
- 13 de agosto:
  - La Agencia de Protección Ambiental (EPA) emite un aviso en el estado de Míchigan, Estados Unidos para que las personas hiervan el agua potable después de que se abra una grieta en una tubería crítica, Casi un millón de personas en veintitrés comunidades se ven afectadas.

- 14 de agosto:
  - Fallece la actriz, realizadora, escenógrafa y productora Anne Heche.
  - En la madrugada del domingo 14 de agosto en la ciudad de Guayaquil, Ecuador se registró una explosión en el sector de Cristo de Consuelo que dejó 5 muertos y 16 heridos

- 15 de agosto: En República Dominicana la Iglesia Católica celebra el Centenario de la coronación canónica de la Virgen Nuestra Señora de la Altagracia ante miles de feligreses en el Estadio Olímpico Félix Sánchez, la Eucaristía estuvo presidida por el enviado especial del papa Francisco el nuncio Edgar Peña Parra.

- 16 de agosto: El presidente de Estados Unidos, Joe Biden promulga la Ley de Reducción de la Inflación con $370 mil millones en gastos y recortes de impuestos para combatir el cambio climático.

- 17 de agosto: La tasa de inflación del Reino Unido sube a un nuevo máximo de 40 años del 10,1 %, y los costos de los alimentos son el mayor contribuyente.

- 18 de agosto: Se descubre un enorme complejo megalítico de más de 500 menhires en un poblado de Huelva, al sur de España. Datan de más de 7000 años.

- 19 de agosto: El gobierno de coalición del primer ministro montenegrino Dritan Abazović colapsa después de que el Parlamento aprobara una moción de censura casi unánime, luego de una disputa dentro de la coalición sobre un acuerdo que el gobierno firmó con la iglesia ortodoxa serbia.
- 20 de agosto: La Organización de las Naciones Unidas (ONU) declara en un informe que 22 millones corren el riesgo de morir de hambre en el Cuerno de África,, 9 millones más que en enero.

- 21 de agosto: Muere en un atentado Darya Dugina, hija de Aleksandr Duguin, ultranacionalista consejero de Putin. El gobierno ruso acusa a las fuerzas ucranianas de intentar atentar contra Aleksandr, sin embargo, múltiples versiones apuntan a una posible insurrección rusa contra el régimen.

- 22 de agosto:
  - Un fiscal pide una sentencia de 12 años de prisión e incapacidad electoral a la actual vicepresidenta argentina, Cristina Fernández de Kirchner bajo varios cargos de corrupción y lavado de dinero. Es la causa más importante en su contra desde la presentada por el fiscal Alberto Nisman en 2015.
  - El parlamento de Pakistán aprueba replegar su ejército nacional para garantizar la seguridad de la próxima Copa Mundial de Fútbol de 2022 en Catar.

- 23 de agosto:
  - La policía brasileña realiza allanamientos contra empresarios partidarios del presidente Jair Bolsonaro, acusados de planear un golpe de Estado dado el caso de que Bolsonaro perdiera la próxima elección presidencial de octubre.
  - El ex-primer ministro de Malasia, Najib Razak es sentenciado a 12 años de prisión por sus conexiones por lavado de dinero en fondos soberanos malayos.
  - Se reanuda la Liga Premier de Ucrania con un altísimo operativo de seguridad, aunque dos clubes no participaron por la ocupación rusa de sus ciudades.

- 24 de agosto:
  - Médicos italianos registran por primera vez un caso de un paciente con 3 distintas enfermedades: COVID-19, viruela símica y VIH/sida[207]
  - En Angola se celebraron elecciones generales dónde resultó reelecto el actual presidente Joao Lourenço.
- 25 de agosto:El estado de California vota para prohibir la venta de todos los automóviles nuevos a gasolina para 2035.
- 26 de agosto: Tiene lugar un terremoto político en Chile debido a la renuncia de la ministra de desarrollo social, Jeannette Vega debido a la filtración de una llamada telefónica con Héctor Llaitul, líder de la Coordinadora Arauco-Malleco (CAM) acusado de los delitos de robo de madera, usurpación de tierras y Ley de Seguridad del Estado.

- 27 de agosto: Debido a los períodos de sequía en países europeos, surgieron varios monumentos del Imperio Romano en Italia y buques hundidos de la Alemania Nazi en Serbia y Argentina en medio del retroceso de ríos. Mientras, en países como Estados Unidos, Laos, Chad y Pakistán, se registran inundaciones considerables.

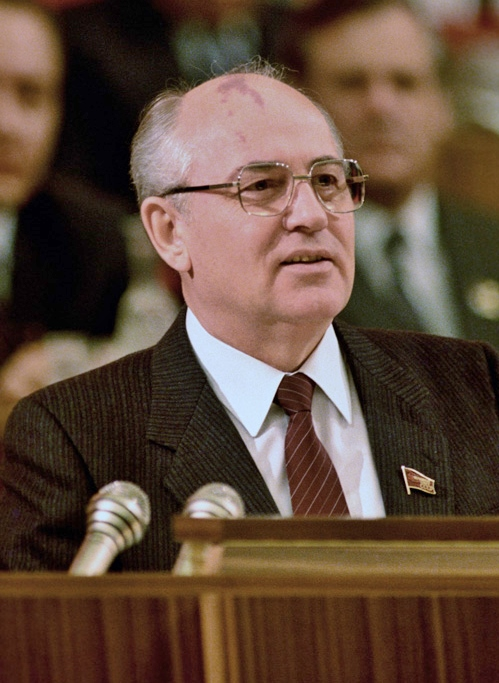
Mijaíl Gorbachov, último líder de la Unión Soviética, fallece el 30 de agosto de 2022.

- Mijaíl Gorbachov, último líder de la Unión Soviética, fallece el 30 de agosto de 2022.28 de agosto: Un concierto realizado en la Orquesta Filarmónica de Bogotá para celebrar el pacto de paz con la FARC, logra el récord del mayor concierto del mundo.

- 29 de agosto:
  - La Corte Suprema del Caribe Oriental legaliza la homosexualidad en San Cristóbal y Nieves.
  - El Hombre del Agujero, un indígena que vivía en absoluta soledad durante 26 años, es encontrado muerto en medio de la selva amazónica.
  - Estallan enfrentamientos en Bagdad de 2022.

- 30 de agosto: Fallece el abogado, político y el último presidente de la Unión Soviética, Mijail Gorbachov.

- 31 de agosto: Se cumplen 25 años de la muerte de la princesa Diana. Recibe varios homenajes en su aniversario luctuoso.

### Septiembre
- 1 de septiembre:
  - Las autoridades sanitarias de Argentina investigaron 10 casos de una neumonía de origen desconocido, qué provocó la muerte de 3 personas en la provincia de Tucumán, Argentina.[208] Aclararon que el contagio no es por COVID-19, hantavirus ni gripe. La Organización Mundial de la Salud y la Centro Europeo para la Prevención y Control de Enfermedades ya fueron notificados.
  - La ONU publica un informe que afirma que los campos de internamiento del gobierno chino en Sinkiang y el trato a los uigures pueden constituir crímenes contra la humanidad.[209]
  - La vicepresidenta de Argentina, Cristina Fernández de Kirchner, sufre un intento de asesinato mientras ingresaba a su domicilio. La policía argentina detiene al instante al sospechoso identificado como Fernando Montiel, residente brasileño. Montiel apuntó y gatilló dos veces, sin embargo, no salió ningún disparo.

- 2 de septiembre: 
  - Mientras transitaban por una zona rural de la ciudad colombiana de Neiva, siete policías son asesinados en medio de una emboscada con artefactos explosivos, perpetrada por las disidencias de las FARC.
  - Las economías del G7 acuerdan imponer un tope de precios a las exportaciones de petróleo ruso.[210]

- 3 de septiembre: El Ministerio de Salud argentino confirmó que los casos de la misteriosa enfermedad de la provincia de Tucumán que, hasta el momento, deja 22 contagiados y 6 muertos es causado por una infección bacteriana del legionella pneumophila, que produce legionelosis. Uno de los síntomas resulta ser neumonía.

- 4 de septiembre:
  - Se celebró un plebiscito constitucional en Chile para reemplazar la actual Constitución de dicho país, en el cual un 61.87 % de los votantes se manifestó en contra de la propuesta redactada por la Convención Constitucional.
  - Un apuñalamiento múltiple por parte de dos atacantes deja alrededor de 10 muertos y 15 heridos en varias zonas de dos poblados en Saskatchewan, Canadá. Los atacantes huyeron y luego fueron encontrados muertos.
  - El papa Juan Pablo I fue beatificado en el Vaticano, un etapa previa a la canonización. Se convirtiéndose en el cuarto papa en serlo, luego del Concilio Ecuménico Vaticano II (1962).

- 5 de septiembre:
  - Un terremoto de 5,1 sacude Afganistán dejando un saldo de 18 muertos y 42 heridos.
  - Un terremoto de 6,7 sacude el condado chino de Luding, en la provincia de Sichuan, dejando un saldo de 117 muertos y 424 heridos.

- 6 de septiembre:
  - En Reino Unido, Liz Truss es nombrada primera ministra luego de la renuncia de Boris Johnson.[211]
  - Ucrania lanza la contraofensiva del Óblast de Járkov de 2022 para recuperar el Óblast de Járkov de la ocupación rusa en Járkov.

- 7 de septiembre: Albania rompe relaciones diplomáticas con Irán luego de un ciberataque.

- 8 de septiembre: Fallece a los 96 años la reina Isabel II de Reino Unido, tras 70 años de reinado. Empieza la Operación London Bridge, que llevará a cabo la planificación, luto y del funeral de Estado. También inicia la Operación Unicornio, para cuando el monarca inglés fallece fuera de Inglaterra.

- 9 de septiembre: El régimen de Corea del Norte oficializa su condición de país nuclear, además de permitir el uso preventivo de armas nucleares.

- 10 de septiembre: Carlos III del Reino Unido es proclamado como nuevo monarca de Reino Unido, Australia, Nueva Zelanda y Canadá.

- 11 de septiembre:
  - En Suecia, se celebraron las elecciones generales en donde el partido oficialista Partido Socialdemócrata Sueco logró imponerse. Sin embargo, como el partido ultraderechista Demócratas de Suecia y el conservador Partido Moderado ganaron mayoría en el senado, tres días después, la primera ministra Magdalena Andersson anuncia su renuncia a su cargo.
  - El primer ministro de Antigua y Barbuda, Gaston Browne, anuncia su intención de realizar un referéndum para convertirse en república, luego de Barbados.
  - Ucrania recaptura la ciudad de Járkov, en donde tropas rusas huyen hacia la frontera de Ucrania con Rusia. El jefe administrativo del ACM de Járkov anuncia la derrota, en marco de duras críticas de nacionalistas rusas y de una purga de opositores por parte del gobierno ruso.
  - Un terremoto de 7,7 sacude Papúa Nueva Guinea dejando un saldo de 21 muertos y 42 heridos.

- 12 de septiembre: En medio de retrocesos militares de Rusia, Azerbaiyán nuevamente ataca a Armenia, capturando puntos estratégicos a lo largo de la frontera.

- 13 de septiembre: El presidente kazajo Kasim-Yomart Tokaev cambia el nombre de su capital Nursultán por su antiguo nombre, Astaná.
- 14 de septiembre: El cantante estadounidense R. Kelly es declarado culpable de más delitos sexuales en Chicago, incluida la producción de imágenes de abuso sexual infantil.

- 15 de septiembre: En México, se realizan los festejos por el 212 aniversario del grito de independencia, por primera vez con público presencial tras 2 años de pandemia de COVID-19 en el que los festejos se realizaron de manera virtual entre 2020 y 2021.[212]

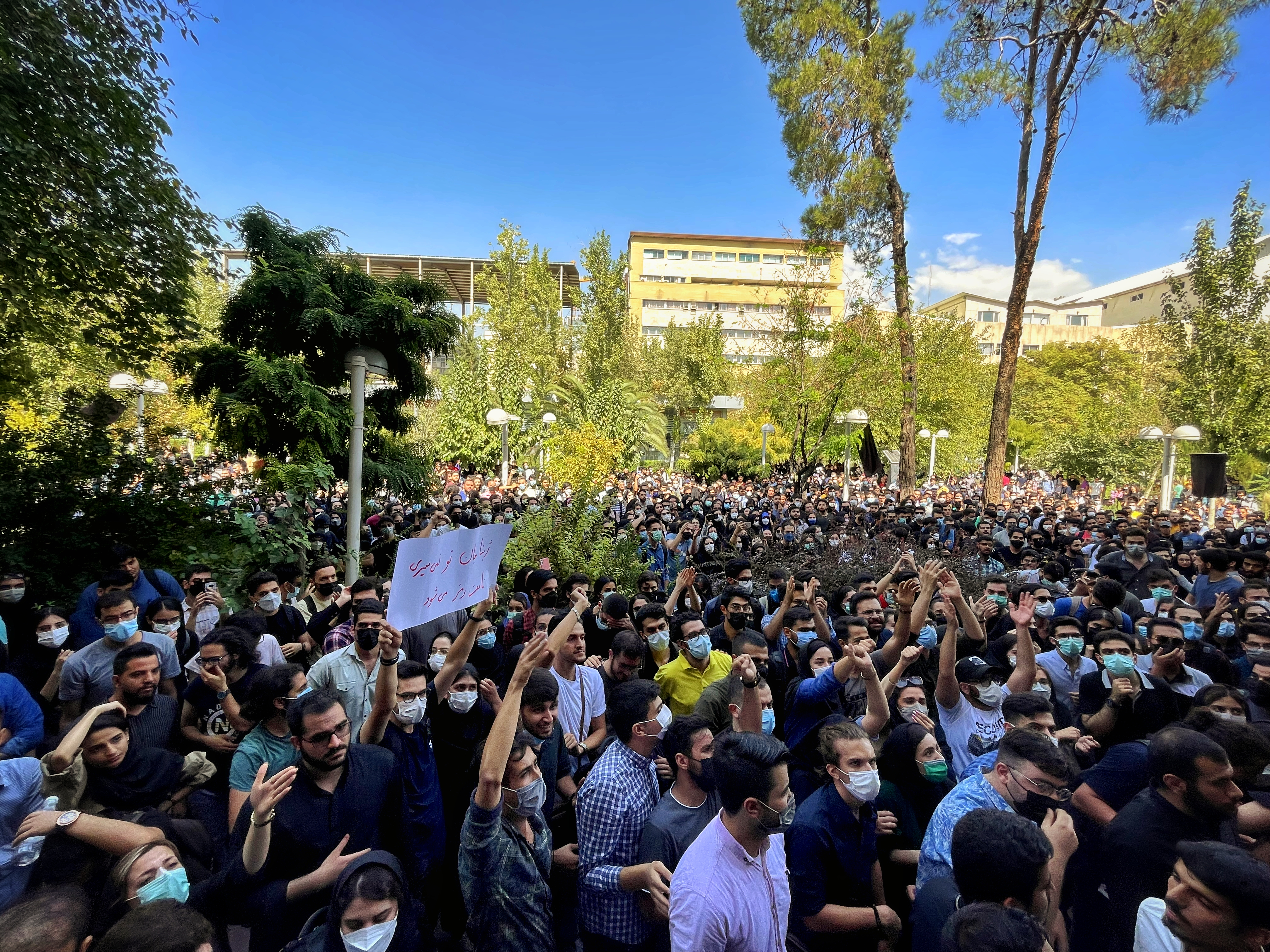
Estudiantes de una universidad iraní protestando contra la república islámica.

- Estudiantes de una universidad iraní protestando contra la república islámica.16 de septiembre: Estallan multitudinarias protestas en Irán por el trato a las mujeres, después del funeral de Mahsa Amini, una joven de 22 años que murió bajo custodia policial bajo circunstancias sospechosas. Las protestas encrudecen a lo largo de tiempo, en donde hasta el momento, se reportan al menos 450 muertos, 900 heridos y alrededor de más de 18 mil arrestos.

- 18 de septiembre:
  - Al norte de la ciudad de Taitung, Taiwán, se registra un violento terremoto de 6,9, que deja varios daños materiales y al menos 1 muerto.[213]
  - En Costa Rica, un deslizamiento de tierra dejó al menos 9 muertos y más de 60 heridos a causa de las intensas lluvias.[214]

- 19 de septiembre:
  - En Reino Unido se celebró el funeral de la difunta reina Isabel II del Reino Unido.
  - El huracán Fiona toca tierra en Puerto Rico, causando múltiples estragos en varios países de la costa atlántica.
  - Cerca de la ciudad de Coalcomán, Michoacán, México, se registra un terremoto de 7,7, dejando un saldo de 2 muertos y 35 heridos así como daños graves en Colima y Michoacán.[215][216] Al momento del terremoto, se llevaba a cabo un simulacro en conmemoración al 37.º aniversario del terremoto de 1985 y el 5.º aniversario del terremoto de 2017, lo que provocó que múltiples personas no pudieran distinguir el verdadero sismo del simulacro.[217]

- 20 de septiembre:
  - Rusia confirmó que celebrará un referéndum para que los territorios del sur ucraniano de Zaporiyia, Jersón y el Donbás puedan unificarse con el territorio ruso a realizarse desde el 23 al 27 de septiembre, en la misma maniobra realizada en Crimea en 2014.
  - El ejército ucraniano confirmó que hackearon la base de datos del Grupo Wagner, grupo paramilitar aliado de Rusia, obteniendo datos personales, información y evidencia detallada de las atrocidades cometidas contra la población ucraniana.

- 21 de septiembre:
  - El presidente ruso Vladímir Putin decretó en un mensaje televisado a primeras hora del miércoles, la inmediata movilización "parcial" de su ejército, por lo que los hombres de 18 hasta los 59 años y los conscriptos de reserva son elegibles para dicho llamado para luchar en la guerra.[218]
  - Luego del anuncio, se registraron masivas protestas en contra del gobierno ruso en múltiples ciudades como Moscú, Kazán y San Petersburgo, que terminaron con más de 1400 detenidos. Nuevamente, el régimen ruso castigará a los manifestantes y rebeldes con prisión o con reclutamiento obligatorio.
  - El expresidente estadounidense Donald Trump fue imputado en conjunto con la mayoría de sus hijos, por fraude fiscal.[219]

- 22 de septiembre:
  - En Michoacán, México, se produce un nuevo terremoto de 6,9 Mw, dejando 2 muertos en la Ciudad de México, y 3 heridos, además de nuevos daños en Michoacán y Colima en estructuras resentidas por el terremoto del 19 de septiembre. Este terremoto es la réplica más fuerte del terremoto de Michoacán de 2022.[220]
  - En Rusia terminado la transmisión del presidente Vladímir Putin, se produjo un importante éxodo de ciudadanos rusos, mediante vuelos internacionales hacia países ex-soviéticos y países que no le exigen visados a sus habitantes. Sin embargo, el gobierno ruso prohibió la salida del país de los hombres conscriptos y advierten que sólo es posible la salida del país mediante permiso especial del gobierno.
- 23 de septiembre: La primera ministra británica Liz Truss y el canciller de la Hacienda, Kwasi Kwarteng publican "el mini-presupuesto que quebró Gran Bretaña" que contiene los mayores recortes de impuestos, sin embargo tal medida genera una crisis económica en Reino Unido y la caída en popularidad de ambos ministros.
- 24 de septiembre: El remanente de la "tormenta post tropical" del Huracán Fiona toca tierra en Nueva Escocia, al este de Canadá.

- 25 de septiembre:
  - En Italia se celebraron las elecciones generales, en las cual el partido Hermanos de Italia, liderado por la ultraderechista Giorgia Meloni, serán mayoría en el Senado, potencialmente convirtiéndola en primera ministra. Es la primera vez, desde la caída de Mussolini, que gobierna un partido italiano ultranacionalista.
  - Se celebró un referéndum en Cuba para la legalización del matrimonio entre personas del mismo sexo y modificación del Código Familiar, en el cual un 66.87 % de los votantes se manifestó a favor de la legalización del matrimonio y adopción a parejas homosexuales.

- 26 de septiembre:
  - Un hombre armado asesina a 17 personas y hiere a otras 24 en una escuela, en Izhevsk, Rusia, antes de suicidarse.[221]
  - La NASA consigue desviar al asteroide Dimorphos, estrellando un satélite para desviar el rumbo hacia la Tierra. Es el primer ejemplo de defensa planetaria.

- 27 de septiembre:
  - Ocurre un escape de gas en los oleoductos del Nord Stream 1 y 2 en las aguas del Mar Báltico. Suecia declaró un sabotaje, al haber registrado explosiones, poniendo en vilo la distribución de gas en toda Europa, ya mermado por los cortes de gas. El ataque ocurrió un día después de la declaración de la Vía Báltica, una vía de gas alternativa que corre por Dinamarca, Noruega y Polonia.[222]

Regiones en línea roja, anexadas por Rusia.

- - Se celebró el referéndum en territorio ucraniano, con resultados mayores al 90 %, los territorios de Donetsk, Lugansk, Zaporiyia y Jersón se adherirían a Rusia. Bajo múltiples testimonios de un arreglo electoral, países alrededor del mundo declararon el referéndum como fraudulento, no reconociendo el resultado.
  - Se reporta en Uganda de un raro brote violento de Ébola, que tiene alrededor de 36 contagiados y 23 muertos en el país, por el que la Organización Mundial de la Salud comienza a considerarlo de gran preocupación mundial, ante una nueva inminente pandemia.[223]
  - España confirmó su primer caso humano del virus H5N1, en un trabajador agrícola de Guadalajara.

- 28 de septiembre: El Huracán Ian, toca tierra en Florida, Estados Unidos, después de dejar destrozos en Puerto Rico y Cuba, El huracán dejó en ambos países 2 muertos y graves daños materiales, y a la vez, dejando a Cuba y todo el estado de Florida sin suministro eléctrico.[224]

- 29 de septiembre: En Cuba luego del paso del Huracán Ian, estallan protestas en la capital y varios puntos del país por las largas jornadas sin energía eléctrica y exigiendo libertad.

- 30 de septiembre:
  - El presidente ruso Vladímir Putin anunció en una reunión televisada los resultados del referéndum, universalmente condenado por fraude electoral, con que se procede a la anexión de las regiones disputadas de Donetsk, Lugansk y los óblasts ucranianos de Zaporiyia y Jersón. El territorio perdido equivale una quinta parte de Ucrania, lo que causó alarma mundial ante la grave escalada militar, agravando especialmente el enfrentamiento con la OTAN y con los Estados Unidos,[225] sin antes provocar 30 muertos en un ataque premeditado sobre un convoy humanitario que estaba ingresando al óblast de Zaporiyia.[226]
  - La inteligencia de Israel ha detectado una "presencia irregular" de bombarderos estratégicos rusos TU-60 y TU-95 en territorio israelí.
  - En Burkina Faso se produce un segundo golpe de Estado en el año, derroca al presidente interino Paul-Henri Sandaogo Damiba y toma el poder el capitán Ibrahim Traoré.[227]

### Octubre
- 1 de octubre:
  - En Indonesia, durante un partido de fútbol de la primera liga de Indonesia entre el club del fútbol Arema FC con el Persebaya Surabaya se produce un enfrentamiento en el estadio Kanjuruhan entre hinchas y la policía local dejando un saldo de al menos 125 muertos y más de 200 heridos.[228]
  - En el estado mexicano de Tabasco, se produjo un desplome de un helicóptero de la Semar, de la que dejara como saldo 3 muertos y 2 heridos.[229]
  - En Barrancabermeja, Colombia se registró una explosión en un depósito de gas licuado dejando al menos 9 muertos y 26 heridos.[230]
  - En Chile, El país entra en fase de Apertura y el uso de mascarilla deja de ser obligatorio y solo se exigirá su uso en centros de salud públicos y privados.[231]

- 2 de octubre:
  - En Brasil se celebraron elecciones presidenciales, en medio de la elección más polarizada de la historia brasileña, donde el candidato izquierdista Lula da Silva se impuso por 48% sobre el actual presidente Jair Bolsonaro con 43 %, sin embargo, ambos candidatos se enfrentarán a segunda vuelta a finales del mes.
  - En Perú se celebraron elecciones regionales.
  - Fallece la activista estadounidense Sacheen Littlefeather, luego de padecer un severo cáncer de mama, a los 75 años de edad.[232]

- 3 de octubre:
  - Corea del Norte lanza un misil que sobrevoló el territorio insular de Japón, el gobierno japonés pidió a los habitantes de Hokkaidō y Aomori buscar refugio, causando enorme alarma en el mundo ya perjudicado por la invasión rusa a Ucrania. El misil luego caería en medio del Océano Pacífico.
  - En Ecuador, se produce nuevamente un motín carcelario en la ciudad de Latacunga, donde deja un saldo de 15 muertos y 20 heridos.[233]

- 4 de octubre:
  - Como respuesta al misil lanzado por Corea del Norte, los Estados Unidos y Corea del Sur lanzaron cuatro misiles hacia el Mar del Japón como muestra de unidad ante el hecho cometido por los militares norcoreanos en hacer sobrevolar un misil sobre Japón.[234]
  - En Estados Unidos, fallece la cantante y compositora de country, Loretta Lynn.[235]

- 5 de octubre:
  - El régimen norcoreano lanza nuevamente 2 misiles sobre el Mar del Japón, aumentando enormemente las tensiones en la región. Los Estados Unidos envía al portaaviones USS Ronald Reagan,[236][237] para custodiar la región, con esta acción, los Estados Unidos y Corea del Sur pueden realizar maniobras militares con fuego real ante las reiteradas amenazas del gobierno norcoreano.[238]
  - En el poblado de San Miguel Totolapan, Guerrero, México; se produce una masacre en donde el presidente municipal del municipio, junto con otras 18 personas, son asesinados. Se trata de una de las mayores masacres ocurridas en Guerrero por un grupo criminal en años recientes.[239]
  - Un fuerte terremoto de 5,8 sacude la ciudad de Sullana en la frontera entre Perú y Ecuador, dejando 2 heridos.[240]
  - China envía al Estrecho de Taiwán, una treintena de aviones y una flota de buques, por el cual ha puesto en alerta a Taiwán.[241]
  - En Cuernavaca, Morelos, México, es asesinada una diputada local, tras un ataque llevado a cabo por un grupo armado en una avenida de dicha ciudad.[242]
  - En una reunión en Viena, Austria se celebra una reunión de la OPEP, en que se aprobó un recorte de producción igual a 2 millones de barriles de petróleo.[243]
  - Un terremoto de 5,6 deja más de 1000 heridos en la provincia iraní de Azerbaiyán Occidental.

- 6 de octubre:
  - Un expolicía irrumpió en una guardería de la provincia de Nongbua Lamphu en Tailandia, y asesinó a 37 personas e hirió a otros 10. La gran mayoría de sus víctimas fueron menores de edad, además de su esposa e hijo, antes de suicidarse. Es el ataque más mortífero de la historia tailandesa.[244]
  - En Argentina, durante un partido de fútbol de la Superliga Argentina, entre el club del fútbol Gimnasia y Esgrima y el Boca Juniors, se produce un episodio de represión policial entre hinchas que no podían ingresar contra la policía, que respondió con gas lacrimógeno, en medio de los incidentes, fallece un hincha.[245]

- 7 de octubre:
  - El activista demócrata bielorruso Alés Bialiatski, el grupo de derechos humanos ruso Memorial y la organización de derechos humanos ucraniano Centro de Libertades Civiles son condecorados con el Premio Nobel de la Paz 2022.

- 8 de octubre:
  - El Puente de Crimea es golpeado por varias explosiones, resultando en el incendio y colapso parcial de una ruta, matando a 3 personas. El suceso es sometido a investigación, sin embargo, múltiples fuentes afirman el interés de Ucrania de volar el puente para debilitar el suministro militar ruso en Crimea.[246]
  - Más de 100 estudiantes fueron intoxicados con cocaína en una escuela en el Estado de Chiapas, México, por alimentos combinados con la droga.

- 9 de octubre: Se realiza la 45° edición de la Maratón de Chicago ganada por segundo año consecutivo por la keniana Ruth Chepngetich con un récord de 2 horas, 14 minutos y 18 segundos.

- 10 de octubre: Las fuerzas armadas rusas lanzan un ataque con misiles contra numerosas ciudades ucranianas, entre ellos Kiev, Járkov, Dnipró y Lviv, contra sus zonas civiles, dejando al menos 19 muertos e hiriendo a otros cientos. Rusia afirmó que el ataque es en represalia al ataque del puente dos días antes.

- 11 de octubre:
  - El Huracán Julia ocasiona destrozos en casi toda el área de Centroamérica, dejando más de 57 fallecidos.
  - Fallece la actriz Angela Lansbury a los 96 años de causas naturales, a cinco días de cumplir 97 años.

- 12 de octubre: La Asamblea General de la ONU rechaza por mayoría el referéndum realizado por Rusia en las regiones ucranianas ocupadas por tropas rusas, con 143 votos a favor, 35 abstenciones (entre otros, China, India, Cuba y Sudáfrica) y 5 votos en contra (Rusia, Bielorrusia, Corea del Norte, Nicaragua y Siria).[247]

- 13 de octubre: El jurado de Estados Unidos recomienda la sentencia de cadena perpetua sin posibilidad de libertad condicional para Nikolas Cruz, el perpetrador del Tiroteo en la escuela secundaria Stoneman Douglas de Parkland del año 2018.

- 14 de octubre:La banda de rock psicodélico Jefferson Airplane es honrada con una estrella en el paseo de la fama de Hollywood.

- 15 de octubre: 
  - Una banda de delincuentes con armas de guerra asaltan tiendas de telefonía del Mall Piedra Roja en la comuna de Chicureo, en Chile robando más de 130 millones de pesos, en el marco del aumento de la delincuencia a nivel nacional desde el Estallido social del año 2019.

- 17 de octubre: La banda de k-pop BTS anuncia que los siete miembros servirán en el ejército de Corea del Sur durante el mínimo requerido de 18 meses.

- 18 de octubre: En Chile, disturbios y actos vandálicos tienen lugar en Santiago de Chile, Antofagasta y Valparaíso en el marco del 3° aniversario del Estallido social.

- 19 de octubre: En el estado de Massachusetts, Estados Unidos, El podokesaurus holyokensis, que significa "lagarto de patas rápidas de Holyoke" es nombrado como el dinosaurio oficial del estado, al ser descubierto este dinosaurio en dicho lugar en 1910.

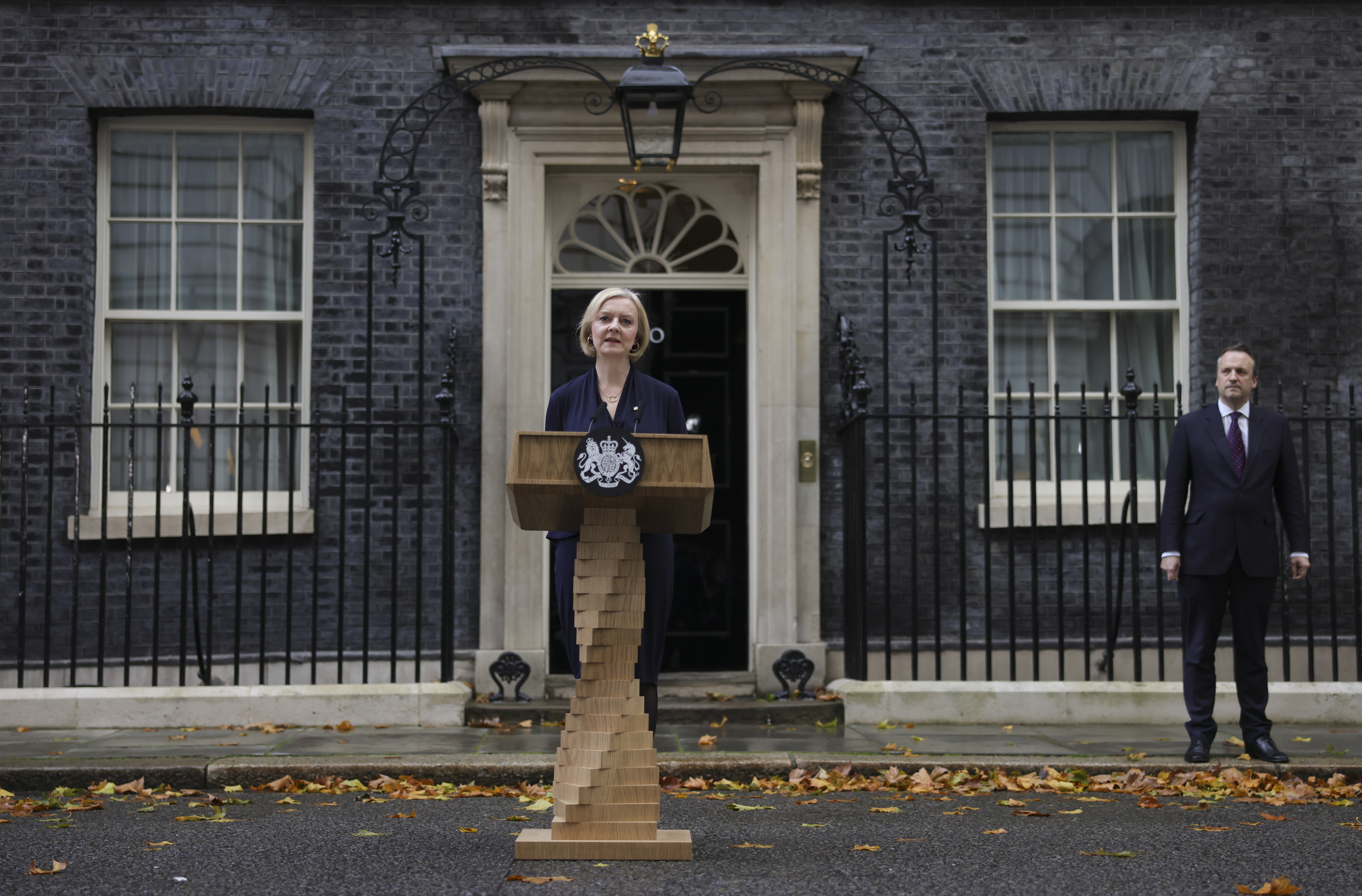
La primera ministra británica anuncia su renuncia.

- 20 de octubre: En Reino Unido, Liz Truss renuncia al cargo de primera ministra, luego de 45 días al frente del gobierno, el más corto en la historia del país.[248]
- 21 de octubre: La cantautora estadounidense Taylor Swift lanza su décimo álbum Midnights.

- 22 de octubre:
  - Fallece el empresario austríaco Dietrich Mateschitz.
  - En Santa Cruz de la Sierra, Bolivia inicia un paro indefinido, convocado por el Comité Interinstitucional Censal en rechazo al Decreto 4760, que retrasa el censo y redistribución de recursos en 2024 impuesto por el gobierno, generando disturbios que dejan 1 muerto.[249]

- 23 de octubre: El primer ministro chino Xi Jinping obtiene un tercer mandato récord como secretario general del Partido Comunista Chino, al presentar un nuevo Comité Permanente del Politburó de siete miembros, en el congreso nacional de China en Beijing.

- 24 de octubre: En Reino Unido, Rishi Sunak se convierte en primer ministro, tras la renuncia de Liz Truss.[250]

- 25 de octubre: El presidente chileno Gabriel Boric anuncia una serie de reformas del sistema de las pensiones, incluyendo el fin de las AFP.

- 26 de octubre: México se convierte en el 34.º país a nivel internacional en aprobar en todo su territorio el matrimonio igualitario, tras más de 12 años de intermitentes sesiones entre sus Estados para legislarse y aprobarse, la primera entidad federativa fue la Ciudad de México en 2010, siendo Tamaulipas el último estado en aprobarlo.[251]

- 27 de octubre: El empresario Elon Musk concreta la compra de Twitter, Inc. por 44 billones de dólares, en donde despide a Parag Agrawal, CEO de la empresa.

- 28 de octubre: Un neofascista irrumpe en la residencia de la congresista Nancy Pelosi, exigiendo su presencia, en donde se encuentra con su esposo, el empresario Paul Pelosi. Al descubrir que no se encontraba Nancy, el atacante ataca a Paul con un martillo, dejándolo gravemente herido.

- 29 de octubre: En Seúl, Corea del Sur ocurre una estampida en un callejón de un barrio popular dónde se celebraba una fiesta de Halloween. El saldo parcial es de 156 personas muertas y más de 173 heridos.[252]

- 30 de octubre:
  - Se celebran la segunda vuelta de las elecciones presidenciales de Brasil. Luiz Inácio Lula da Silva derrota al actual mandatario Jair Bolsonaro en una segunda vuelta electoral después de que ninguno de los candidatos obtuviera la mayoría en la primera ronda de votación. Lula da Silva es el primer presidente elegido tres veces, y también el de mayor edad, con 77 años.[253]
  - En la ciudad de Morvi, en la India, ocurre un colapso de un puente que se salda con la muerte de más de 141 personas.[254]
  - En México se elimina definitivamente el horario de verano.[255]
- 31 de octubre:
  - La cantante estadounidense Taylor Swift se convierte en la primera artista en la historia en reclamar los 10 primeros lugares en la lista Billboard Hot 100 de Estados Unidos gracias a su álbum Midnights.

### Noviembre
- 1 de noviembre:
  - En Israel se celebran las elecciones parlamentarias. El partido de Benjamín Netanyahu es electo por mayoría de votos.
  - El presidente derrotado Jair Bolsonaro autoriza el traspaso de poder al electo Lula da Silva, sin embargo, no concede la derrota. Luego de las elecciones, seguidores bolsonaristas realizan múltiples cortes de rutas en protesta, algunos incluso exigiendo una toma de poder por parte de las fuerzas armadas.
  - Ocurren atentados en las ciudades de Guayaquil y Esmeraldas mediante coches bomba en varios puntos de sus ciudades entre 3 días, matando a 5 agentes y un civil. El hecho se vincula al traslado de más de 500 reos de varios pabellones, en el que la mayoría son parte de la banda Los Choneros.[256][257]

- 2 de noviembre:
  - Corea del Norte lanza 23 misiles balísticos hacia el Mar del Japón, en donde uno cruza la frontera marítima de Corea del Sur, activando alarmas antiaéreas.
  - El presidente ecuatoriano Guillermo Lasso declara estado de emergencia en Esmeraldas y Guayas luego de los atentados.[258]
  - Etiopía y Tigray firman un acuerdo de paz permanente para cesar las hostilidades de la Guerra de Tigray, una de las guerras más sangrientas del continente.

- 3 de noviembre:
  - El futbolista español Gerard Piqué anuncia su retirada como profesional tras 18 años de trayectoria, destacando su etapa en el F. C. Barcelona. Jugó su último partido como blaugrana ante la U. D. Almería en el Camp Nou dos días después.[259]
  - El expresidente pakistaní Imran Khan sufre un intento de asesinato durante una visita en Punjab, en donde recibe un disparo en su pierna.

- 4 de noviembre:
  - En Chile, se realiza la Teletón 2022, la primera sin la presencia de Don Francisco y con la recaudación de $ 37.327.475.057.

- 5 de noviembre:
  - La Guardia Civil realiza un allanamiento en una serie de granjas en Asturias, Valencia, Ciudad Real y Toledo, que revela el mayor cargamento de marihuana en la historia, un equivalente de aproximadamente 1.1 millones de plantas, pesando un total de 32 toneladas.
  - La cantante Taylor Swift se convierte en la primera artista en ocupar el top 10 entero de Billboard Hot 100.

- 6 de noviembre: 
  - Debido al mal tiempo, un avión se estrella en el Lago Victoria matando a 19 de sus 42 pasajeros a bordo.

- 7 de noviembre: 
  - En la Cámara de Diputadas y Diputados de Chile se realiza una votación para elegir a su próximo presidente, luego de la renuncia de Raúl Soto el pasado 6 de septiembre, resultando electo el Liberal, Vlado Mirosevic partidario del presidente Gabriel Boric y ex activista y vocero de la opción Apruebo.

- 8 de noviembre:
  - En Estados Unidos se celebran las elecciones de medio mandato al Senado y a la Cámara de Representantes. El Partido Republicano obtiene 48 asientos en el Senado, así como 208 en la Cámara de Representantes y 24 estados ganados en las elecciones de gobernadores.
  - El anterior presidente de la FIFA, Joseph Blatter, afirma que elegir a Catar como el anfitrión de la próxima Copa Mundial fue un "error", aludiendo al pequeño territorio del país y a los vulnerados derechos humanos. Blatter era el presidente de la FIFA en el momento que Catar controversialmente obtuvo la localía.

- 9 de noviembre:
  - Los arqueólogos anuncian el descubrimiento de la oración descifrable más antigua en un peine de marfil "Que este colmillo elimine los piojos del cabello y la barba" en escritura cananea de 1700 a. C. del sitio arqueológico de Tel Lachish (Laquis), Israel.
  - Un terremoto de 5,7 sacude Nepal dejando un saldo de 6 muertos y 13 heridos.

- 10 de noviembre: 
  - El Huracán Nicole atraviesa el estado estadounidense de Florida, con vientos de 120/h, matando a 2 personas en su avance hacia el norte.

- 11 de noviembre:
  - En Estados Unidos es estrenada la película Black Panther: Wakanda Forever, la secuela de Black Panther de 2018, y sin contar con la presencia del actor Chadwick Boseman, debido a su fallecimiento en 2020.
  - En Bielorrusia el canal de televisión por cable estadounidense para niños Nickelodeon fue anunciado pronto de convierte Kizmom

- 12 de noviembre:
  - En el marco de las elecciones de medio mandato en Estados Unidos tiene lugar la victoria de Catherine Cortez Masto en el estado de Nevada, con lo que los demócratas retienen el control del Senado con una ventaja 50-49 frente a la debilitada Ola Roja de los Republicanos, a causa del voto de las mujeres y los latinos en contra de las políticas conservadoras y el factor Donald Trump.

- 13 de noviembre:
  - Es implosionado el mítico Hotel Deauville de Miami Beach, construido en 1957 y donde se hospedaron personalidades como John F. Kennedy, Frank Sinatra y The Beatles, cerrado a causa de un incendio eléctrico en 2017.
  - La Corte Revolucionaria Iraní promulga la primera sentencia de muerte en conexión con las protestas de Irán. El acusado fue condenado por vandalismo.
  - En aproximadamente 60 ciudades en México, cientos de miles de personas salen a las calles para exigir al presidente López Obrador que desista de reformar al Instituto Nacional Electoral (INE), ya que pondría en riesgo la democracia en el país.[260] Poco después el presidente denigró y descalificó la marcha: fue un stripptease político.[261] Tachó también a los manifestantes de racistas, clasistas, antidemocráticos y vendidos.[262]
- 14 de noviembre:
  - El presidente de Estados Unidos, Joe Biden y el líder chino Xi Jinping se reunieron en persona por primera vez como líderes nacionales en una reunión del G20 en Bali, Indonesia.Reunión de emergencia de la G7 y la OTAN luego del incidente de misiles en territorio polaco.

- 15 de noviembre:

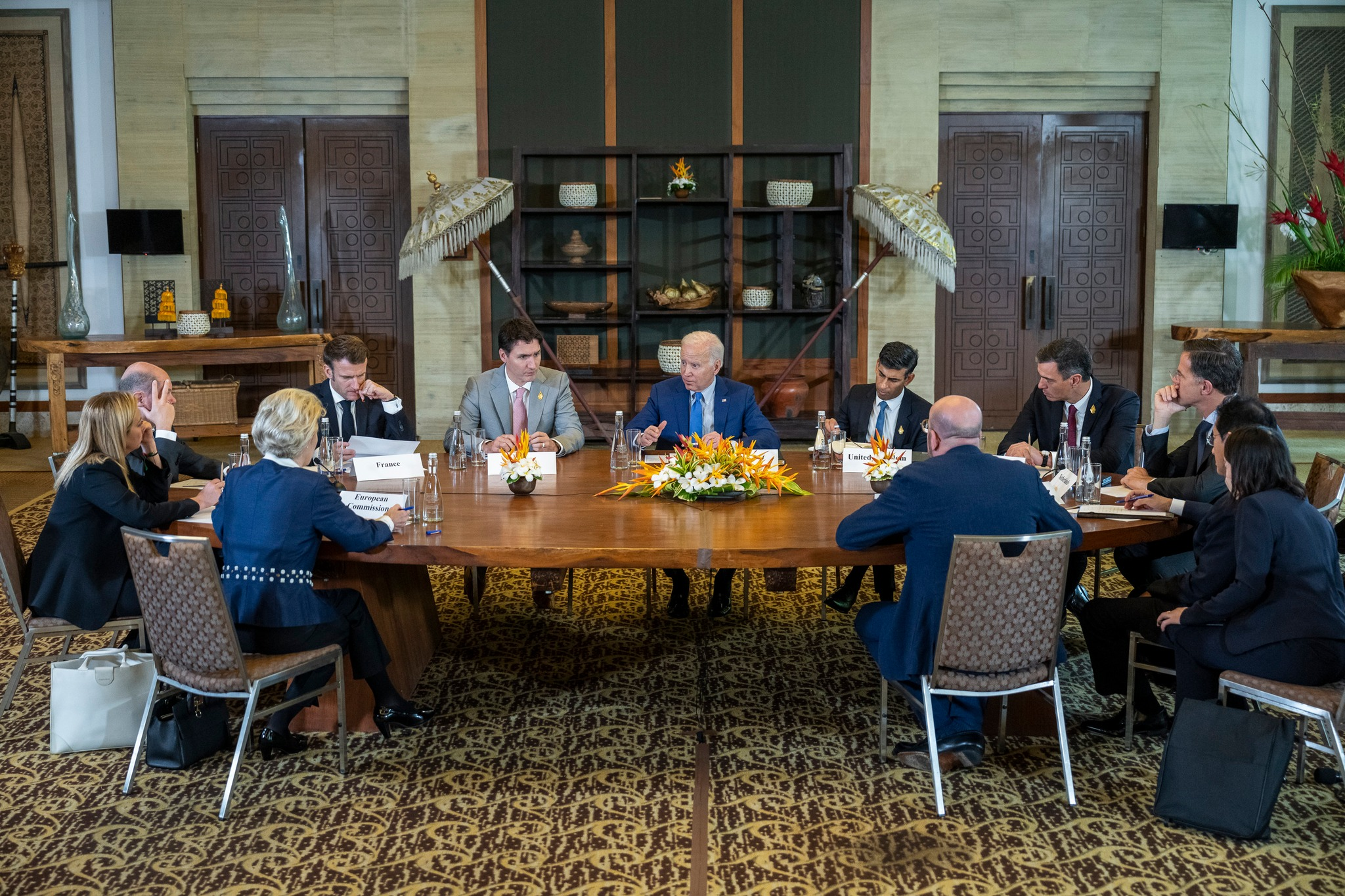
Reunión de emergencia de la G7 y la OTAN luego del incidente de misiles en territorio polaco.

  - Inicia la edición XVII de la Cumbre del G-20 en Bali, Indonesia.[263]
  - La humanidad alcanza las 8,000,000,000 de personas, según la ONU.[264][265]
  - Dos misiles caen dentro de territorio polaco en el marco de la guerra ruso-ucraniana, matando a dos civiles, causando gran consternación mundial por el hecho de que podría escalar el conflicto globalmente, sin embargo, se sospecha que fue un accidente mal guiado.
  - El expresidente de Estados Unidos, Donald Trump anuncia que se postulará para presidente a la reelección para las elecciones presidenciales de 2024, a pesar de que muchos de los candidatos que promovió no lograron ganar las elecciones de medio mandato.[266]

- 16 de noviembre:
  - Desde el estado de Florida es lanzada, la misión Artemis 1 de la NASA que transporta la nave espacial no tripulada Orion en una misión de prueba alrededor de la Luna, para ver la posibilidad de un posible regreso del hombre a la Luna para el año 2024.[267]

- 17 de noviembre:
  - En Aguascalientes, México, se desploma un helicóptero de la seguridad pública de dicho estado, mientras realizaba un operativo de rutina. Mueren 5 personas, entre ellos, el secretario de seguridad pública de tal estado.[268]
  - La presidenta de la Cámara de Representantes de los Estados Unidos, la demócrata Nancy Pelosi, anuncia la renuncia de su cargo.[269]

- 18 de noviembre:
  - Un avión de Latam choca con un camión de bomberos mientras despegaba en la pista del aeropuerto Jorge Chávez en Lima. El accidente dejó 2 bomberos fallecidos y la suspensión de todos los vuelos hasta el 20 de noviembre.[270]
  - Catar prohíbe el alcohol en los estadios de la próxima Copa Mundial, nuevamente a pesar de haber asegurado que sería posible, dos días antes del comienzo.
- 19 de noviembre:
  - Se realizan elecciones federales en Malasia donde la coalición de centroizquierda Pakatan Harapan obtiene mayoría en el Dewan Rakyat con 82 escaños y el 37.46% de los votos.
  - Un hombre realiza un tiroteo en un club nocturno LGBT en Colorado Springs, en el estado de Colorado, al oeste de Estados Unidos, matando a 5 personas e hiriendo a otras 19.

- 20 de noviembre:

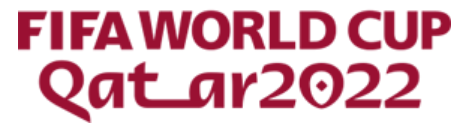
Copa Mundial de la FIFA 2022.

  - Inicia la edición XXII de la Copa Mundial de Fútbol 2022 en Catar, que terminó el 18 de diciembre.[271]

- 21 de noviembre:
  - Un terremoto de 5,6 sacude la provincia de Java Occidental en Indonesia, dejando un saldo de 640 muertos y más de 7.700 heridos, además de daños graves y derrumbes de estructuras. Las zonas más afectada son las ciudades de Cianjur, Bogor, Bandugn y la capital del país Yakarta, siendo Cianjur, la que concentra la mayoría de daños y víctimas.[272]
  - China informa nuevos brotes de COVID-19, con 28.127 casos nuevos, la mitad en Guangzhou y el municipio de Chongqing y anunciando el cierre de lugares públicos en las ciudades de  Beijing y Shanghái.
  - La selección de fútbol de Irán protesta contra el régimen iraní, negándose a cantar el himno nacional, en medio de las masivas protestas contra el gobierno.

- 22 de noviembre:
  - Un gerente realiza un tiroteo en un almacén de un supermercado Walmart en la ciudad de Chesapeake, al este del estado de Virginia, en Estados Unidos.

- 23 de noviembre:
  - Arabia Saudita decreta feriado nacional como celebración por su victoria futbolística frente a Argentina por la mínima, por su selección el día anterior.
  - En medio de un paro de camioneros al norte del país, el presidente de Chile, Gabriel Boric realiza una gira a México en donde invita al presidente Andrés Manuel López Obrador a la conmemoración del 50° aniversario del Golpe de Estado de 1973.
  - Un terremoto de 6,1 sacude la provincia turca de Düzce dejando un saldo de 2 muertos y 93 heridos.

- 24 de noviembre:
  - En Chile, el gobierno de Gabriel Boric promulga la Ley de Seguridad del Estado debido al bloqueo y corte de rutas y carreteras por los camioneros en el Norte, así como el anuncio de 27 querellas.

- 25 de noviembre:
  - En el marco del Día Internacional de la Eliminación de la Violencia contra la Mujer, el colectivo feminista, Ni una Menos, y otras 80 organizaciones sociales, realizan una manifestación en la Plaza Lavalle, frente al Palacio de Justicia de la Nación en la ciudad de Buenos Aires, Argentina exigiendo el fin de la Justicia Patriarcal y Racista así como Reformas con perspectiva de género, "la democratización del Poder Judicial" y demandas por mayor trabajo, libertad a mujeres mapuches encarceladas y la aprobación de una ley integral Trans, entre otras demandas.[273]
  - Estados Unidos anunció la prohibición de la importación y venta de equipos y servicios de telecomunicaciones de media docena de empresas de China, entre ellas Huawei y ZTE.[274]
  - Durante el Mundial de Catar 2022, la Selección de fútbol de Catar cae ante su similar de Senegal por un marcador de 1-3, significando la eliminación del conjunto asiático de su propia justa mundialista, algo que sólo había ocurrido con Sudáfrica en 2010.[275]
- 26 de noviembre:
  - Un grupo de 2500 personas posan desnudas en una foto tomada por el fotógrafo estadounidense de origen judío, Spencer Tunick en Bondi Beach, en Sídney, Australia como forma de concientizar acerca del cáncer de piel.

- 27 de noviembre:
  - Miles de personas salieron a manifestarse a favor del gobierno del presidente Andrés Manuel López Obrador en la Ciudad de México.
  - Multitudinarias e históricas protestas tienen lugar en China a raíz de un incendio que mató a 10 personas en un bloque de apartamentos en Urumqi, capital de la región autónoma uigur de Sinkiang, junto al confinamiento de Beijing y Shanghái exigiendo además la renuncia de Xi Jinping.[276]
  - En Hawái el volcán Mauna Loa entra en erupción tras casi 40 años de inactividad.
- 28 de noviembre:
  - El jefe del Mundial de Fútbol de Catar, Hassan Al-Thawadi, admite que entre 400 y 5 mil trabajadores migrantes murieron durante la construcción de las sedes de la Copa Mundial.[277]
  - Una violenta jornada de protesta tiene lugar en Irán en el marco de las protestas por la muerte de Mahsa Amini iniciadas el 14 de septiembre tras la muerte de Mahsa Amini, una mujer iraní de origen kurdo que fue asesinada por la policía por no llevar su hiyab puesto correctamente, la violenta jornada dejó un saldo de 510 muertos, 1160 heridos y 18.173 arrestados.

- 29 de noviembre:
  - Singapur revoca una ley que penalizaba la homosexualidad masculina, a la vez en paralelo blinda el matrimonio como una unión exclusivamente heterosexual.[278]
  - Malaui comienza una campaña histórica contra la malaria al vacunar a niños menores de cinco años.
  - Tres polizones son rescatados por la Guardia Costera española después de 11 días en el mar balanceándose sobre el timón de un barco desde Nigeria hasta las Islas Canarias.
- 30 de noviembre:
  - Fallece el político e ingeniero chino Jiang Zemin, que gobernó China desde 1989 hasta 2002.
  - Las autoridades chinas suavizan algunas restricciones del COVID-19 en varias de sus ciudades, como en el caso de Guangzhou después de 4 días de  protestas.
  - Los demócratas de la Cámara de Representantes de Estados Unidos, eligen a Hakeem Jeffries como el primer líder afroamericano de la minoría de la cámara, en reemplazo de Nancy Pelosi.
  - En Chile, el presidente Gabriel Boric erige una estatua dedicada al expresidente Patricio Aylwin quien gobernó el país entre 1990 y 1994, siendo esta su primer monumento de honor a casi 30 años de haber terminado su mandato.

### Diciembre
- 1 de diciembre: El presidente de Francia, Emmanuel Macron realiza una visita de estado a Estados Unidos siendo recibido por el presidente Joe Biden en la Casa Blanca.
- 2 de diciembre: Tras 13 días de actividad, finaliza la fase de grupos de Catar 2022. Se convierte en el primer mundial, desde Estados Unidos 1994, en el que ningún equipo logró ganar todos sus partidos. Se destacan las eliminaciones de Alemania, Bélgica, Uruguay y México en la primera ronda.[279]
- 3 de diciembre: En Londres, Reino Unido se realiza la final de la 2° edición de la Liga de Campeones de Ciclismo en Pista iniciada el 12 de noviembre en Mallorca, España.
- 4 de diciembre:
  - Un deslave se produjo en la mañana del domingo en el departamento de Risaralda, Colombia, dejando como resultado 34 personas fallecidas.[280]
  - Fallece el afamado entrenador de tenis, el estadounidense Nick Bollettieri, conocido por haber entrenado a las hermanas Williams y a María Sharápova.[281]
  - Fallece el ex-piloto francés Patrick Tambay.[282]
- 5 de diciembre:
  - 68 km al este de San Francisco (estado de California), un equipo de la inmensa Instalación Nacional de Ignición (del tamaño de un estadio de fútbol) ubicada en el Laboratorio Nacional Lawrence Livermore, realizaron el primer experimento de fusión nuclear controlada de la historia. En 4 nanosegundos, 192 potentes láseres suministraron 512,5 millones de MW (megavatios) de energía a una cápsula de 2 mm de diámetro que contenía deuterio y tritio (isótopos pesados del hidrógeno), generando 3.3 millones de °C. La reacción de fusión produjo aproximadamente 787,5 millones de MW de energía, un 54 % más energía que el láser de entrada, y unas 1500 veces el consumo de energía eléctrica de todo Estados Unidos en ese mismo lapso de tiempo.
  - Fallece de cáncer de colon la actriz estadounidense Kirstie Alley.
  - En Bogotá (Colombia) se realiza la edición 87.º del Campeonato Mundial de Halterofilia, que originalmente se iba a celebrar en la ciudad china de Chongqing pero se trasladó debido a los rebrotes por covid‑19.
- 6 de diciembre: 
  - La vicepresidenta y expresidenta argentina Cristina Fernández de Kirchner es sentenciada a 6 años de prisión por cargos de corrupción, además de un incapacidad de ejercer cargos públicos.[283]
  - En Estados Unidos se realizara la segunda vuelta de las elecciones al Senado en el estado de Georgia entre el Demócrata Raphael Warnock y el Republicano Herschel Walker, ganando el titular, con ello el Senado de los Estados Unidos, se mantiene bajo control demócrata.[284]

- 7 de diciembre:

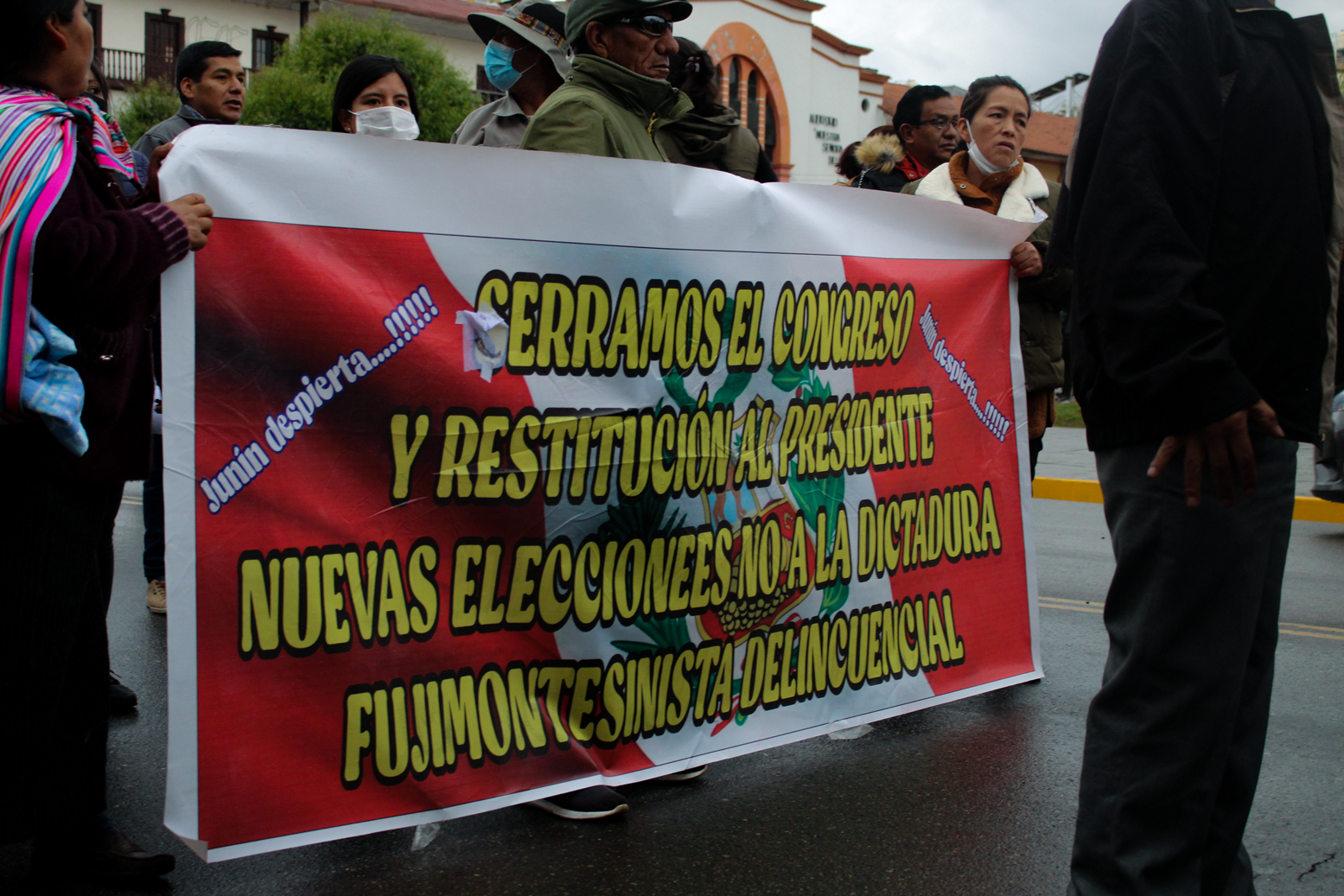
Protesta en Huancayo, luego del intento de autogolpe de Estado en Perú.

  - En Perú en medio de un proceso de destitución, el presidente Pedro Castillo disuelve el Congreso y declara estado de emergencia y toque de queda, 4 ministros renunciaron al oponerse a estas medidas y tanto la oposición como sectores del oficialismo acusaron a Castillo de un intento de autogolpe de Estado, a 30 años del Fujimorazo, posteriormente 101 congresistas votaron a favor de su destitución, siendo posteriormente detenido junto a su familia al intentar escapar a la embajada de México, y siendo su vicepresidenta Dina Boluarte nombrada como nueva y primera presidenta del país.
  - 25 conspiradores de un sospechado grupo terrorista son arrestados, entre ellos el monarquista Enrique Reuss, por presuntamente planear un golpe de Estado en Alemania. El grupo denominado Unión Patriótica busca presuntamente derrocar el gobierno federal alemán para restablecer el Imperio alemán.
  - En Guatemala, el expresidente Otto Pérez Molina y la exvicepresidenta Roxana Baldetti fueron condenados a 16 años de prisión por el Caso de La Línea.
- 8 de diciembre: 
  - En Ecuador, el Ministerio de Salud de Ecuador sacrifica más de 180 000 pollos para frenar el fuerte avance del brote de la gripe aviar.[285]
  - La Unión Europea acepta a Croacia dentro del espacio Schengen, a ser efectivo el 1 de enero de 2023. Austria denegó el acceso a Bulgaria y Rumania, debido a temores de un aumento de la inmigración ilegal.
- 9 de diciembre: 
  - En Catar, fallece de un aparente infarto, el periodista estadounidense Grant Wahl, luego del encuentro de Argentina y Países Bajos.[286]
  - La primera ministra serbia Ana Brnabić advirtió que Serbia está cerca de desplegar su ejército, luego de afirmar que los serbios al norte de Kosovo están "amenazados" y que la OTAN estaba "fallando en protegerlos".
- 10 de diciembre: 
  - Decenas de miles de personas protestan en la capital Daca, Bangladés contra el gobierno, exigiendo la renuncia de la primera ministra Sheikh Hasina y nuevas elecciones en medio de la crisis por el alto costo de la vida.
  - Marruecos sorpresivamente derrota 1-0 a Portugal con gol de Youssef En-Nesyri, convirtiéndolos en la primera selección africana y la primera árabe en acceder a las semifinales de la Copa Mundial.
- 11 de diciembre: Se realizó el Festival de la Canción de Eurovisión Júnior en Ereván, Armenia, ganado por el francés Lissandro Formica y su canción Oh, Maman!.
- 12 de diciembre:
  - En Chile, luego de 3 meses de discusión se logra un acuerdo entre los partidos políticos para continuar el proceso constituyente; para ello se creará un nuevo órgano mixto llamado Consejo Constitucional que será integrado por 50 miembros electos mediante votación popular, los cuales estarán acompañados de un grupo de 24 expertos (12 de la Cámara de Diputados y 12 del Senado) designados por el Congreso Nacional para un total de 74 redactores.
  - Se conmemoraron 491 años del Día de la Virgen de Guadalupe en Latinoamérica.
- 13 de diciembre:
  - En la Ciudad de México, fallece a los 63 años de edad, el gobernador de Puebla Miguel Barbosa Huerta, luego de sufrir complicaciones en su estado de salud. El fallecido gobernador estaba en el cargo desde agosto de 2019, tras unas elecciones extraordinarias por el fallecimiento de la gobernadora de dicho estado Martha Érika Alonso en un accidente aéreo ocurrido en diciembre de 2018. Su cargo estaba planeado para finalizar en diciembre de 2024.[287]
  - Un grupo de ciudadanos azeríes bloquean el Corredor de Lachín y el acceso de gas a Artsaj, en el marco de renovadas tensiones entre Armenia y Azerbaiyán.
- 14 de diciembre: Perú declara estado de emergencia nacional por 30 días, luego de una semana de protestas políticas tras la destitución y arresto del expresidente Pedro Castillo, las cuales han dejado 15 muertos y 56 heridos.
- 15 de diciembre:
  - Decenas de miles de enfermeras se declaran en huelga en Inglaterra, Gales e Irlanda del Norte en la huelga más grande en la historia del Servicio Nacional de Salud.
  - Twitter suspende las cuentas de numerosos periodistas que reportaron opiniones negativas contra Elon Musk y la nueva administración de Twitter, en una acción calificada como personalista.
  - En la Ciudad de México, el periodista mexicano Ciro Gómez Leyva sufre un intento de asesinato al llegar a su casa, luego de salir de Imagen Televisión tras grabar su noticiero estelar, sin que se registrará víctimas mortales por este hecho. Este ataque se da en un contexto en el que México es considerado como unos de los países "no bélicos" más peligroso para ejercer el periodismo a nivel mundial.[288]
- 16 de diciembre:
  - En Chile, ocurre una ola de incendios forestales en varios puntos de la Región de Valparaíso y la Región Metropolitana, lo que llevó a decretar estado de emergencia después de que las nubes de incendio cubrieran varias comunas de Santiago, en los incendios se reportó el fallecimiento de un bombero y el arresto de una persona por provocar incendios forestales similares en la Región del Biobío.[289]
  - El acuario AquaDom en Berlín, Alemania, hogar de 1500 peces tropicales, explota, inundando calles locales. La mayoría de peces mueren en el incidente, que dejó dos heridos.
- 17 de diciembre: 
  - En el Estadio Internacional Khalifa, de Doha, Catar, se disputa el partido por el tercer lugar de la Copa Mundial de Fútbol de Catar 2022 donde la selección croata derrota a la selección marroquí por un marcador de 2-1 quedando así en el tercer puesto del torneo.
  - En México se cumplen 25 del Teletón se recaudó 410 millones de pesos.
- 18 de diciembre:

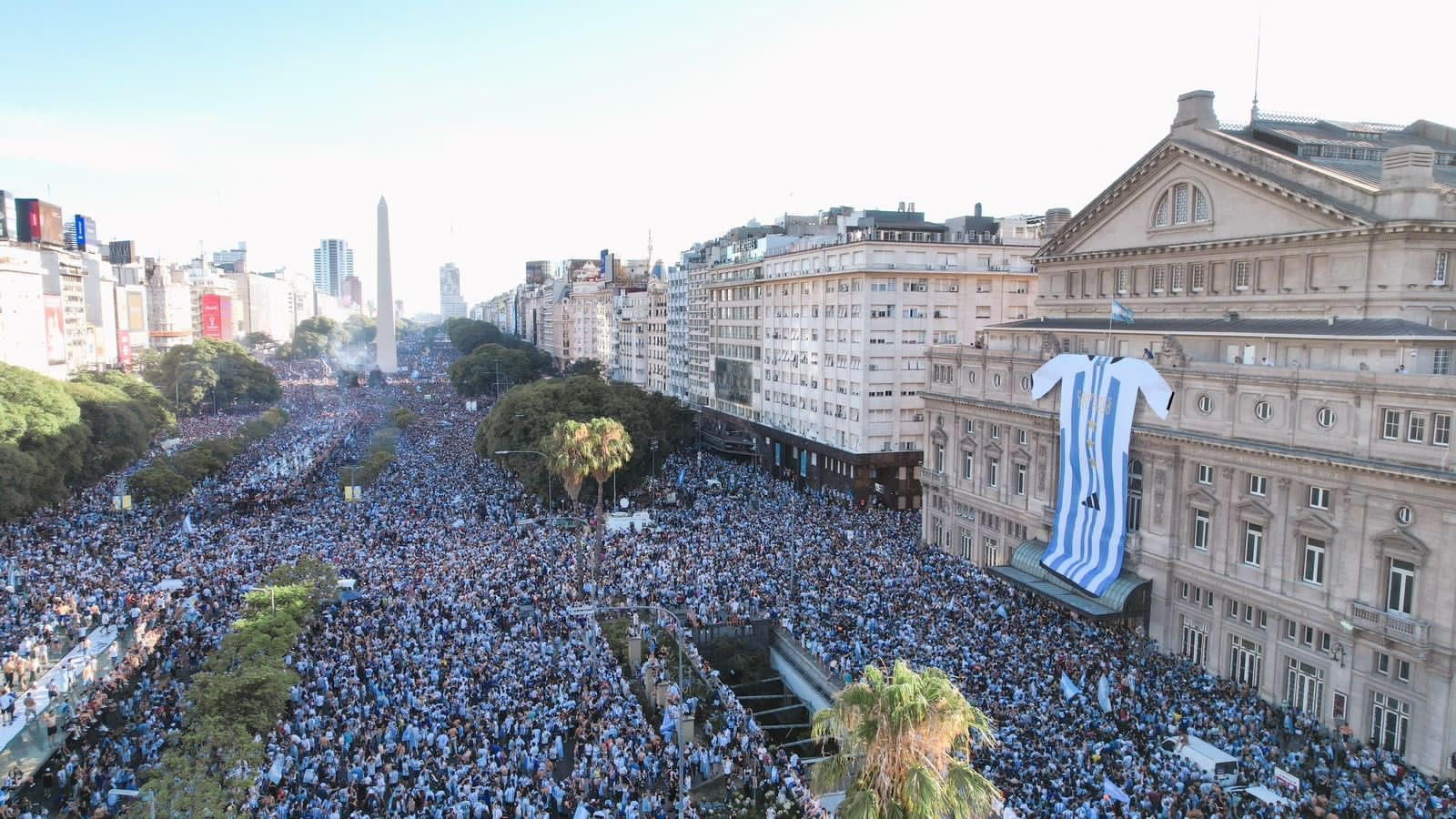
Festividades en el Obelisco luego de la coronación argentina en el Mundial de Catar.

- - Argentina se convierte por tercera vez en su historia en campeón de la Copa Mundial de Fútbol tras vencer 4-2 en tanda de penales a Francia y romper así una sequía de 36 años sin ganar el certamen, tras la última conseguida en México 1986. Es el primer país sudamericano en ganarlo desde 2002. Se reportan celebraciones totales en todas las ciudades del país, además en países extranjeros como la India, Bangladés, Egipto, Perú, Estados Unidos, entre otros.[290] Al día siguiente, el gobierno argentino decreta feriado nacional como celebración.
- 19 de diciembre: El comité del 6 de enero de la Cámara de Representantes de Estados Unidos vota para remitir los cargos penales al Departamento de Justicia contra el expresidente Donald Trump acusado del delito de insurrección y de incitar al asalto al Capitolio.
- 20 de diciembre:
  - Ocurren multitudinarias celebraciones en la capital argentina de Buenos Aires luego de que el plantel argentino arribara a Ezeiza luego de haber ganado la Copa del Mundo de Catar. Alrededor de cinco millones de personas se congregan para celebrar, la mayor manifestación de la historia argentina, sin embargo, las dificultades de logística y la masividad de personas, ocasionó que los jugadores fueran llevados por helicóptero, desde donde celebraron con la población.
  - Es condenada a dos años de libertad condicional por su complicidad de la muerte de más de 10.000 personas la exsecretaria nazi Irmgard Furchner.
  - Un terremoto de 6,4 sacude la ciudad de Ferndale (California) dejando un saldo de 2 muertos y 17 heridos.
- 21 de diciembre:
  - Encuentro en la Casa Blanca del presidente de los Estados Unidos Joe Biden y del presidente de Ucrania Volodímir Zelenski.
  - Ocurre en América del Norte una fuerte tormenta invernal, golpeando fuertemente todo el sector norte del subcontinente norteamericano, provocando más de 65 muertos, cientos de animales muertes por el frío y por consecuencia, miles de vuelos y transportes colapsados y cadena de suministros amenazados.
- 22 de diciembre: Un incendio azota a la ciudad de Viña del Mar en Chile, destruyendo cientos de viviendas y provocando 2 muertos y más de mil damnificados.

- 23 de diciembre: 

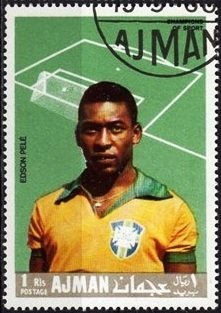
Pelé fue considerado como uno de los más grandes futbolistas de la historia del fútbol mundial por su trayectoria, goles anotados y por las copas ganadas a lo largo de su carrera.

  - Un hombre realiza un tiroteo racialmente motivado en el X Distrito de París, Francia hacia tres sitios de concentración de kurdos, matando a 3 personas e hiriendo 4 más, en el marco de un aumento de violencia extremista racial en el territorio francés.
  - Fallece el ex-piloto francés Philippe Streiff.
- 24 de diciembre: El Parlamento de Fiyi elige a Sitiveni Rabuka como primer ministro de Fiyi, derrotando al actual primer ministro Frank Bainimarama tras unas polémicas elecciones.
- 28 de diciembre: Varios países del mundo, liderados por los Estados Unidos vuelven a poner restricciones de vuelos provenientes de China y Japón, tras un fuerte brote de COVID-19, por terror a que un nuevo virus, que provoca cientos de muertes al día en China, termine generando un escenario igual al de 2020.[291]
- 29 de diciembre: Fallece el exjugador de fútbol brasileño y mejor jugador del mundo Pelé a los 82 años de edad en la ciudad de São Paulo, Brasil, a causa de un cáncer colorrectal por el cual permanecía internado en un hospital desde el pasado mes. Pelé es el único jugador de la historia del fútbol que se consagró en 3 copas del mundo distintas; Suecia 1958, Chile 1962 y México 1970.[292]

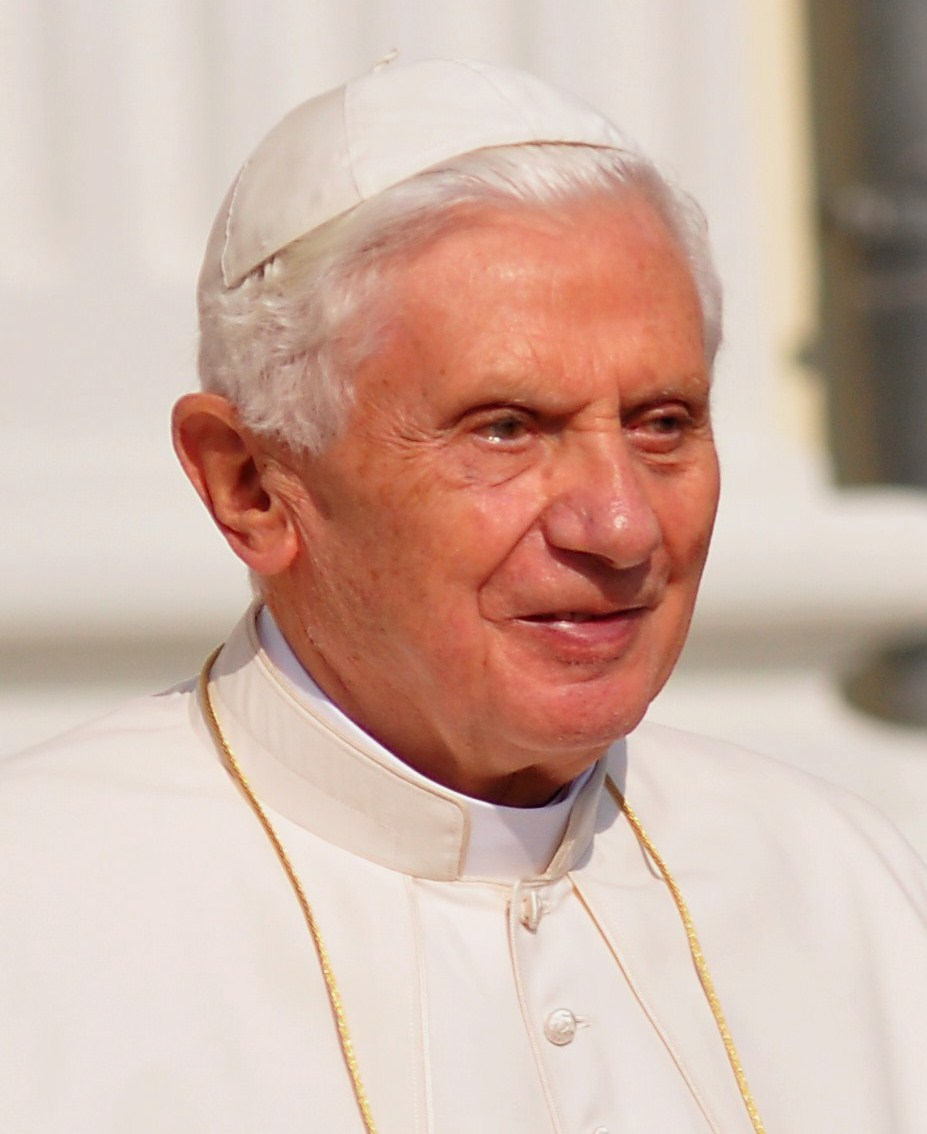
El papa Benedicto XVI gobernó 8 años y fue el primer papa en seis siglos en renunciar al puesto.

- 30 de diciembre: Fallece la presentadora y periodista estadounidense de la NBC y ABC, Barbara Walters.[293]
- 31 de diciembre:
  - Fallece el papa emérito Benedicto XVI a los 95 años de edad en su residencia en Ciudad del Vaticano, quien ejerció el cargo de papa desde la muerte de su predecesor Juan Pablo II en 2005 hasta su renuncia en 2013, en donde fue el primer papa, desde Gregorio XII en 1415, en renunciar.
  - Se prevé el cese total de emisiones por señal analógica en Colombia, dando paso a la televisión digital terrestre.[294]

## Deportes

### Juegos Olímpicos
- Juegos Olímpicos de Invierno: del 4 al 20 de febrero en Pekín, China.
- Juegos Paralímpicos: del 4 al 13 de marzo en Pekín, China.

### Atletismo
- XVIII Campeonato Mundial en Pista Cubierta: del 18 al 20 de marzo en Belgrado, Serbia.
- XVIII Campeonato Mundial: del 15 al 24 de julio en Eugene, Estados Unidos.
- XXV Campeonato Europeo: del 15 al 21 de agosto en Múnich, Alemania.

### Deportes extremos
- X Games de Invierno 2022: del 20 al 23 de enero en Aspen, Colorado, Estados Unidos.
- X Games Chiba 2022: del 22 al 24 de abril en la Prefectura de Chiba, Japón.

### Deportes Motor
- Rally Dakar: desarrollado entre el 1 hasta el 14 de enero, ganados por Nasser Al-Attiyah en coches, Sam Sunderland en motos, Alexandre Giroud en cuadrón, Dmitry Sotnikov en camiones, Francisco López Contardo en prototipos ligeros, Austin Jones en especiales y Serge Mogno en clásicos.
- Campeonato Mundial de Resistencia 2022: desde el 18 de marzo al 11 de noviembre.
- Temporada 2022 de Fórmula 1: desarrollado ente el 20 de marzo al 20 de noviembre, ganado por Max Verstappen.
- Temporada 2022 de MotoGP: desarrollado entre el 4 de marzo al 6 de noviembre, ganado por el italiano Francesco Bagnaia.

### Fútbol Americano
- Super Bowl LVI: desarrolla el 13 de febrero en el SoFi Stadium, California, Estados Unidos con victoria de Los Angeles Rams ante los Cincinnati Bengals por 23-20.

### Fútbol

#### Fútbol masculino
- Copa Africana de Naciones 2021: desarrollado el 9 de enero al 6 de febrero con victoria del seleccionado senegalés ante su similar de Egipto por 4-2 en penales, tras el empate a 0 en tiempos reglamentarios y suplementarios.
- Supercopa de España de fútbol 2022: del 12 de enero al 16 de enero, con victoria del Real Madrid ante el Athletic Club por 2-0 en el King Fahd International Stadium
- Supercopa de Chile 2022: 23 de enero.
- Copa Mundial de Clubes de la FIFA 2021: del 3 al 12 de febrero en Emiratos Árabes Unidos, con victoria del Chelsea FC al Palmeiras por 2-1 en tiempos extras.
- Supercopa de Brasil de 2022: desarrollado el 20 de febrero con victoria del Flamengo por 6-5 en penales al Palmeiras, después de haber quedado 2-2 en tiempos reglamentarios y suplementarios.
- Recopa Sudamericana 2022: 23 de febrero en Curitiba, Brasil y 2 de marzo en São Paulo, Brasil, ganado por el Palmeiras al Club Athletico Paranaense por 4-2.
- Supercopa de la UEFA 2022: jugado el 10 de agosto, con victoria del Real Madrid sobre el Eintracht Frankfurt por 2-0, con esta victoria el equipo español empata a 5 coronas al FC Barcelona y al AC Milan, quienes tienen la misma cantidad de títulos.
- Final de la Liga de Campeones de la UEFA 2021-22: 28 de mayo en Francia, ganado por el Real Madrid al Liverpool FC por 1-0.
- Anexo:Final de la Copa Libertadores 2022: jugado el 29 de octubre en Guayaquil, ganado por el Clube de Regatas do Flamengo al Club Athletico Paranaense por la mínima en un partido peleado (1-0).
- Copa de Campeones Conmebol-UEFA 2022: 1 de junio en Londres, ganado por la seleccionado de Argentina a su similar de Italia por 3-0.
- Copa Mundial de Fútbol de 2022: 18 de diciembre en Doha, ganado por la seleccionado de Argentina contra el seleccionado de Francia por 3-3 (4-2 por penales).

#### Fútbol femenino
- Supercopa de España femenina 2022: del 19 al 23 de enero, ganado por el F. C. Barcelona al Atlético de Madrid, por un contundente 7-0.
- Torneo de Copa Femenina de Costa Rica 2022: del 16 de enero al 16 de julio, ganado por el Sporting F.C por 6-3 a Club Sport Herediano.
- Eurocopa Femenina 2022: del 6 al 31 de julio en Inglaterra, ganado por el seleccionado femenino local al seleccionado de fútbol de Alemania por 2-1 en tiempos extras.
- Campeonato Femenino de la Concacaf de 2022: del 4 al 18 de julio en México vencido por la  Estados Unidos tras vencer a su rival,  Canadá.
- Copa América Femenina 2022: del 8 al 30 de julio en Colombia ganado por  Brasil ante su similar de  Colombia por 1-0.
- Copa Mundial Femenina de Fútbol Sub-20 de 2022: del 10 al 28 de agosto en Costa Rica ganado por  España ante  Japón por 3-1.
- Copa Mundial Femenina de Fútbol Sub-17 de 2022: del 11 al 30 de octubre en India ganado por  España tras vencer en la final a  Colombia por 1-0.
- Copa Libertadores Femenina 2022: del 13 al 28 de octubre en Ecuador, ganado por el Palmeiras por 4-1 al Boca Juniors.

### Ciclismo
- Vuelta al Táchira: del 16 al 23 de enero en Venezuela.
- UAE Tour: del 20 al 26 de febrero en Emiratos Árabes Unidos.
- Giro de Italia: del 6 al 29 de mayo Hungría, Eslovenia y finaliza en Italia.
- Tour de Francia: del 1 al 24 de julio en Dinamarca, Bélgica, Suiza y finaliza en Francia.
- Vuelta a España: del 19 de agosto al 11 de septiembre en Países Bajos y finaliza en España.

### Hípica
- El Gran Premio Latinoamericano en el Hipódromo Chile 2 de abril del 2022.

### Lucha Libre
- Wrestle Kingdom 16: el 4, 5 y 8 de enero en el Tokyo Dome y Yokohama Arena, Tokio, Yokohama, Japón.
- WrestleMania 38: el 2 y 3 de abril en AT&T Stadium, Texas, Estados Unidos.
- Triplemanía XXX: el 30 de abril en el Estadio de Béisbol Monterrey, Monterrey, Nuevo León, el 18 de junio en Estadio Caliente Xoloitzcuintles, Tijuana, Baja California y el 15 de octubre en la Arena Ciudad de México, Ciudad de México.

### Tenis
- Abierto de Australia: desarrollado entre el 17 al 30 de enero, ganado por Rafael Nadal al Daniil Medvédev por 2-6, 6-7(5-7), 6-4, 6-4, 7-5 en individuales masculinos y Ashleigh Barty a Danielle Collins por  6-3, 7-6(7-2) en individuales femeninos.
- Torneo de Roland Garros 2022: desarrollado entre el 22 de mayo hasta el 5 de junio, ganado por Rafael Nadal a Casper Ruud por un doble 6-3 y 6-0 en hombres y Iga Świątek a Cori Gauff por 6-1, 6-3 en mujeres.
- Campeonato de Wimbledon 2022: desarrollado entre el 27 de junio al 10 de julio ganado por Novak Djokovic a Nick Kyrgios por 4-6, 6-3, 6-4, 7-6(7-3) en hombres y Elena Rybakina a Ons Jabeur en mujeres por 3-6, 6-2, 6-2, aquí regreso por este año a torneos de Grand Slam del tenista serbio, después que en Australia y Francia, fuese vetado por no estar vacunado contra el COVID-19 y ganado por la kazaja, después que se cambiara de nacionalidad ya que los tenistas hombres y mujeres no solo de Rusia, sino de Bielorrusia fueran vetado de los torneos ATP y WTA, debido a la Invasión rusa de Ucrania de 2022.
- Abierto de Estados Unidos 2022: desarrollado entre el 29 de agosto al 11 de septiembre, ganado por Carlos Alcaraz a Casper Ruud por 6-4, 2-6, 7-6(7-1), 6-3 en hombres e Iga Świątek a Ons Jabeur por  6-2, 7-6(7-5) en mujeres, acá fue cuando el tenista español se posicionó como el nuevo #1 del raking de la ATP, siendo el más joven de la historia y el regreso de los tenistas rusos y bielorrusos después de su veto por la invasión rusa.

## Arte y espectáculos
- 12 de febrero: se llevó a cabo la 36.ª edición de los Premios Goya.
- 27 de marzo: se llevó a cabo la 94.ª edición de los Premios Oscar.
- 3 de abril: se desarrolló la 64.ª edición de los Premios Grammy.
- 14 de mayo: se desarrolló la LXVI edición del Festival de la Canción de Eurovisión.

### Cine
- Aftersun, película británica dirigida por Charlotte Wells.
- Animales fantásticos: los secretos de Dumbledore, película británica dirigida por David Yates
- Almas en pena de Inisherin, película británica dirigida por Martin McDonagh.
- Argentina, 1985, película argentina dirigida por Santiago Mitre.
- As bestas, película española dirigida por Rodrigo Sorogoyen.
- Avatar: El sentido del Agua, película estadounidense dirigida por James Cameron.
- Babylon, película estadounidense dirigida por Damien Chazelle.
- Bardo, falsa crónica de unas cuantas verdades, película mexicana dirigida por Alejandro González Iñárritu
- Black Panther: Wakanda Forever, película estadounidense dirigida por Ryan Coogler.
- Bones and All, película italiana dirigida por Luca Guadagnino.
- Bullet Train, película estadounidense dirigida por David Leitch
- Chip 'n Dale: Rescue Rangers, película estadounidense dirigida por Akiva Schaffer
- Cinco lobitos, película española dirigida por Alauda Ruiz de Azúa.
- Close, película belga dirigida por Lukas Dhont
- Doctor Strange en el multiverso de la locura, película estadounidense dirigida por Sam Raimi.
- El Gato con Botas: el último deseo, película de animación estadounidense dirigida por Joel Crawford.
- Ellas hablan, película estadounidense dirigida por Sarah Polley.
- Eo, película polaca dirigida por Jerzy Skolimowski.
- El triángulo de la tristeza, película sueca dirigida por Ruben Östlund
- Elvis, película australiana dirigida por Baz Luhrmann
- Fire of Love, película documental estadounidense dirigida por Sara Dosa.
- Buena suerte, Leo Grande, película británica dirigida por Sophie Hyde.
- La ballena, película estadounidense dirigida por Darren Aronofsky.
- Los Fabelman, película estadounidense dirigida por Steven Spilberg.
- Mantícora, película española dirigida por Carlos Vermut.
- Modelo 77, película española dirigida por Alberto Rodríguez Librero
- Muerte en el Nilo, película estadounidense dirigida por Kenneth Branagh
- Pearl, película estadounidense dirigida por Ti West.
- Uncharted, película estadounidense dirigida por Ruben Fleischer.
- Red, película de animación estadounidense dirigida por Domee Shi.
- Jurassic World: Dominion, película estadounidense dirigida por Colin Trevorrow.
- Sin novedad en el frente, película alemana dirigida por Edward Berger.
- Tár, película estadounidense dirigida por Todd Field.
- Todo a la vez en todas partes, película estadounidense dirigida por Dan Kwan y Daniel Scheinert.
- Top Gun: Maverick, película estadounidense dirigida por Joseph Kosinski.
- The Batman, película estadounidense dirigida por Matt Reeves.
- The Quiet Girl, película irlandesa dirigida por Colm Bairéad.
- The Quintessential Quintuplets: La película, película de animación japonesa dirigida por Masato Jinbo.
- Thor: Love and Thunder, película estadounidense dirigida por Taika Waititi.
- Trece vidas, película británica dirigida por Ron Howard.
- X, película estadounidense dirigida por Ti West.